# 평면의 결정군

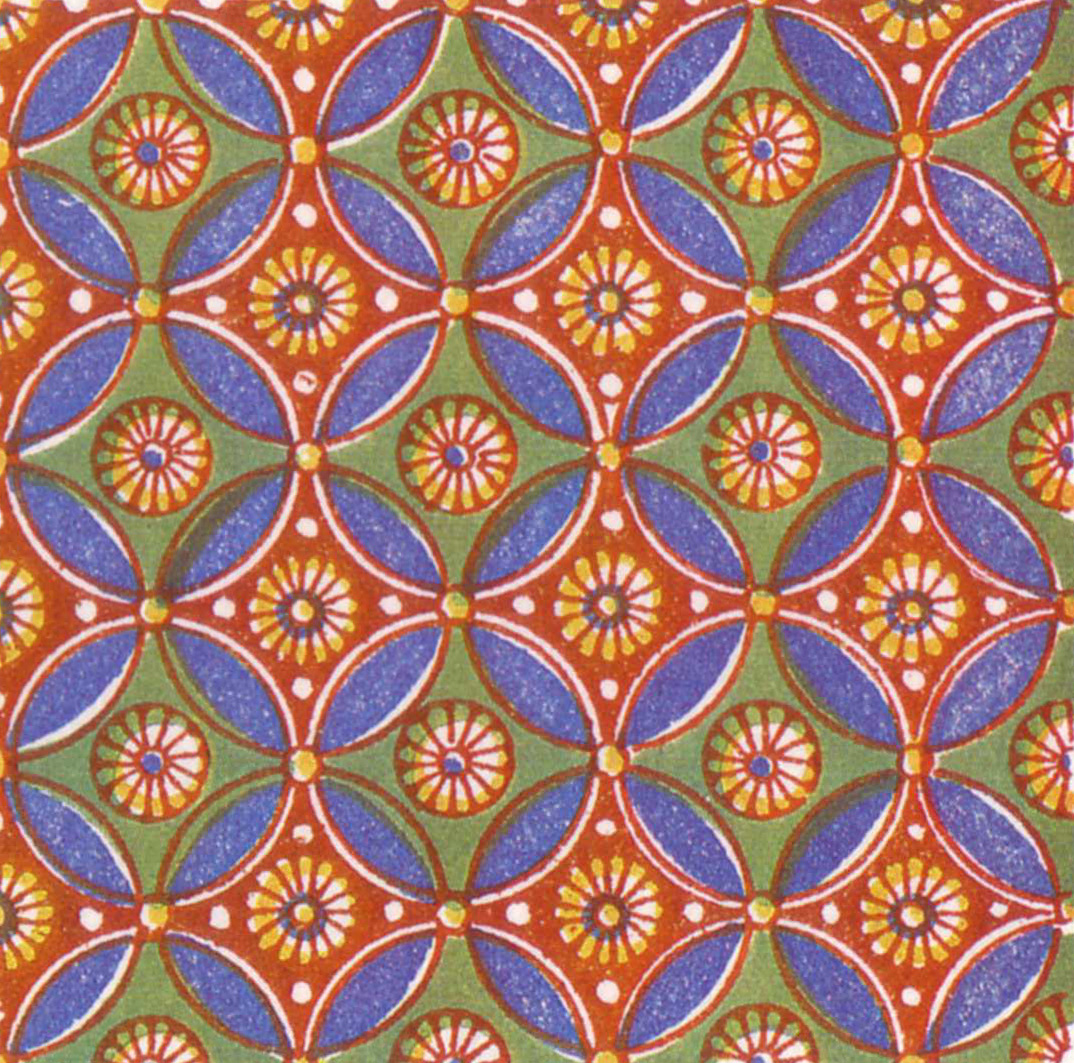
이집트식 도안의 예. 이 평면은 p4m군에 속한다.

평면의 결정군(平面-結晶群) 또는 평면의 대칭군, 벽지군(영어: wallpaper group)은 2차원 평면을 채우는 반복적인 패턴에 대해, 이 패턴들을 각 패턴이 가지고 있는 대칭성을 기준으로 하는 군으로 분류하는 방법이다. 이 패턴들은 총 17개의 군으로 분류할 수 있다. 평면의 결정군은 2차원 공간군에 속한다.
평면을 덮을 수 있는 무늬에는 여러 가지가 존재하지만, 특정한 정사각형 모양의 패턴을 반복해서 만들 수 있는 무늬에는 대칭성이 제한적으로 존재한다. 다른 무늬를 가지고 있는 패턴이라도 같은 대칭성을 가질 수 있으며, 이러한 같은 대칭성을 가지는 패턴들을 하나로 묶어서 분류할 수 있다

## 개요
평면의 결정군은 그들의 대칭성에 의해 패턴이 분류된다. 모양, 색깔, 크기 또는 방향이 다른 패턴일지라도 같은 대칭성을 갖는다면, 같은 군으로 분류되며, 반면, 겉보기에는 작은 차이점이지만, 이것이 대칭성에 영향을 미쳐 서로 다른 군에 속하게 될 수 있다.
다음의 예들을 살펴보자.

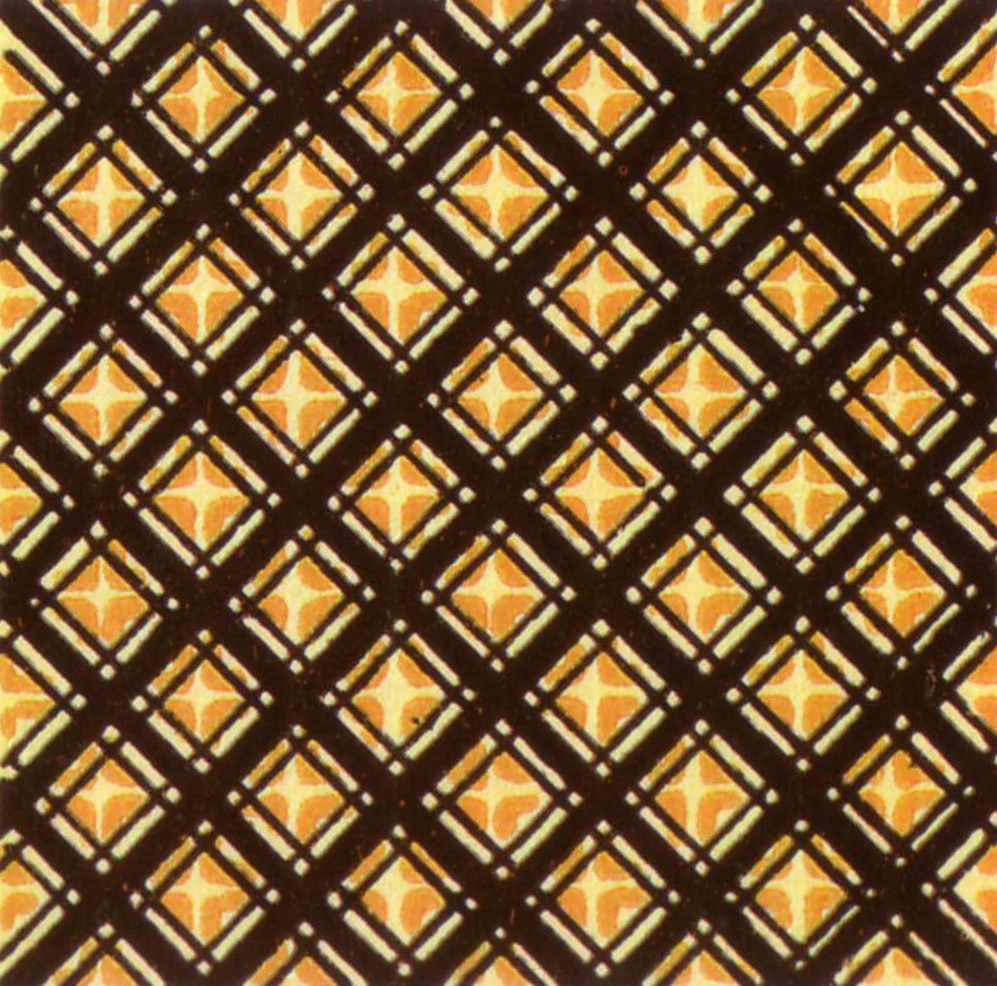
예 A. 타히티 섬의 천 무늬
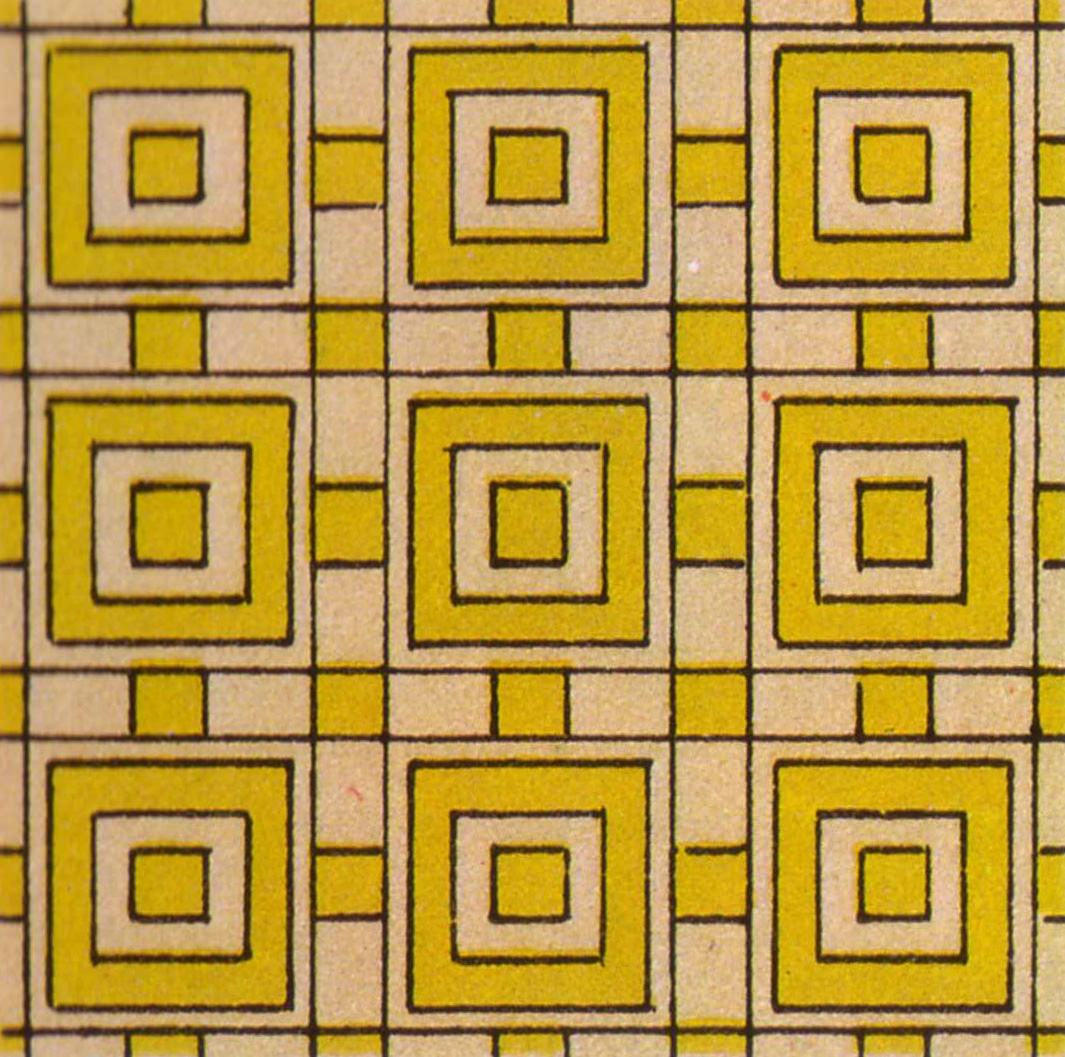
예 B. 아시리아 니네베의 장식 무늬
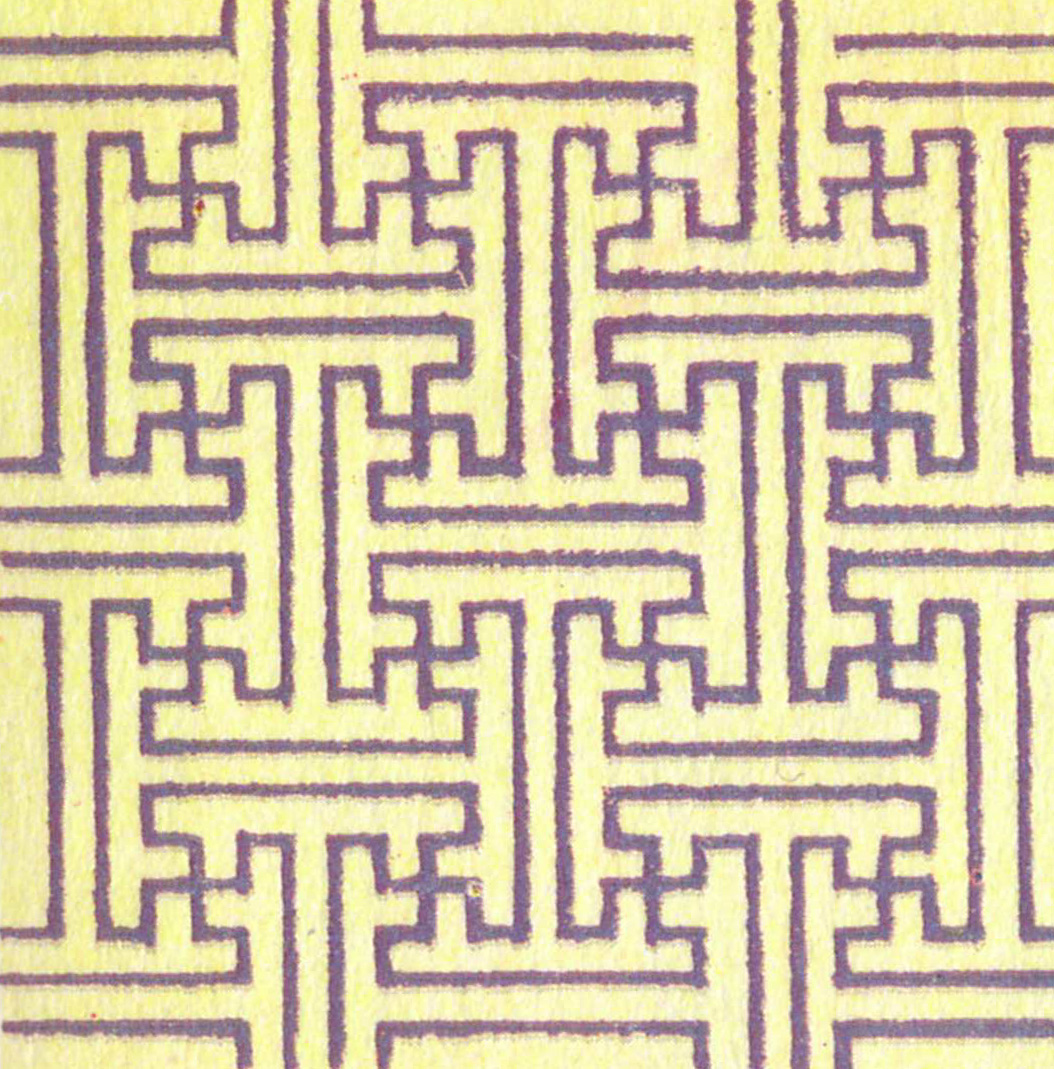
예 C. 중국의 도자기 무늬

예 A와 B는 p4m라는 같은 평면의 결정군에 속한다. 예 C는 p4g라는 다른 평면의 결정군을 가진다. A와 B가 보이는 패턴은 상당히 달라보이지만, 동일한 대칭성을 갖기 때문에 같은 평면의 결정군에 속한다. 반면에 C는 유사해 보이지만, 다른 대칭성을 갖는다.
평면의 결정군이 가능한 17가지의 목록은 아래에서 확인할 수 있다.

### 패턴의 대칭성
간단히 말하자면, 패턴의 대칭성이란 패턴에 어떤 변환을 가했을 때, 변환한 후에 원래와 같은 패턴이 나타나게 하는 변환을 말한다. 예를 들면, 평행이동의 대칭성은 패턴을 일정한 거리만큼 이동한 후에도 모양이 변하지 않을 때를 나타낸다. 수직 줄무늬들로 이루어진 패턴을 줄무늬끼리의 간격만큼 수평으로 이동하는 변환을 생각하자. 이 변환에 의해 수직 줄무늬 패턴은 변하지 않는다. 엄밀하게 말해서, 대칭은 정확하게 반복되는 무한히 연속적인 패턴에서만 존재한다. 자, 다섯 개의 줄무늬를 생각해 보면, 같은 평행이동이 대칭성을 갖지 않는다. 왜냐하면, 변환 후, 첫 번째 줄무늬는 "사라지고" 새로운 줄무늬가 끝에 "더해지기" 때문이다. 그러나 실제로는 분류는 유한의 형태에 대해서도 대칭성을 적용하고 작은 결함은 무시할 것이다.
때때로 형상만 고려하거나 거기에 색깔까지 고려하는 두 가지 분류로 나누는 것은 유용하다. 색깔을 무시하면 더 많은 대칭성이 존재한다.
흑과 백, 두 가지 색에서는 17가지 결정군이 존재한다. 왜냐하면 예를 들어 흑백의 색이 있는 채우기는, 각 타일의 질량중심에 그 색이 방사형으로 기록된 환형 대칭 "바 코드" 와 같기 때문이다.
여기에 관련된 변환들의 형태가 평면 등장변환들이다. 예를 들어 :
- 만약 예시B를 각 사각형이 원래 접하고 있던 그 옆의 다른 사각형을 덮도록 한 '단위' 만큼 오른쪽으로 옮기면, 그 결과 패턴은 정확히 처음의 패턴과 같다. 이 대칭성의 종류는 평행이동변환이다. 예시A와 C는 가능한 가장 작은 이동들이 대각선 방향이라는 점만 제외하고는 유사하다.
- 예시B를 시계방향으로 90°만큼 돌리면, 사각형들 중 하나의 중심 주위에서 또 정확히 같은 패턴을 찾을 수 있다. 이 변환이 회전변환이다. 예시C의 알맞은 회전 중심을 찾기가 약간 더 어렵지만, A와 C 또한 90° 회전변환을 가진다.
- 또 예시B를 그림의 중간을 지나는 수평축을 따라 뒤집을 수 있다. 이것이 바로 반사변환이다. B는 수직축에 대한 반사변환도 가지고, 두 대각선에 대한 반사변환 또한 가진다. A도 마찬가지다.

하지만, 예시C의 경우는 다르다. C는 수평 방향과 수직 방향으로만 반사변환을 가지며, 대각선 방향으로는 가지지 않는다. 만약 대각선 방향으로 뒤집으면, 다시 같은 패턴을 얻지 못한다. 여기서 얻어지는 것은 원래의 패턴이 일정한 거리만큼 움직인 패턴이다. 이 점이 바로 A와 B가 C와는 다른 결정군을 가지는 이유중 하나가 된다.

## 수학적 정의
수학적으로 벽지군 또는 평면결정군은 두 개의 선형 독립인 평행이동(translation)을 포함하는 유클리드 평면의 등장변환의 위상적인 이산 군의 한 유형이다. 이러한 두 등장변환 그룹들이 만약 평면에서 같은 아핀변환을 가진다면 같은 유형(같은 벽지군)이다. 그러므로 평면의 평행이동이(그대로 반영하는 이동(mirror)과 중심에 대하여 이동시키는 변환(rotation)은 월페이퍼 그룹에 영향을 미치지 않는다. 평행이동 벡터들 사이의 각의 변화들에 대한 같은 적용은 그것들이 더해지지 않거나 어떠한 대칭을 제거하지 않는다는 것을 제공한다.(이것은 그대로 반영하는 이동이 없거나 미끄러지는 반사가 없거나, 회전 반사가 최대한 2차원인 경우뿐이다.) 3차원에서의 경우와 같지않게, 원래의 것을 보존하는 것들에 대하여 아핀변환을 동등하게 제한할 수 있다. 모든 월페이퍼 그룹들은 추상적인 그룹들(두 개가 Z에 대하여 같은 모양을 가지는 띠모양 장식 그룹들에 대항하는 그룹)이라 할지라도 다르다는 비버바흐(Bieberbach) 정리를 따른다. 두배의 이동 대칭을 가지는 2차원 유형들은 그들의 대칭그룹의 유형에 따라 분류될 수 있다.

### 평면의 등장 변환
평면의 등장변환은 다음과 같이 네 가지로 나뉜다.
- 평행이동변환: Tv 로 표시한다. v는 R2의 벡터이다. 이 변환은 평면의 모든 점을 특정한 방향으로 일정한 크기만큼 이동시킨다.

- 회전변환: Rc,θ 로 표시한다. c는 평면의 한 점(회전의 중심)이고 θ는 회전각이다.

- 반사변환: FL로 표시한다. L 은 R2의 직선으로 대칭축이라 하며 F는 "뒤집다"를 나타내는 영단어 "flip"의 첫 문자에서 따왔다.

- 미끄럼 반사변환: GL,d 로 표시한다. L 은 R2 의 직선이고 d는 거리이다. 이것은 직선 L에 대한 반사와 직선 L 을 따라 거리 d 만큼 평행이동한 변환의 합성이다. 'G'는 "미끄러짐"을 나타내는 영단어 "glide"의 첫 문자에서 따왔다.

### 독립적 평행이동의 조건
일차 독립적 평행이동의 조건은 어떤 일차 독립인 벡터 v와w가 존재하여 Tv 와 T w가 그 결정군에 포함됨을 의미한다.
이러한 조건의 목적은 평면의 결정군을 오직 하나의 독립적 평행이동을 가진 일차원적 대칭군(frieze group)과 전혀 평행이동을 가지지 않는 이차원 이산적 대칭군으로부터 구분하기 위해서이다. 다시 말해 일차원적 대칭군(frieze group)은 오직 한 축(한 방향)을 따라 패턴을 반복하는 것이지만 평면의 결정군은 두 개의 다른 방향으로 패턴을 반복하는 것이다.
(이 상황은 일반화 가능하다. 예를 들어 m 개의 일차 독립적 평행이동을 가진 Rn 의 등장변환의 이산군을 연구할 수 있다. 단, m은 0 ≤ m ≤ n인 정수이다.)

### 불연속성의 조건
불연속성의 조건은 그룹 안에 임의의 양의 실수 입실론이 존재할 때, 평행이동 Tv에 해당하는 적어도 그 입실론만큼의 길이를 가지는 v벡터가 존재한다는 것이다. (단, v가 영벡터일 경우는 제외한다.)
이 불연속성의 조건을 통해 그룹이 완전 연속인 근본적인 정의역 또는 평면을 통과하는 거듭된 유한한 범위를 가지는 영이 아닌 "cell" 이 있다는 것을 알 수 있다. 불연속성 조건 없이 우리는 어떤 월페이퍼 패턴에 따르지 않는 모든 유리수에 대해 평행이동 Tx를 포함하는 그룹을 사례를 들지도 모른다.
독립적인 변환을 지닌 결합에서 불연속성 조건에서의 명백하지 않은 중요한 결과는 그룹은 오직 2,3,4 또는 6번의 회전을 포함할 수 있다는 것이다.
이것은 즉 그 그룹에 모든 회전은 180`,120`,90`또는60`로 회전된다. 이 사실은 crystallographic 제한적 이론으로 알려져 있다. 그리고 이 사실은 고차원의 경우에 대해서도 일반화된다.

### 평면의 결정군의 표기법

#### 결정군의 표기법
결정군은 서로 구별되는 230개의 공간군과 17개 이상의 평면결정군을 가지고 있으나, 군 상에서의 대칭성은 같은 것들이 많다. 따라서 우리는 칼 헤르만(Carl Hermann)과 샤를-빅터 모갱(Charles-Victor Mauguin)의 방법으로 이러한 군들을 유사하게 표현할 수 있다. 예를 들면, 헤르만-모갱형(Hermann-Mauguin style)이라는 정식명을 가진 평면 결정군은 네 개의 문자나 자릿수만으로 p31m와 같이 표기할 수 있고, 보통 더 간단히 cmm 또는 pg라고도 쓸 수 있다.
평면결정군의 정식명은 p(원시 셀(primitive cell)에 해당) 또는 c(면 중심 셀(face-centred cell)에 해당)로 시작된다.(이들에 대해 아래에서 설명하겠다.) 이것은 회전대칭의 최고위수를 나타내는 숫자, n을 따른다: 1-fold(없음), 2-fold, 3-fold, 4-fold, 6-fold. 다음에 오는 2개의 기호는 주축으로 일컬어지는 그 패턴의 평행이동 축과 관련 있는 대칭을 가리킨다. 만약 평행이동 축에 수직인 거울반사가 있다면 우리는 그 축을 주축으로 선택한다. (혹은 만약 2개가 있다면 2개 중에 하나를 주축으로 선택한다.)
그 기호는 각각 거울반사, 미끄럼반사, 아무것도 아님을 말하는 m, g, 1중의 하나이다. 거울 혹은 미끄럼반사의 축은 첫 번째 글자의 주축에 수직이고, 두 번째 글자의 주축에 대해서 평행이거나 180°/n(n >2일 때)기울어진다.
많은 그룹들은 주어진 반사들에 의해 함축된 다른 대칭들을 포함한다. 짧은 표기법은 다른 그룹과 혼동되지 않는 한 숫자나 추론할 수 있는 m 은 생략한다. 원시 셀(primitive cell)은 격자 평행이동에 의해 반복되는 가장 작은 영역이다. 두개의 평면대칭그룹을 제외한,모든 평면대칭그룹은 격자의 평행이동벡터를 사용하는 좌표 기저의 원시 셀(primitive cell) 축에 관해서 표현된다. 나머지 두 개의 대칭 표현은 원시 셀(primitive cell) 보다 큰 중심 셀(face-centred cell) 의한 것이다.그러므로 내부 반복을 하게 된다. 그것들의 내부 방향은 평행이동벡터가 생성하는 원시 셀(primitive cell)의 것들과는 다르다. 결정군을 나타내는 헤어만-모갱 표기법(Hermann-Mauguin notation)은 추가적 셀의 유형을 나타내는 표기를 사용한다.
예
- p2 (p211): 원시 셀(primitive cell), 180도 회전하는 회전변환, 반사변환이나 미끄럼 반사변환은 없음.
- p4g (p4gm): 원시 셀(primitive cell), 90도 회전하는 회전변환, 주축에 수직인 미끄럼 반사변환, 45도 직선에 대한 반사변환.
- cmm (c2mm): 중심 셀(face-centred cell), 180도 회전하는 회전변환, 주축에 수직인 반사변환, 주축에 수직인 반사변환.
- p31m (p31m): 원시 셀(primitive cell), , 120도 회전하는 회전변환, 60도 직선에 대한 반사변환.

아래는 단축과 정식 명칭이 다른 결정군의 리스트이다.
| 단축명 | p2   | pm   | pg   | cm   | pmm  | pmg  | pgg  | cmm  | p4m  | p4g  | p6m  |
| 정식명 | p211 | p1m1 | p1g1 | c1m1 | p2mm | p2mg | p2gg | c2mm | p4mm | p4gm | p6mm |
| ------ | ---- | ---- | ---- | ---- | ---- | ---- | ---- | ---- | ---- | ---- | ---- |
나머지 것들의 명칭은p1, p3, p3m1, p31m, p4, 그리고 p6이다.

#### 오비폴드 표기법
존 호턴 콘웨이(Conway, 1992년)에 의해 소개된, 평면의 결정군(wallpaper group)에서의 오비폴드 표기법은 결정학이 아닌 위상수학에 기반을 두고 있다. 무한한 주기를 가진 타일들의 핵심으로 평면을 덮는다(이를 오비폴드라 한다). 몇 가지의 기호들로 이것을 표현할 수 있다.
- 숫자 n은 360/n도의 회전변환의 중심을 말한다. 결정학적 제한 정리(crystallographic restriction theorem)에 의해, n은 반드시 2, 3, 4, 또는 6이어야 한다.
- 별표 *,은 반사를 뜻한다. 이것은 숫자와 다음과 같이 상호작용한다.
  1. *전에 있는 숫자는 순 회전변환(pure rotation)의 중심이다. (순환적인(cyclic))
  2. *다음에 있는 숫자는 그들을 통한 거울에 의한 회전의 중심이다. (2개의 평면을가진, dihedral).
- 십자모양 x는 미끄럼 반사변환(glide reflection)을 뜻한다. 미끄럼을 하기 위한 격자 변환(lattice translation)을 결합한 순수한 반사(pure mirror)은 이미 설명되었기에 이것은 표시하지 않는다.
- 대칭이 없다는 상징의 o는 홀로 쓰여서 다른 대칭이 없는 오직 하나의 격자 변환(latiice translation)만을 뜻한다.

결정학 표기법에서 cmm(콘웨이 표기법)이라 표기된 그룹들은 2*22이라 표현된다. *앞에 있는 2는 그것을 통하는 거울이 없는 180도의 회전변환의 중심을 뜻하고 *는 스스로 하나의 거울을 가지고 있단 것을 뜻한다. * 다음에 있는 첫 번째2는 거울 위의 중심에서 180도의 회전변환을 말하고 마지막에 쓰여진 2는 거울위의 중심에서 독립적인 두 번째 180도의 회전변환을 말한다. 하지만 이 거울은 첫 번째 거울 대칭에서와 같은 것이 아니다.

pgg라쓰이는 그룹은 22x라 표현된다. 우리는 두 개의 180도의 회전변환의 중심과 미끄럼 반사변환의 축을 가지고 있다. pmg와 비교하면 콘웨이(conway) 22*는 (결정학 표기법에서 미끄럼이라 언급된 것) 다른 오비폴드의 대칭을 내포한다.
| Conway   | o    | xx   | *x   | **    | 632  | *632 |
| Crystal. | p1   | pg   | cm   | pm    | p6   | p6m  |
| Conway   | 333  | *333 | 3*3  | 442   | *442 | 4*2  |
| Crystal. | p3   | p3m1 | p31m | p4    | p4m  | p4g  |
| Conway   | 2222 | 22x  | 22*  | *2222 | 2*22 |      |
| Crystal. | p2   | pgg  | pmg  | pmm   | cmm  |      |
| -------- | ---- | ---- | ---- | ----- | ---- | ---- |

### 왜 정확히 17개의 군이 존재하는가?
오비폴드는 꼭짓점과 선분 그리고 면을 가지므로 일반적으로 다각형으로 생각할 수 있다. 기하학적으로는 불규칙적 매장에 의해서 생겨진 것이므로 다각형과는 구분된다. 이를 매장으로 역으로 펼쳐내면, 이들 다각형은 평면의 결정군의 작용에 의해 무한번 반복되며 평면 전체를 주어진 다각형조각의 타일로 덮게 된다. 주어진 결정군의 콘웨이 오비폴드 표기법이 표시하는 바에 따라서 다각형이 무한 번 평면에 복제된다. 이 묘사가 17개 평면의 결정군을 결정하는 중요한 열쇠이다.
먼저 정육면체를 살펴보면 꼭짓점, 모서리, 면으로 되어있다. 8개의 꼭짓점과 12개의 모서리, 6개의 면으로 되어있음을 알 수 있다. 덧셈과 뺄셈을 교대로 해보면 8 − 12 + 6 = 2 임을 확인할 수 있다. 이제 정사면체를 생각해보자. 사면체는 4개의 꼭짓점, 6개의 모서리, 그리고 4개의 면(역시 4 - 6 + 4 = 2 임을 알 수 있다.)으로 되어있다. 더 연구해 보자. 하나의 면을 새로운 모서리로 분할하면, 두 개의 면이 된다. 여기서 4 − 7 + 5 = 2 임을 얻게 된다. 다음으로, 하나의 모서리를 새로운 꼭짓점으로 분할하면, 두 개의 모서리가 된다. 이로 인해 5 − 8 + 5 = 2 임을 얻을 수 있다. 이는 동시에 발생할 수 없다.(오일러의 표수< χ = V − E + F>에서도 드러나고, 그것의 불변성 증명의 시작에서도 보인다.)
오비폴드가 평면전체를 채우기 위하여 대칭으로 복제할 때,그것의 모양은 오일러 표수에 모순이 없는 꼭짓점, 모서리, 그리고 다각형 면의 구조를 이룬다. 그 과정을 역으로 하면, 우리는 오비폴드의 모양에 전체번호는 아니지만 부분적으로 번호를 매길 수 있다. 오비폴드 그 자체는 대칭군에 의한 전체 표면의 비율이므로, 오비폴드 오일러 표수는 대칭군의 순서에 의한 표면 오일러 표수의 비율이다. 오비폴드 오일러 표수는 2 빼기 다음수의 합이다, 그 합은 다음과 같이 계산된다.
- *앞의 n은 (n−1)/n.
- *뒤의 n은 (n−1)/2n.
- *와 x는 1.
- 대칭성이 없는o은 2.

벽지군의 오일러 표수는 0이어야 한다. 따라서 위의 합은 2가 되어야 한다.
예
- 632: 5/6 + 2/3 + 1/2 = 2
- 3*3: 2/3 + 1 + 1/3 = 2
- 4*2: 3/4 + 1 + 1/4 = 2
- 22x: 1/2 + 1/2 + 1 = 2

이제 모든 벽지군을 찾는 문제가 앞서 설명한 값들의 합을 구하는 간단한 덧셈으로 바뀌었다. 이외의 값은 평면의 테셀레이션이 아니므로 여기서 다루지 않는다. 오비폴드 오일러 표수가 음수인 경우는 초월적, 오비폴드 오일러 표수가 양수인 경우는 구면적이라 한다.

## 평면의 결정군들을 구분하는 방법
평면의 결정군에 일치하는 주어진 구조를 알아내려면 아래의 표를 이용해야 할 것이다.
| 45°에서 반사변환이 있는가? | 45°에서 반사변환이 있는가? |
| -------------------------- | -------------------------- |
| 예: p4m                    | 아니오: p4g                |

| 반사변환에서 벗어나 회전변환 중심군이 있는가? | 반사변환에서 벗어나 회전변환 중심군이 있는가? |
| --------------------------------------------- | --------------------------------------------- |
| 예: p31m                                      | 아니오: p3m1                                  |

| 평행한 대칭변환이 있는가?                     | 평행한 대칭변환이 있는가?                     | 평행한 대칭변환이 있는가? |
| --------------------------------------------- | --------------------------------------------- | ------------------------- |
| 예                                            | 예                                            | 아니오                    |
| 반사변환에서 벗어나 회전변환 중심군이 있는가? | 반사변환에서 벗어나 회전변환 중심군이 있는가? | pmg                       |
| 예: cmm                                       | 아니오: pmm                                   |                           |

| 미끄럼 반사 변환이 있는가? | 미끄럼 반사 변환이 있는가? |
| -------------------------- | -------------------------- |
| 예: pgg                    | 아니오: p2                 |

| 반사변환에서 벗어나 미끄럼 반사 변환 축이 있는가? | 반사변환에서 벗어나 미끄럼 반사 변환 축이 있는가? |
| ------------------------------------------------- | ------------------------------------------------- |
| 예: cm                                            | 아니오: pm                                        |

| 미끄럼 반사 변환이 있는가? | 미끄럼 반사 변환이 있는가? |
| -------------------------- | -------------------------- |
| 예: pg                     | 아니오: p1                 |

우측을 연결하시면 더 자세하고 많은 그림과 정보를 보실 수 있습니다.

## 그림을 보는 중요한 표식들
아래의 목록의 각 군마다 두 개의 셀 다이어그램이 있는데 이를 해석하는 방법은 다음과 같다:
|  | 180도 회전하는 회전변환의 중심. |
|  | 120도 회전하는 회전변환의 중심. |
|  | 90도 회전하는 회전변환의 중심.  |
|  | 60도 회전하는 회전변환의 중심.  |
|  | 대칭변환의 대칭직선.            |
|  | 미끄러지는 대칭변환의 대칭직선. |

오른쪽에 있는 다이어그램은 대칭원소 중 다른 동치류의 색깔(과 회전하여)을 달리하여 나타내었다.
갈색이나 노란색 영역은 기본영역(fundamental domain) 즉, 반복되는 형태의 최소 영역을 의미한다.
오른쪽의 다이어그램은 격자점군(lattice group)의 최소의 평행이동변환에 의한 기본영역을 표시한다. 따라서 왼쪽의 그림이 우측보다 큰 경우도 있다.

## 17개 군

### p1 군
- 오비폴드 표기: o.
- 결정군 p1은 단지 평행이동변환만 가지며, 회전변환이나, 직선의 반사변환, 미끄럼 반사변환은 포함하지 않는다.

p1 군의 예제

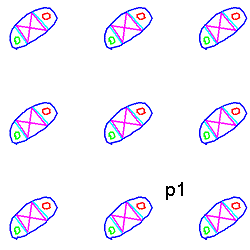
컴퓨터로 만든 무늬
테베(고대 이집트)의 무덤 장식. 초기에는 p2 와 혼돈.
페르시안 태피스트리
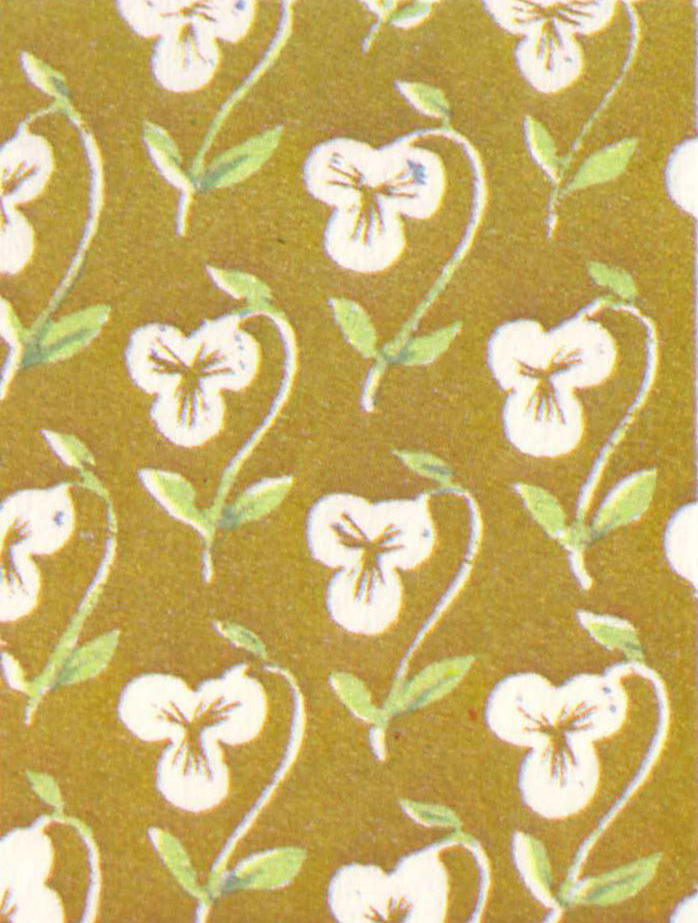
중세의 벽지

영역을 구성하는 두 평행이동변환은 서로 다른 길이를 가질 수 있으며, 사이각도 임의의 각을 이룰 수 있다.

### p2 군
- 오비폴드 표기: 2222.
- 결정군 p2는 네 개의 중심(우측 그림에서 빨강, 파랑, 초록, 분홍색 작은 마름모)에서의 180도 회전변환(위수 2)으로 구성되어 있고, 대칭변환이나 미끄럼 반사 변환은 없다.

p2 군의 예제

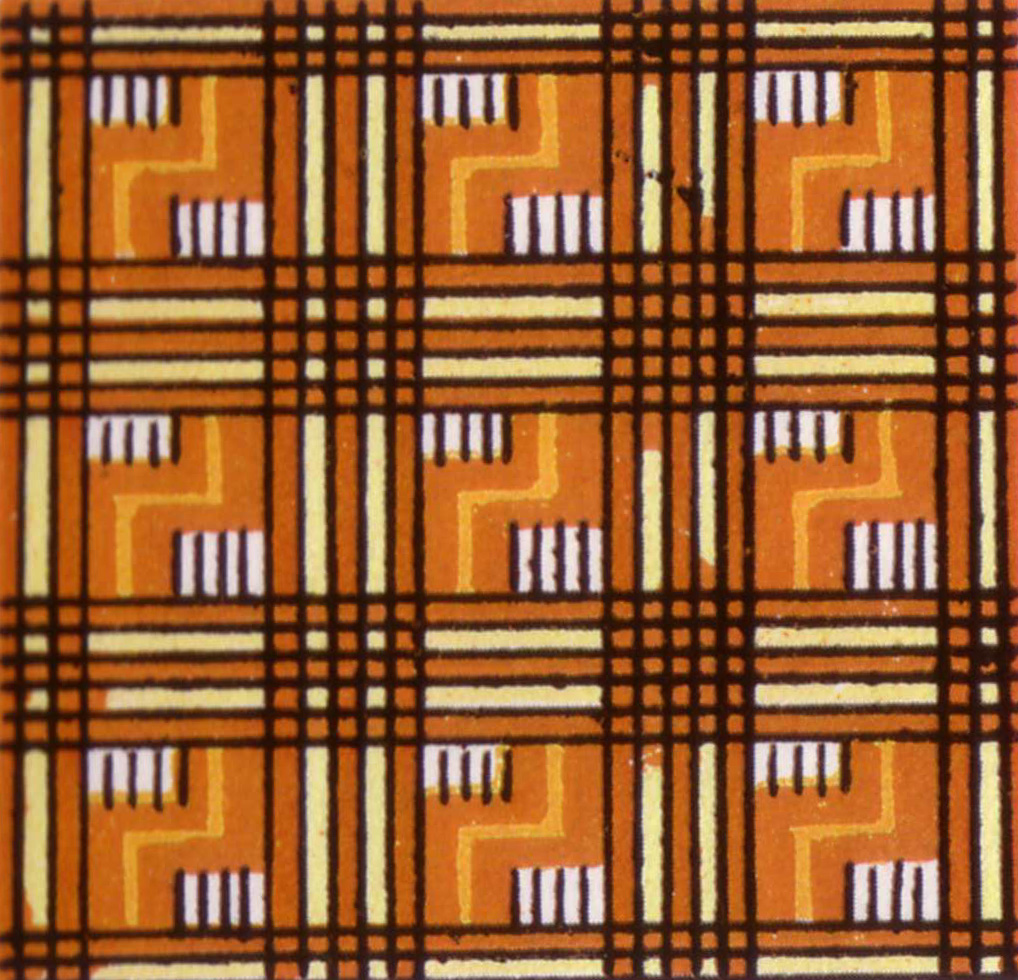
천, 샌드위치 제도 (하와이)
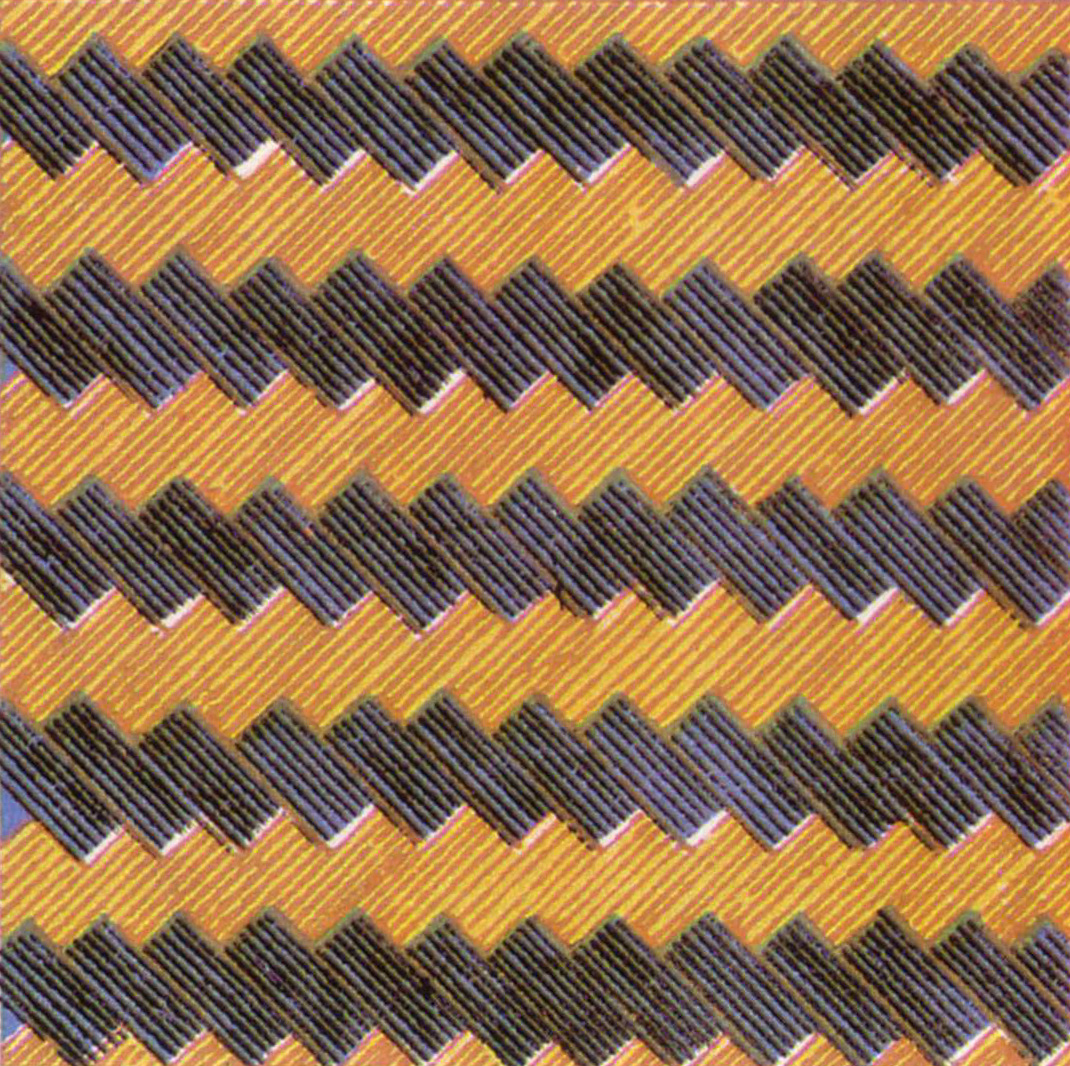
이집트 왕의 매트
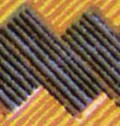
이집트 인의 매트(확대)
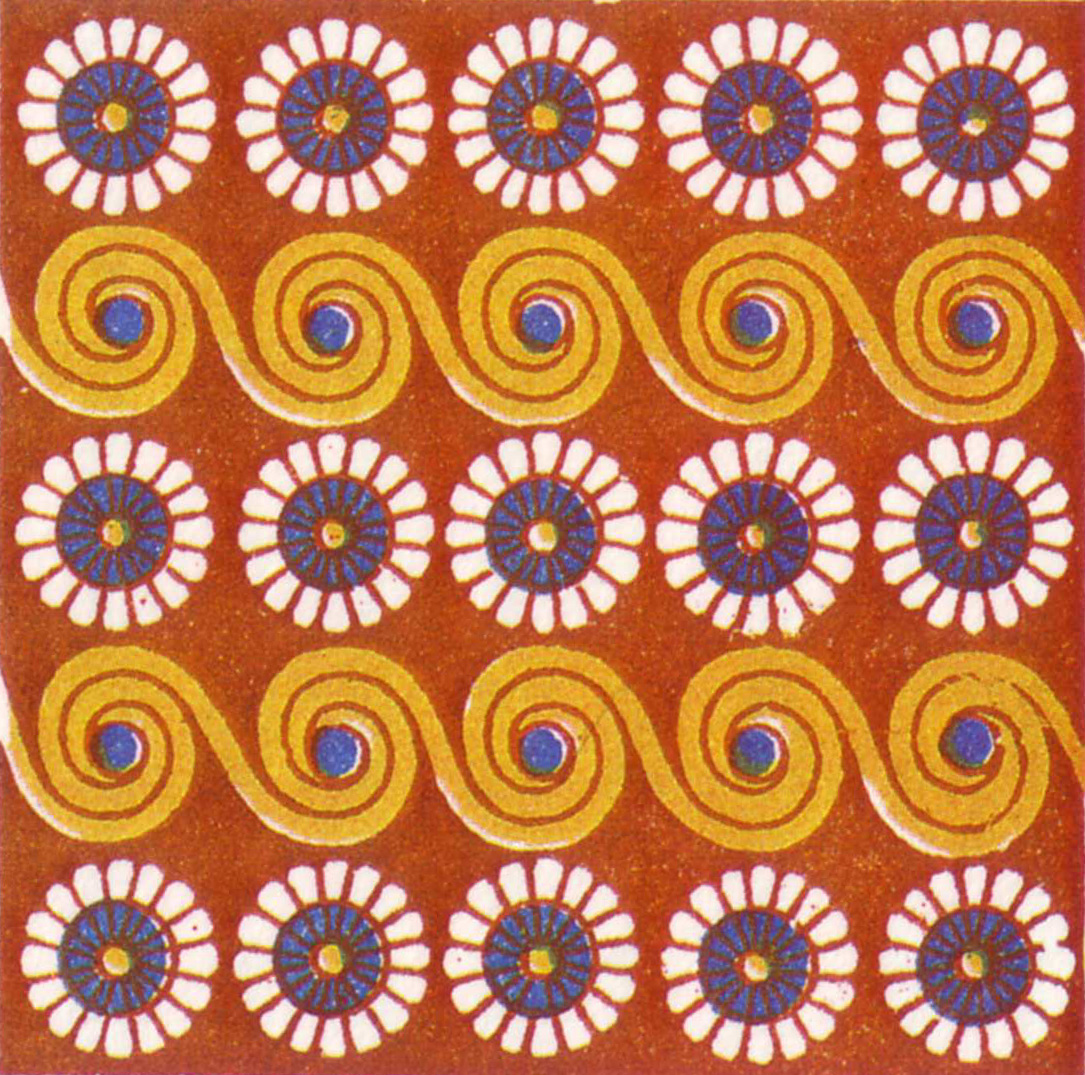
이집트인의 무덤 장식
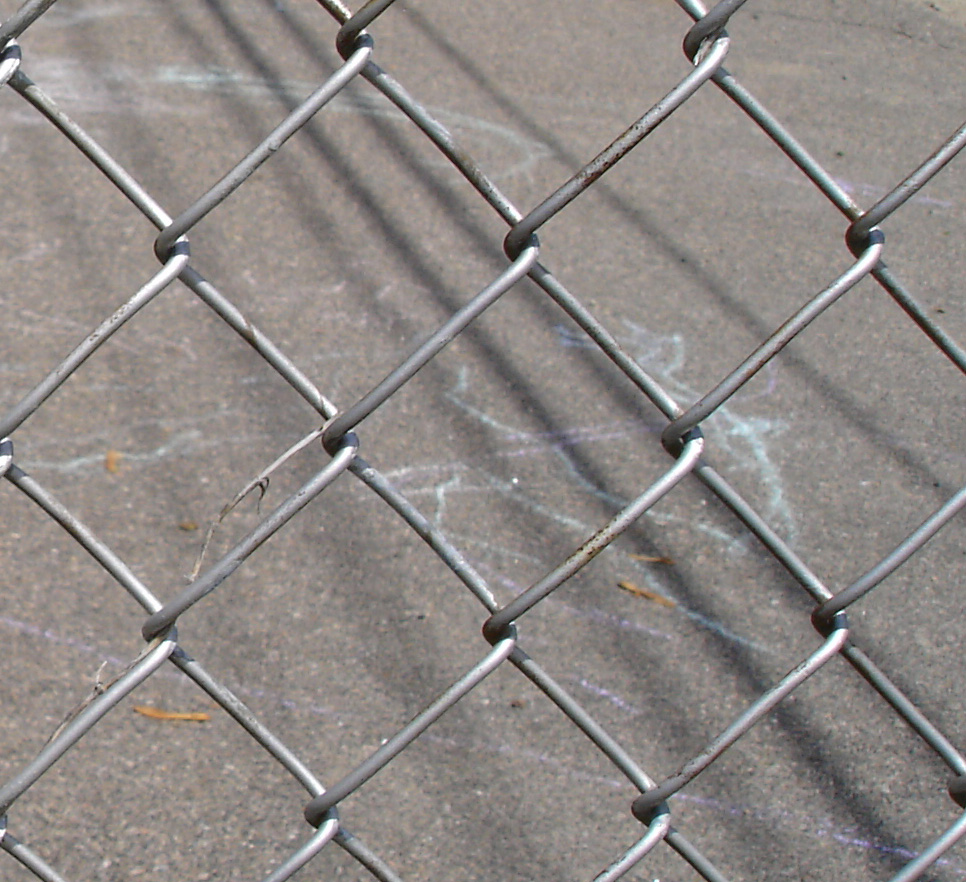
철망, 미국

### pm 군
- 오비폴드 표기: **.
- 결정군 pm은 회전변환이 없다. 대칭변환이 있고, 모두 평행하다.

pm 군의 예제
(처음 세 개는 수직으로 대칭이고, 나중의 두 개는 대각선으로 평행하다.)

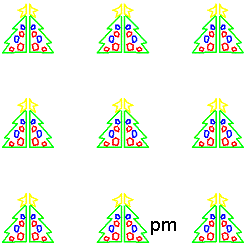
컴퓨터로 만든 무늬
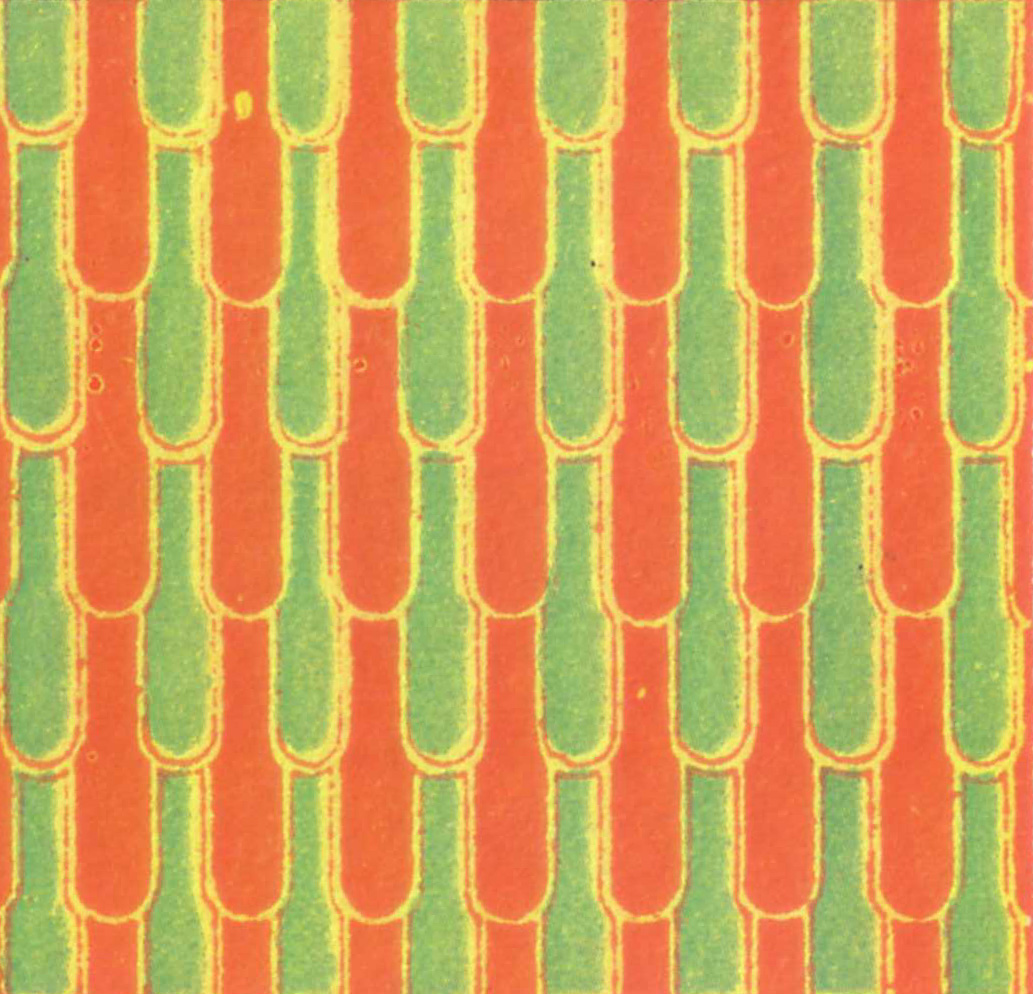
왕가의 계곡의 무덤 안의 옷의 형태, 이집트
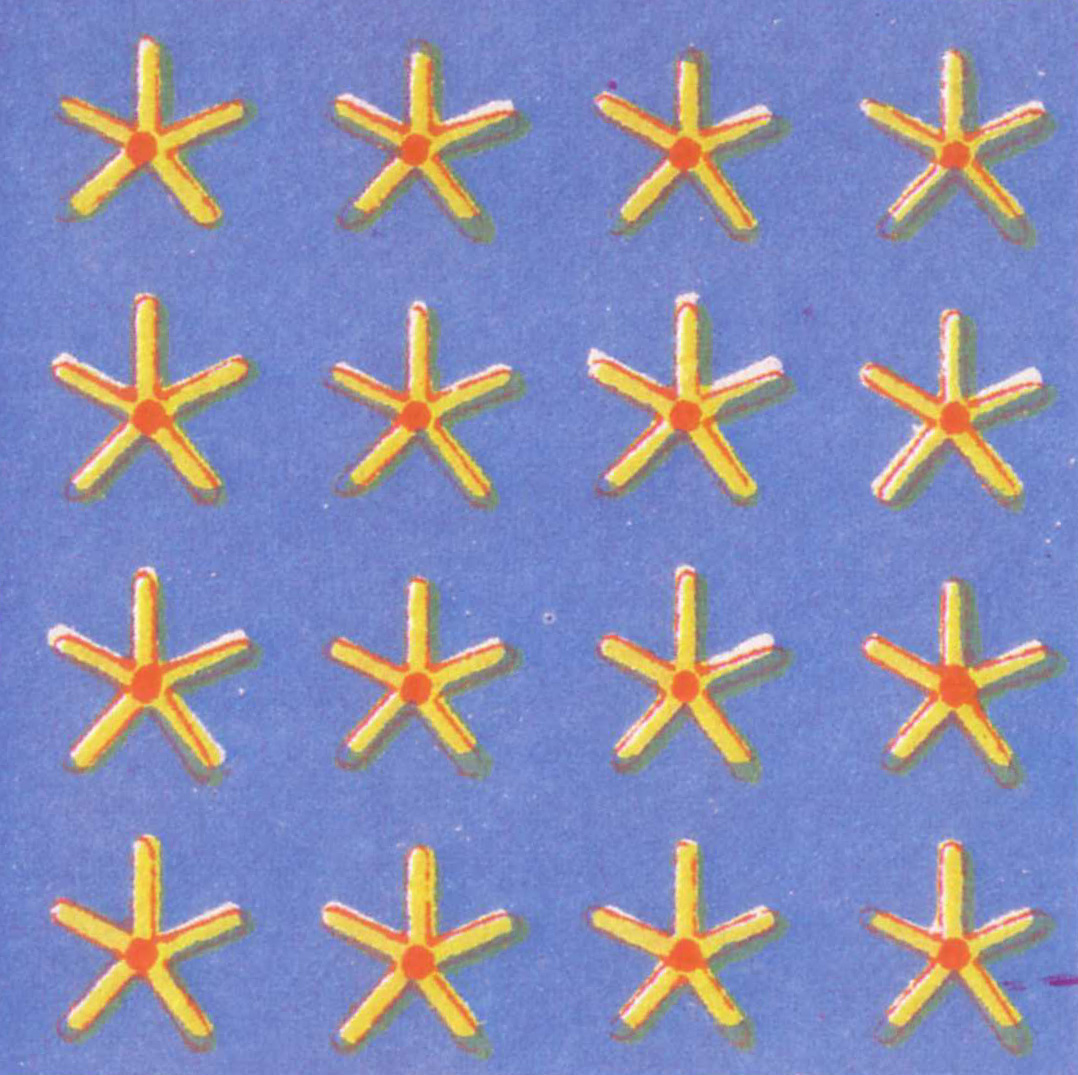
이집트 무덤, 테베
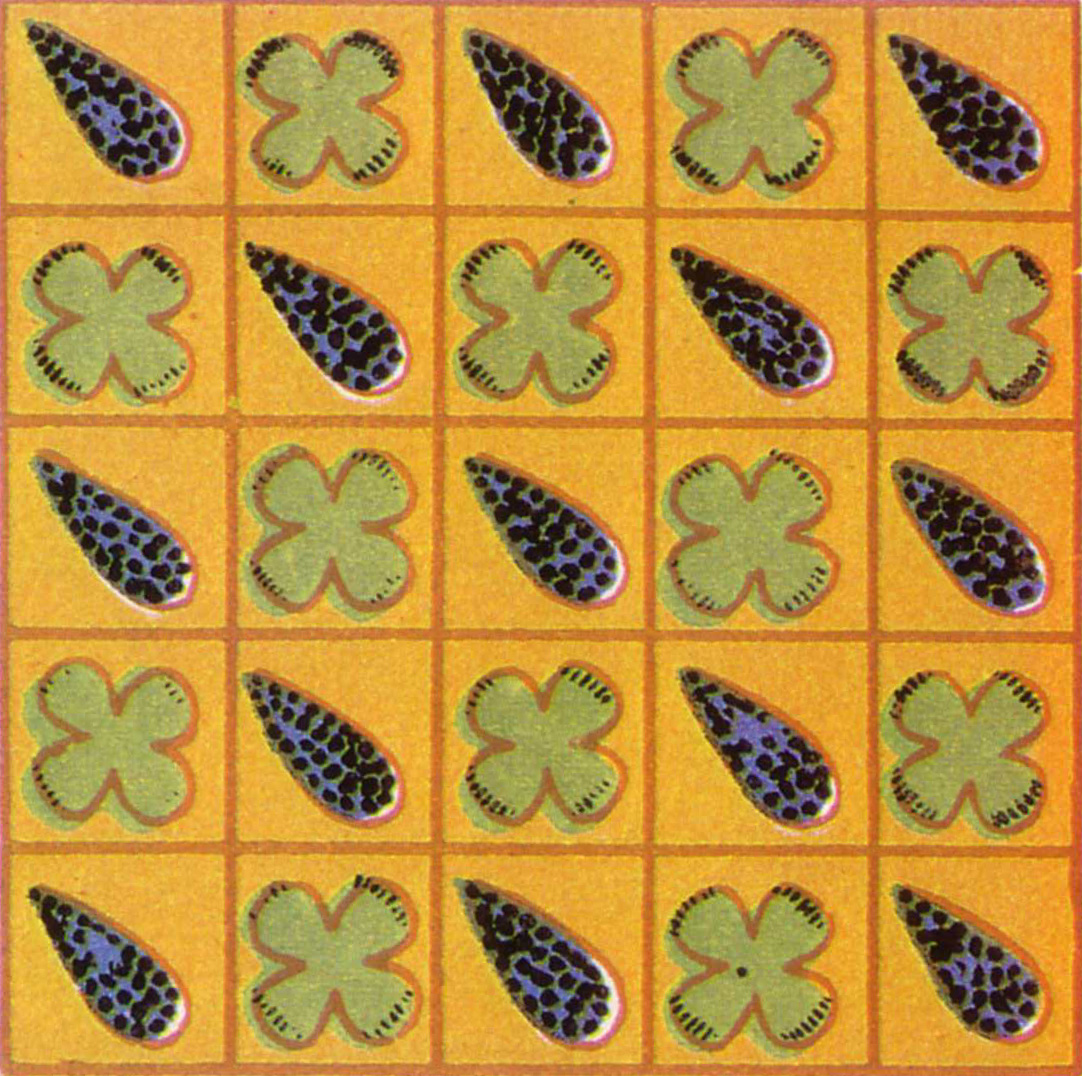
고르나의 무덤의 벽, 이집트.
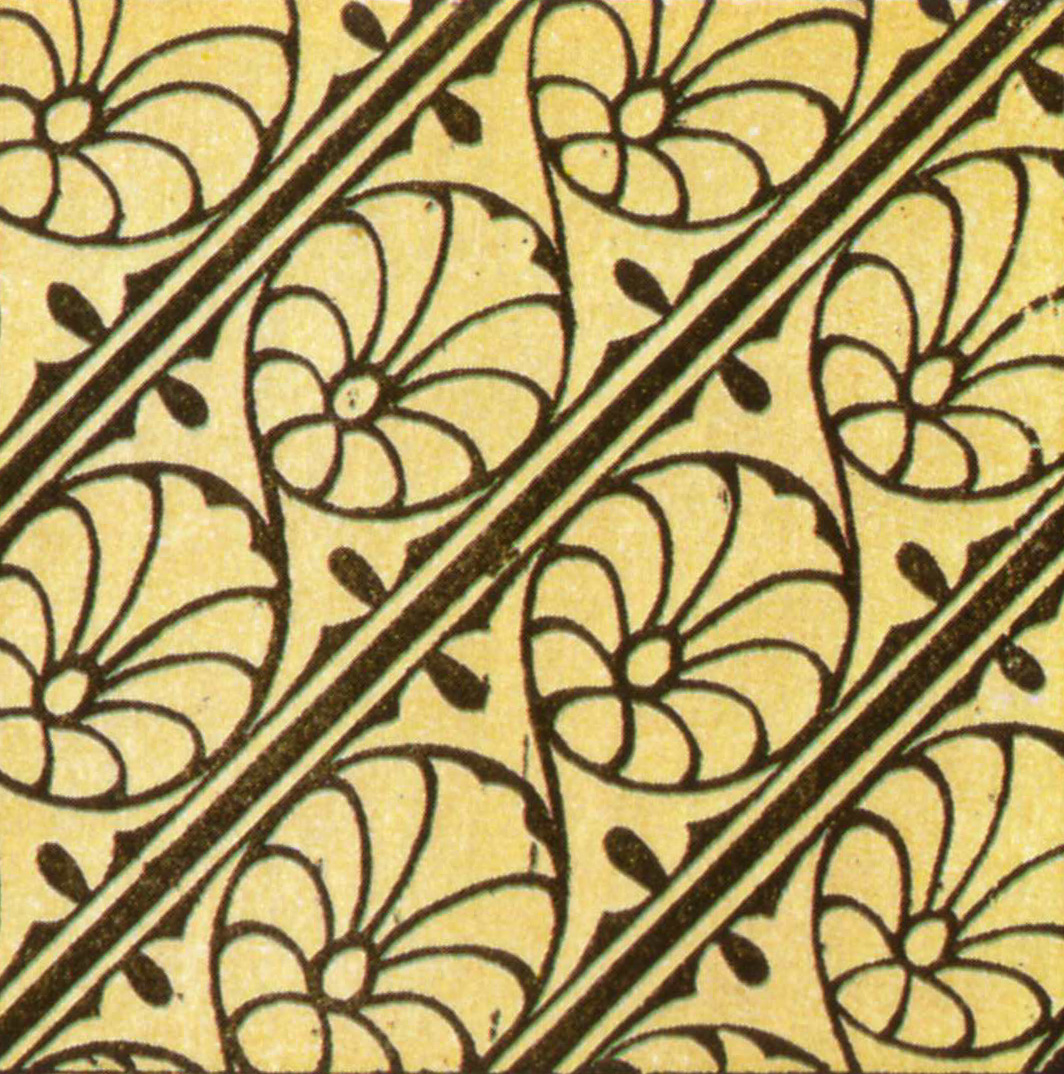
인디언 금속가공물, 1851년 관람회

### pg 군
- 오비폴드 표기: xx.
- 집합 pg는 미끄럼 반사변환만을 가지며, 그들의 축은 모두 평행이다. 회전변환이나 반사변환은 존재하지 않는다.

pg 군의 예제

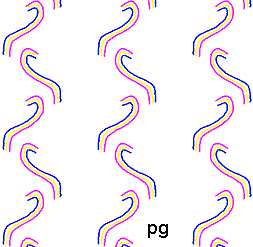
점,선,면을 움직여 점,선,면을 형성한 컴퓨터
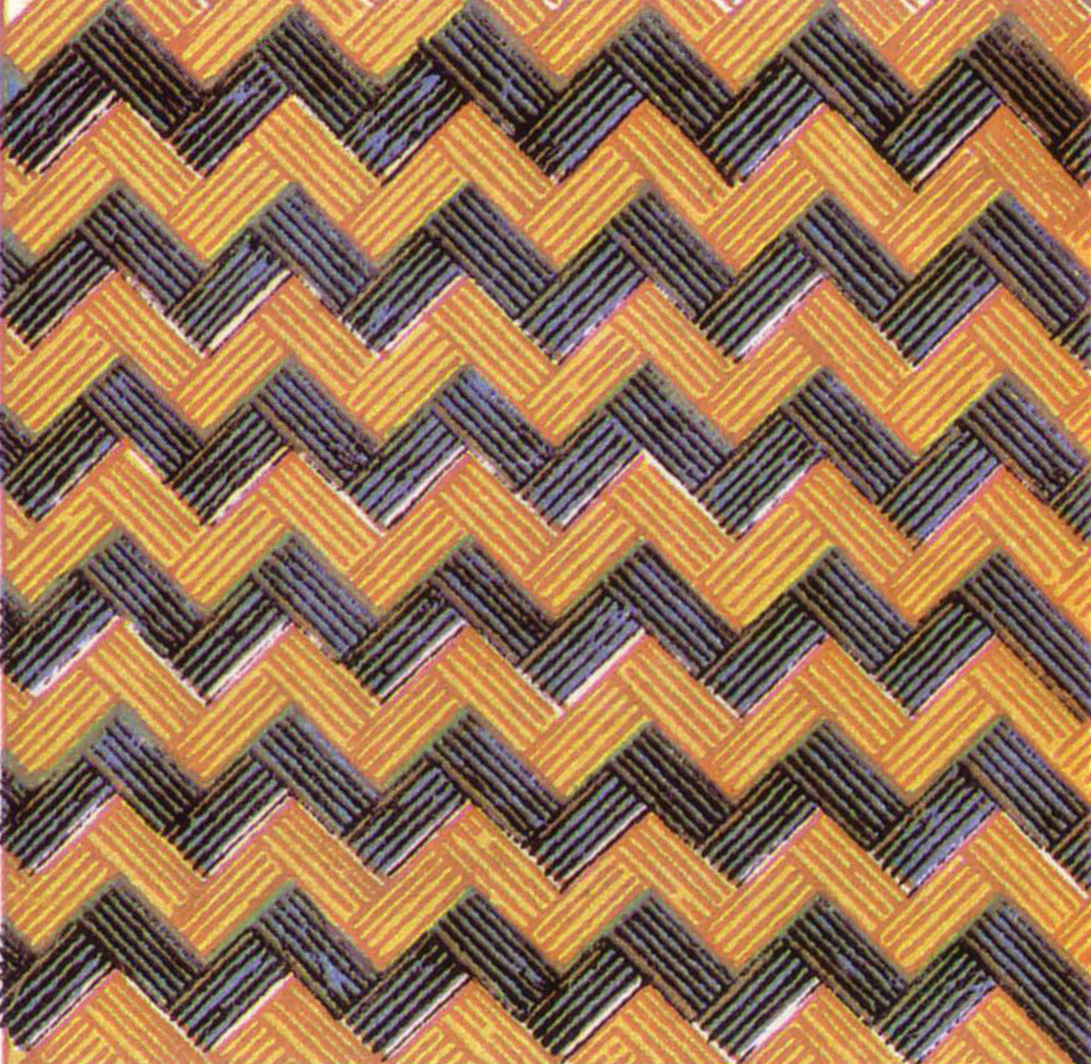
고대 이집트 왕이 서 있었던 돗자리
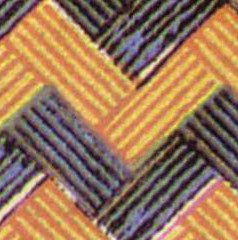
이집트 돗자리(세부적)
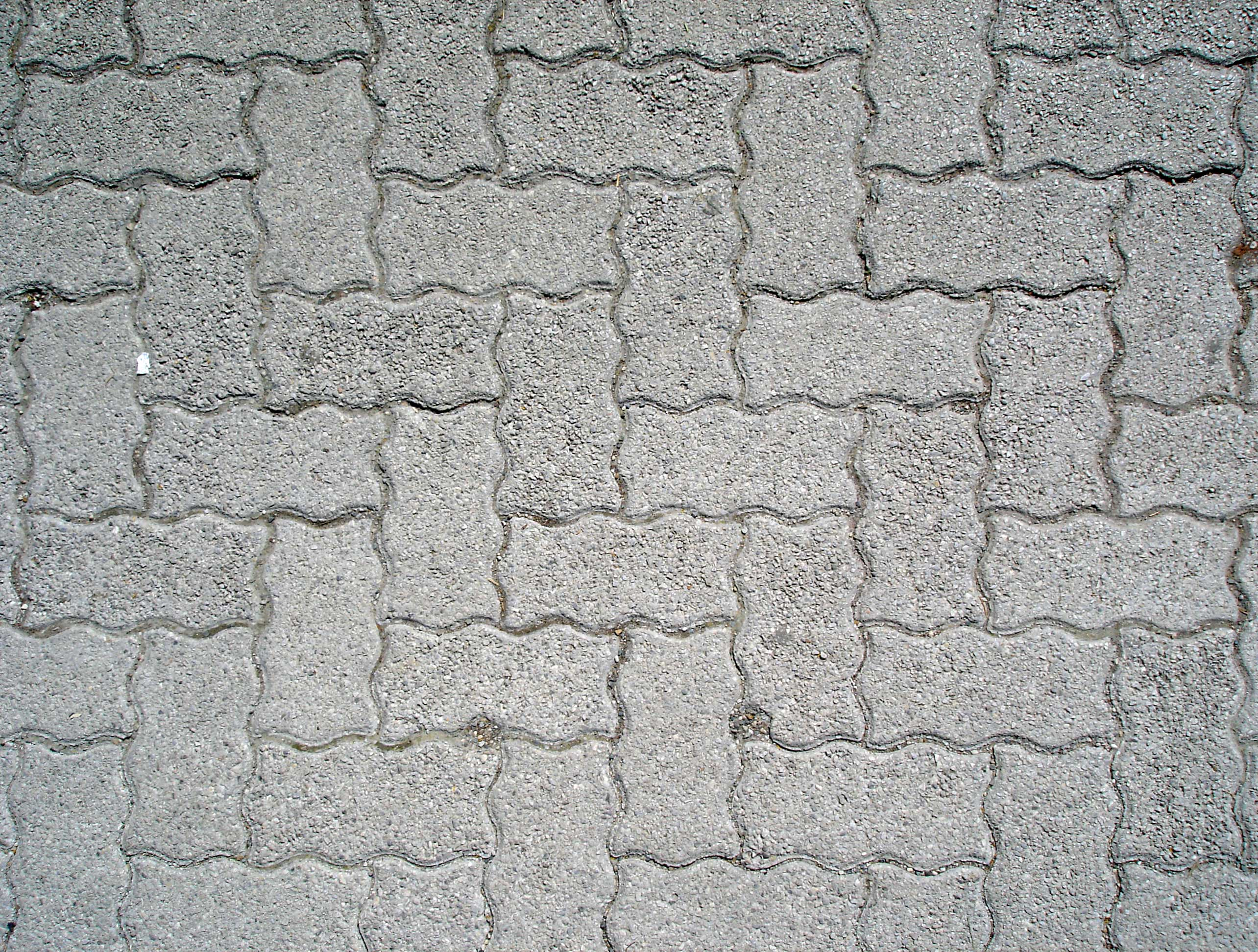
>잘츠부르크의 포장한 바닥. 미끄럼 반사의 축은 북동쪽-남서쪽 에 위치한다.

돗자리의 안쪽인 지그재그 묶음을 자세히 살펴보지 않으면 이것은 pmg이다. 갈색과 검은색 사이의 구분없이 자세히 살펴보면 이것은 pgg이다.
벽돌의 가장자리의 물결무늬를 무시하면, 포장한 바닥은 pgg이다.

### cm 군
- 오비폴드 표기: *x.
- cm군은 회전변환을 포함하지 않는다. 반사변환축을 가지고, 그 축들은 모두 평행하다. 적어도 하나는 미끄럼 반사변환을 가지고 그것의 축은 반사변환축이 아니다. 그것은 두 개의 인접한 평행 반사변환축 사이의 중간지점에 있다.

이 그룹은 동일한 물체의 대칭적으로 엇갈린 줄들에 적용된다 (즉, 줄들의 안쪽에 평행이동거리의 반만큼 줄마다 변환이 있다.) 그 물체는 줄과 평행하는 대칭축을 가진다.

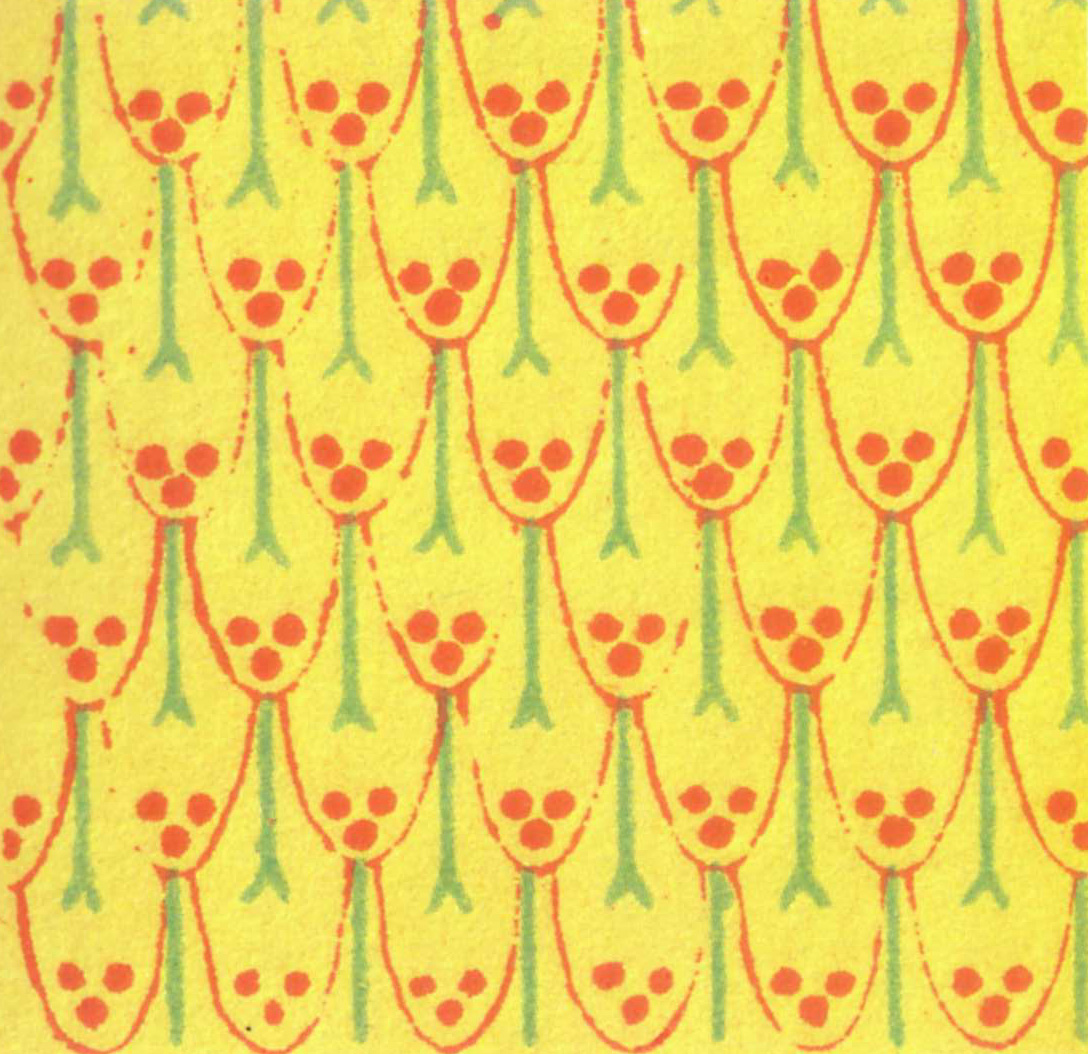
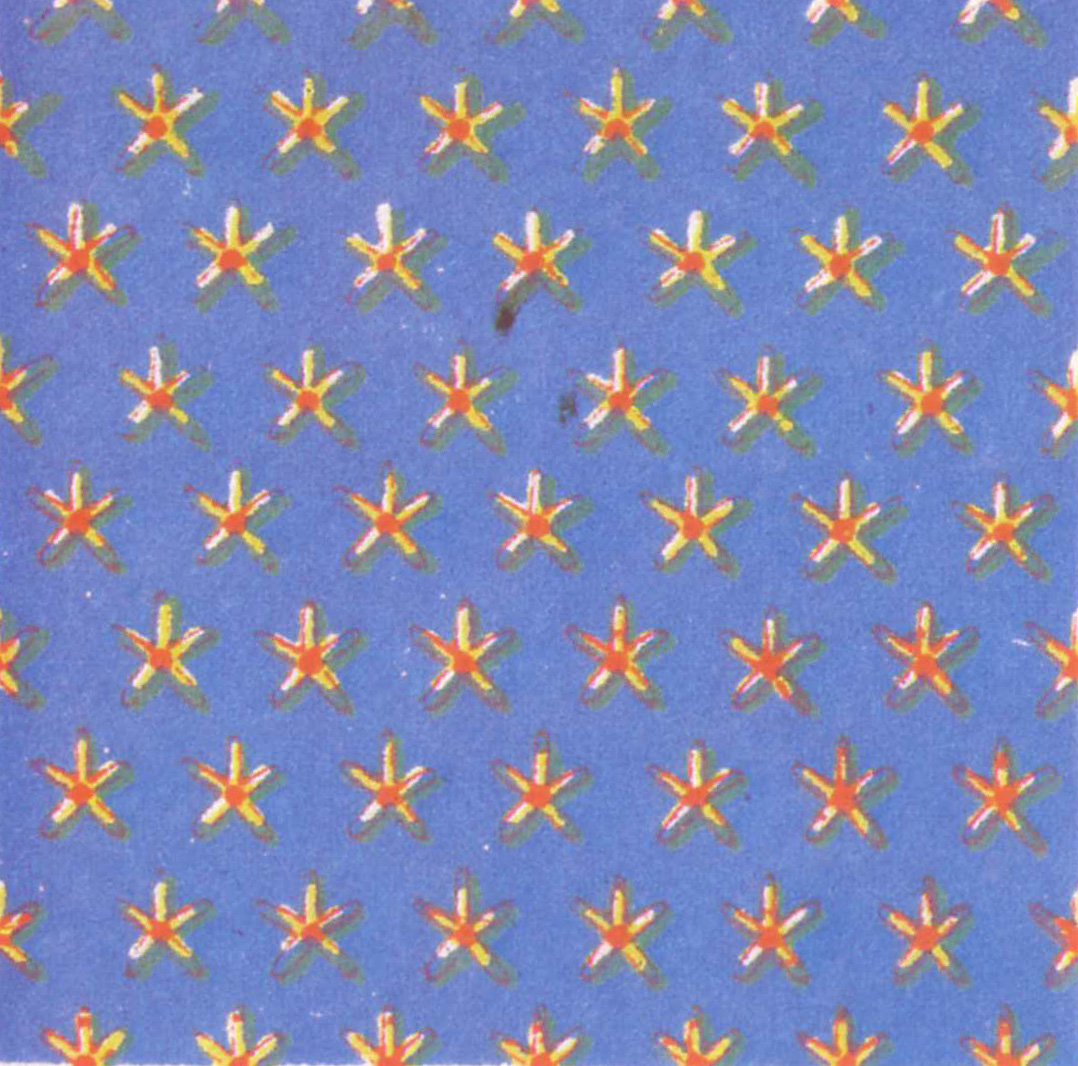
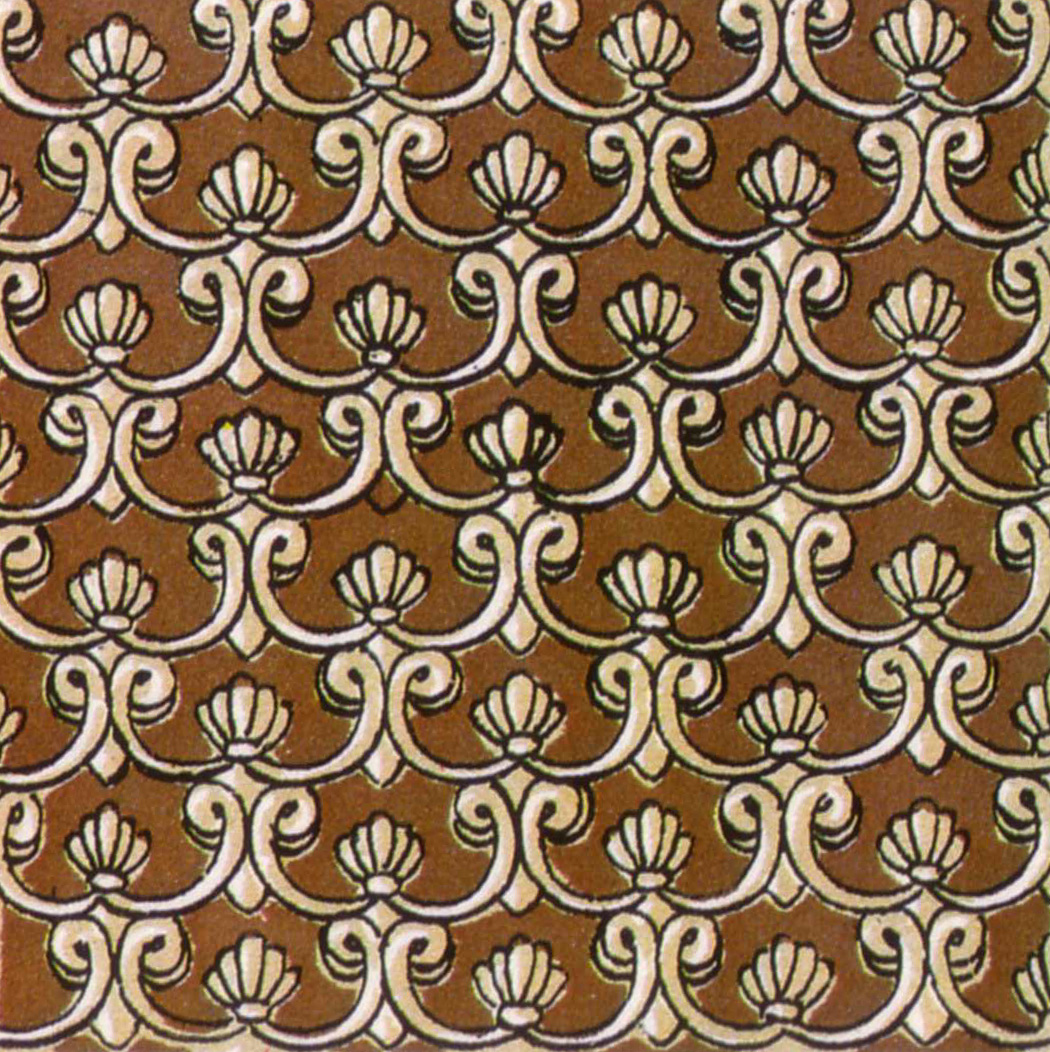
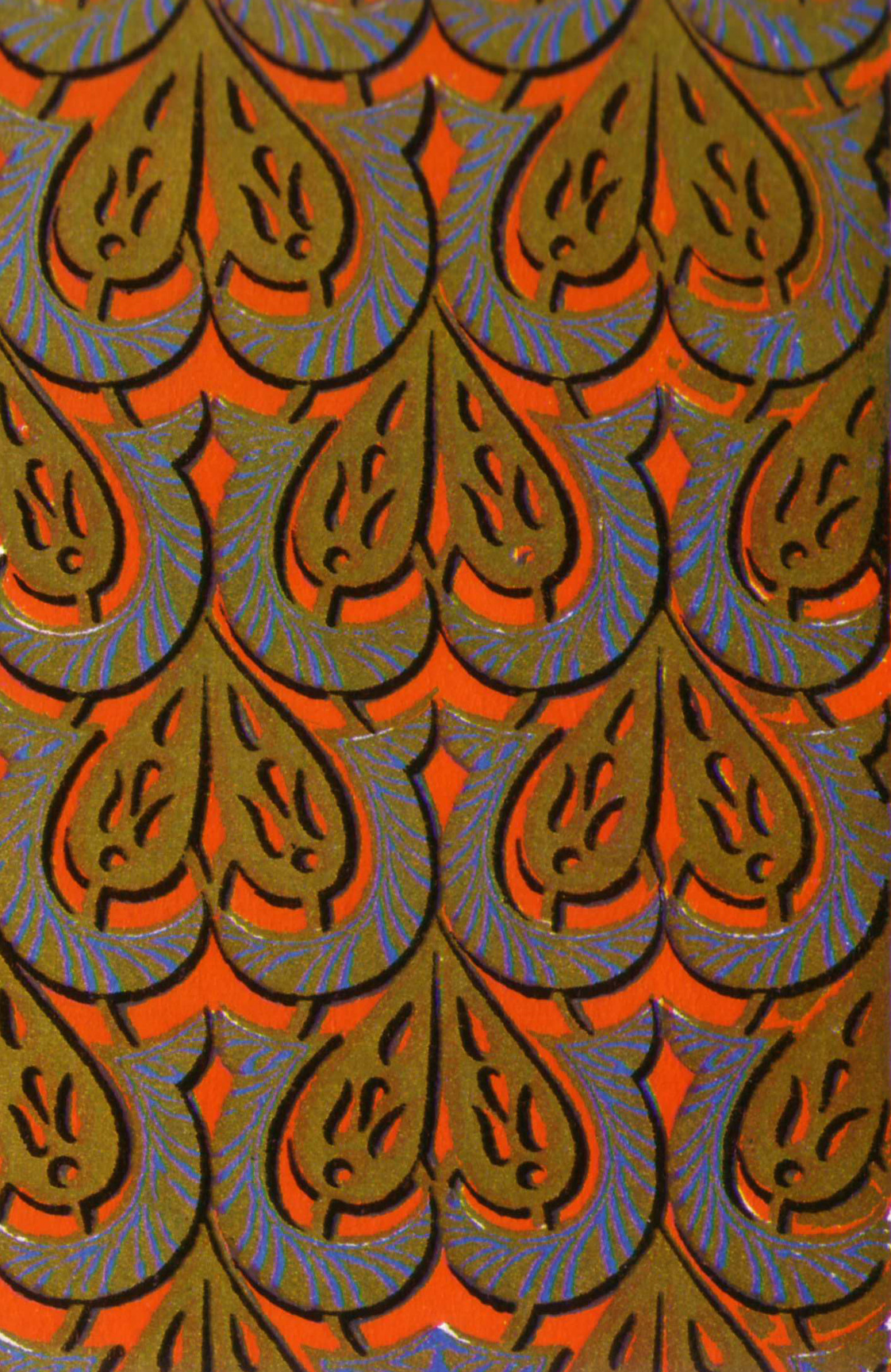
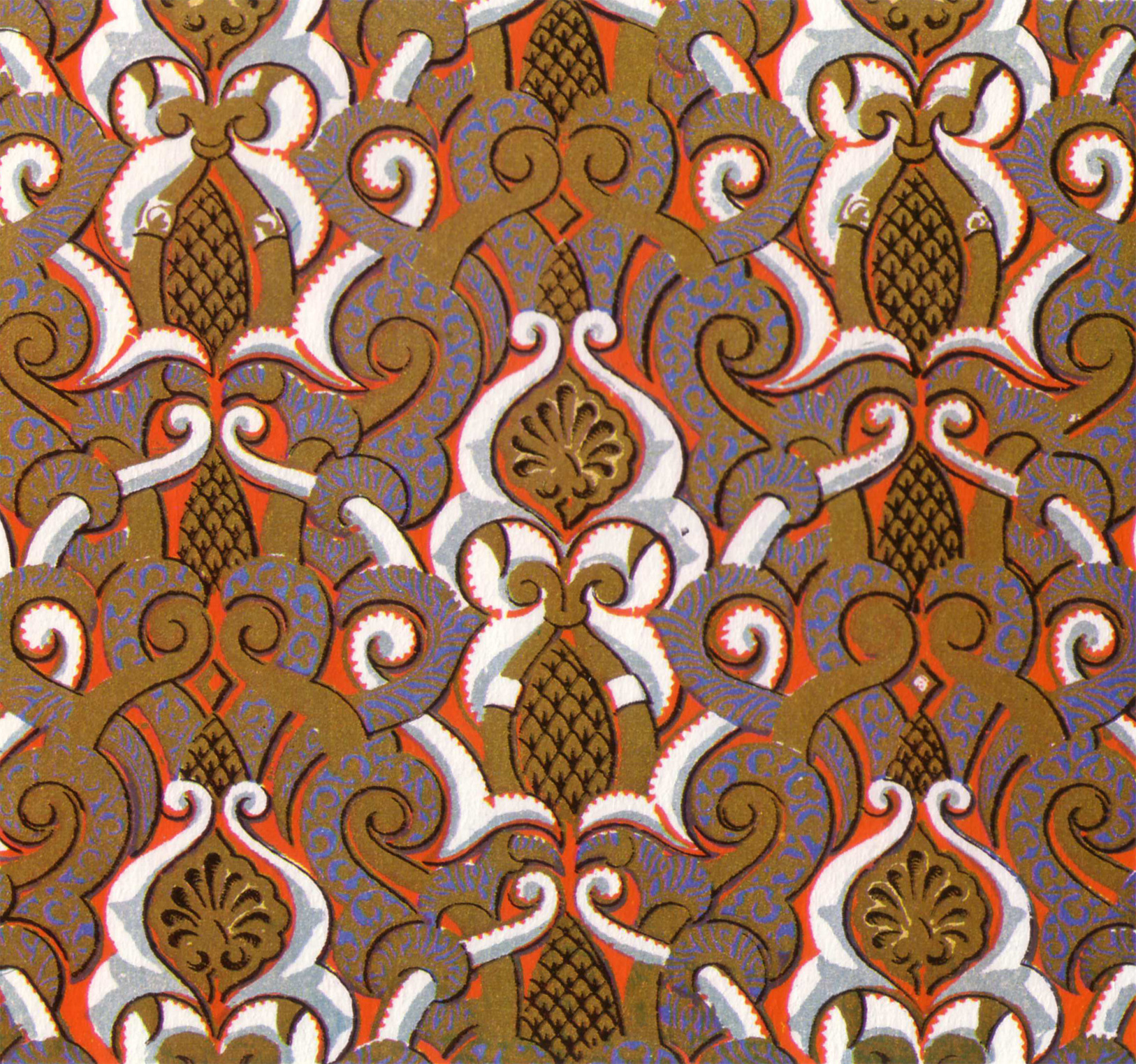
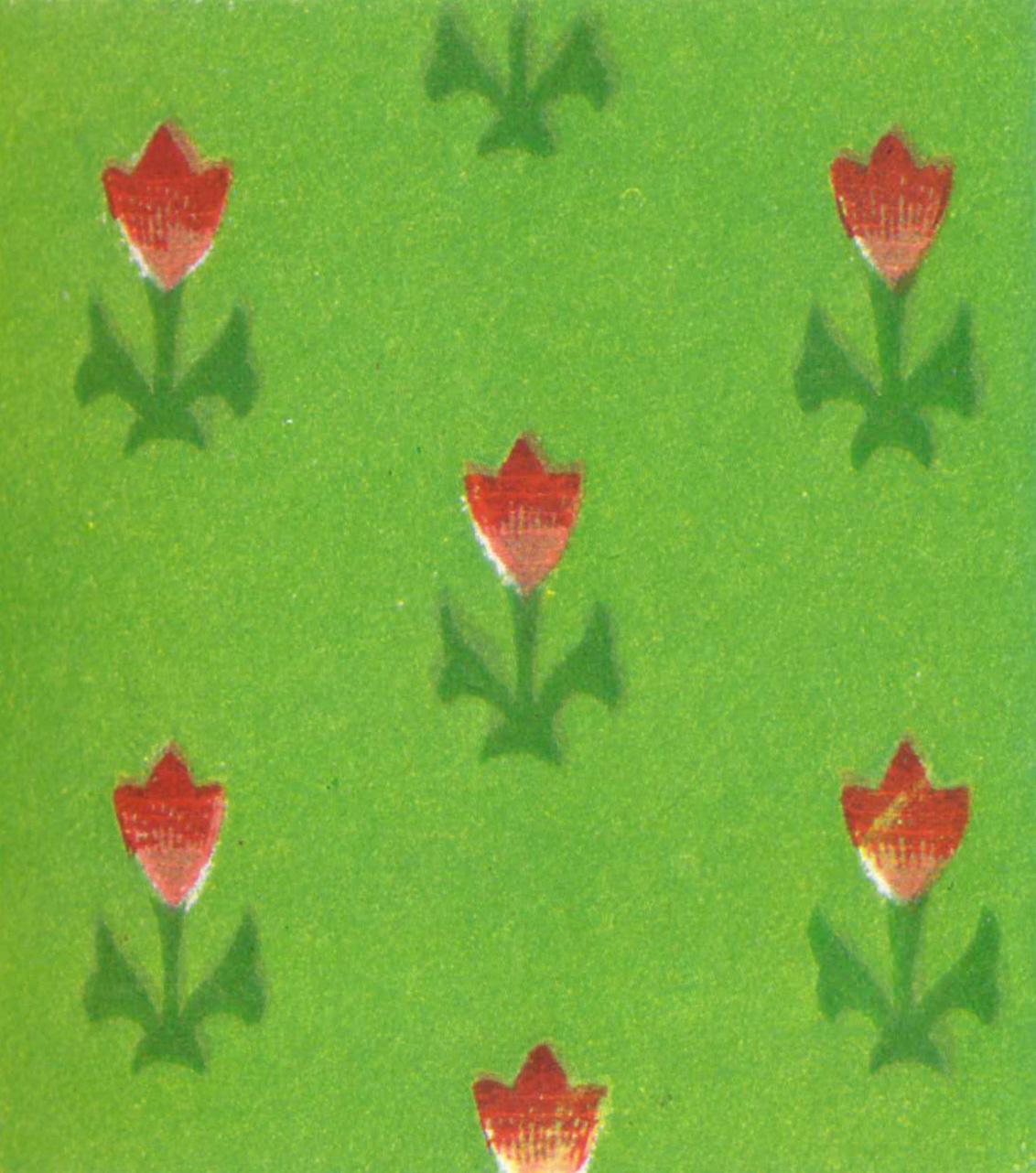
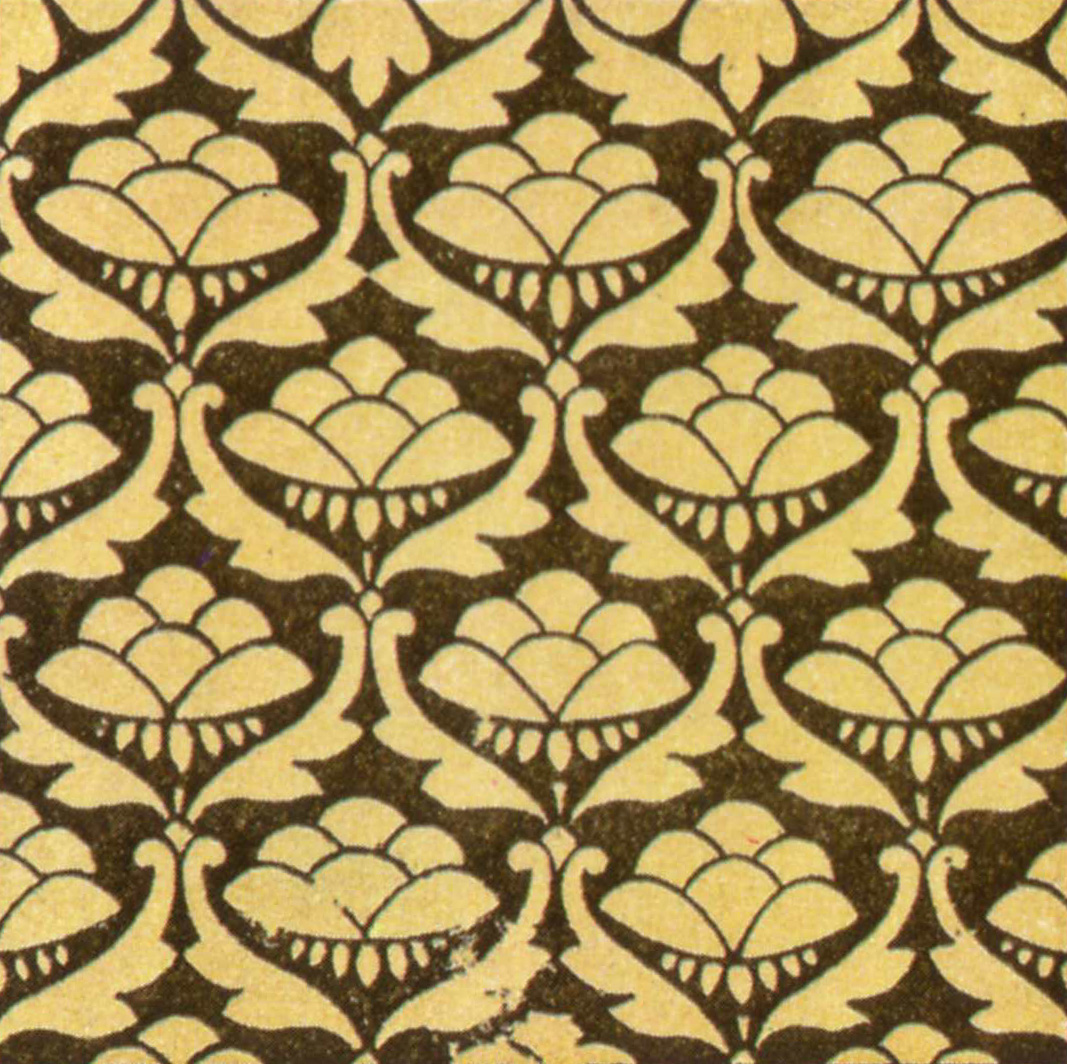

cm 군의 예제

### pmm 군
- 오비폴드 표기: *2222.
- pmm 군은 두 개의 직각을 이루는 방향의 반사변환과 회전축의 교차하는 점에 위치해 있는 위수가 2인 4개의 회전(180°) 중심을 가진다.

pmm 군의 예제

컴퓨터로 만든 무늬
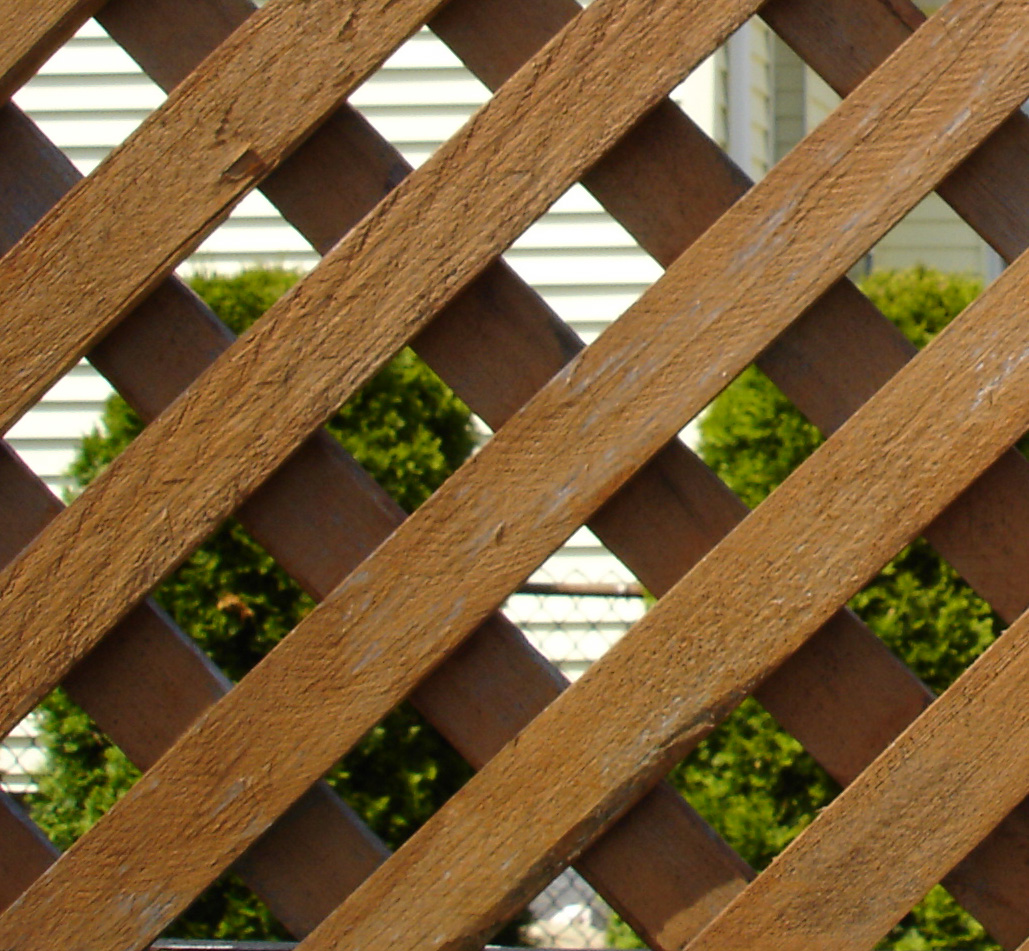
미국 격자 담벼락의 2D 이미지(3D에서는 추가의 대칭변환이 있다)
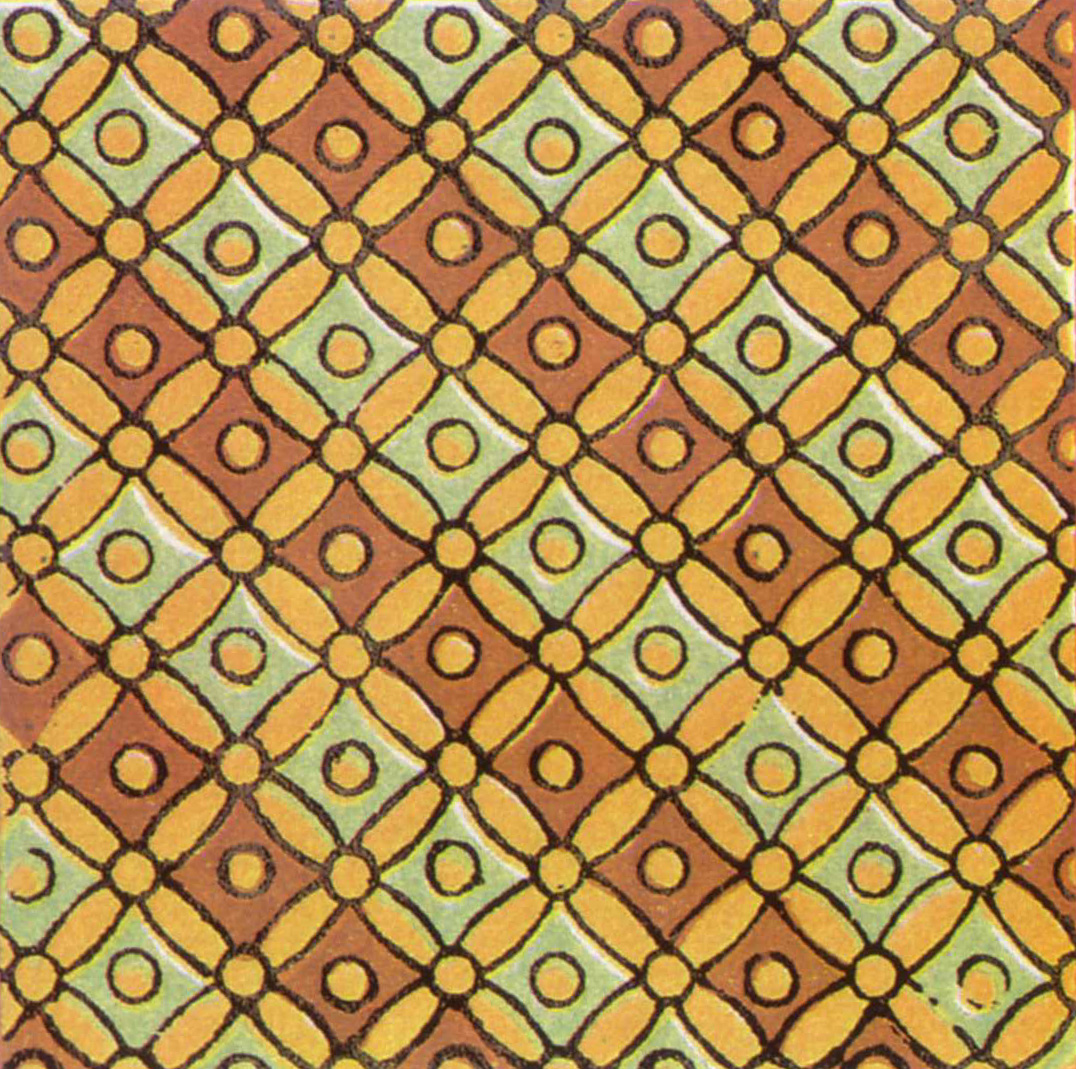
루브르 박물관에 보관된 미라의 관
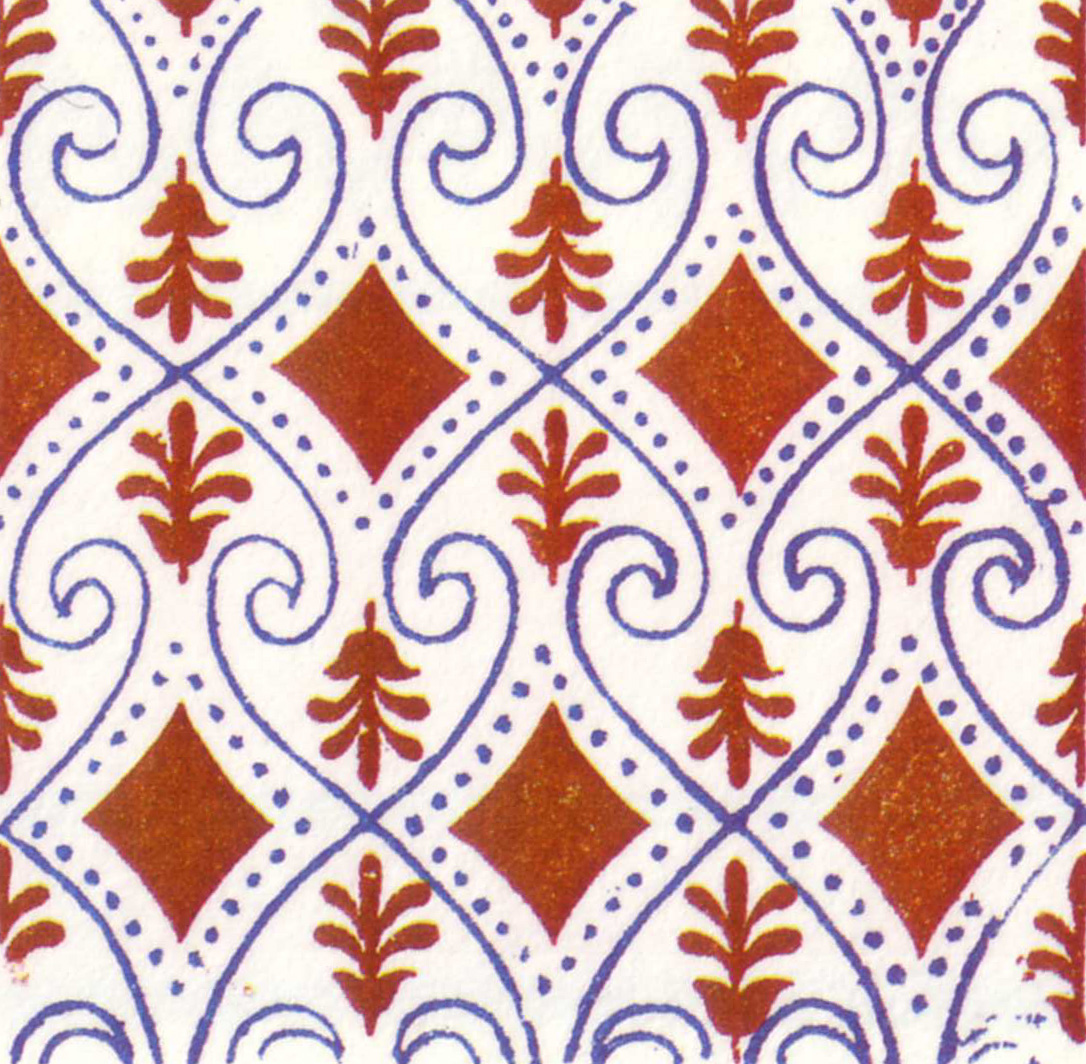
이집트의 무덤의 천장(cmm과 거의 유사)
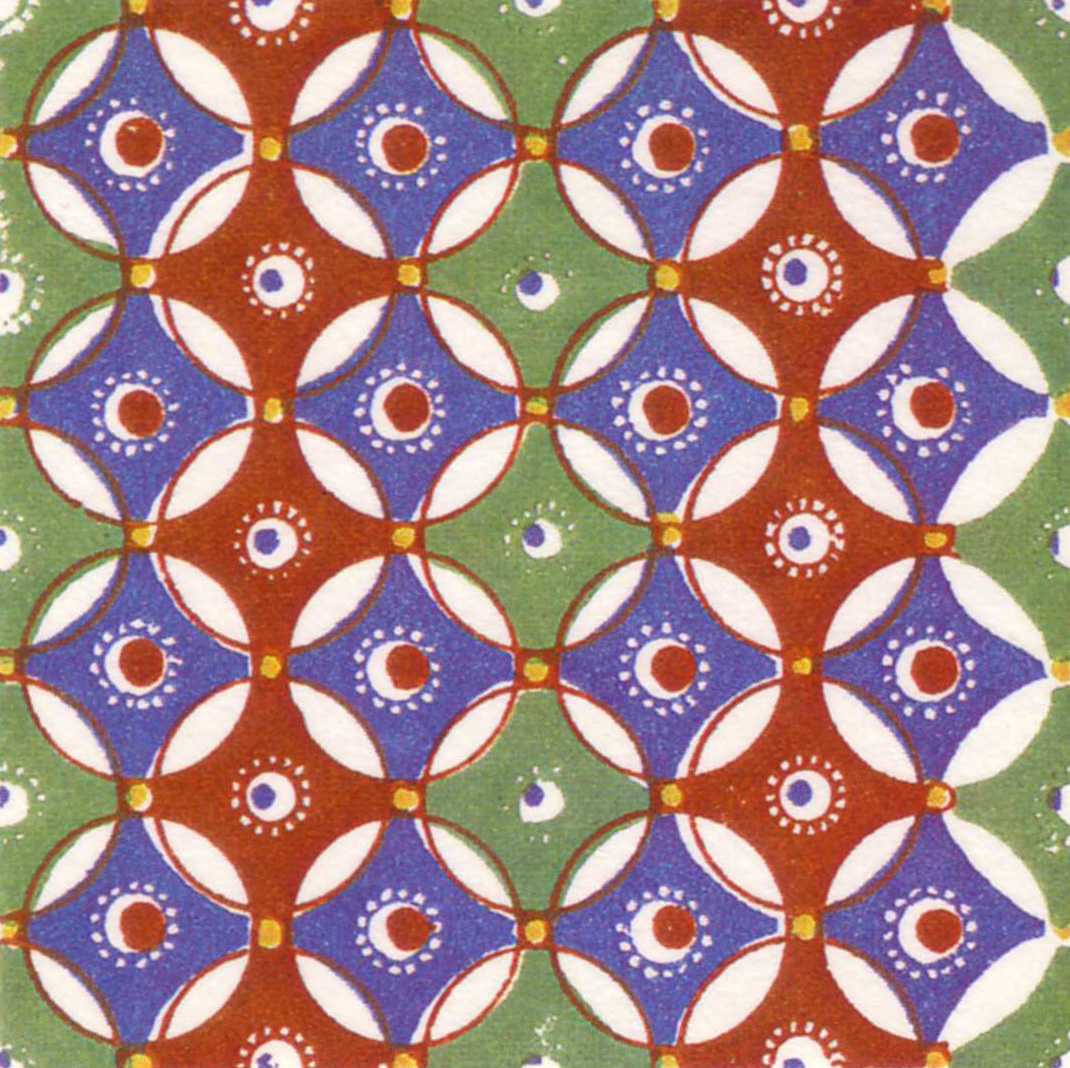
루브르 박물관에 보관된 미라의 관. 어울리지 않는 색을 제외한 p4 형태가 될 수도 있다.

### pmg 군

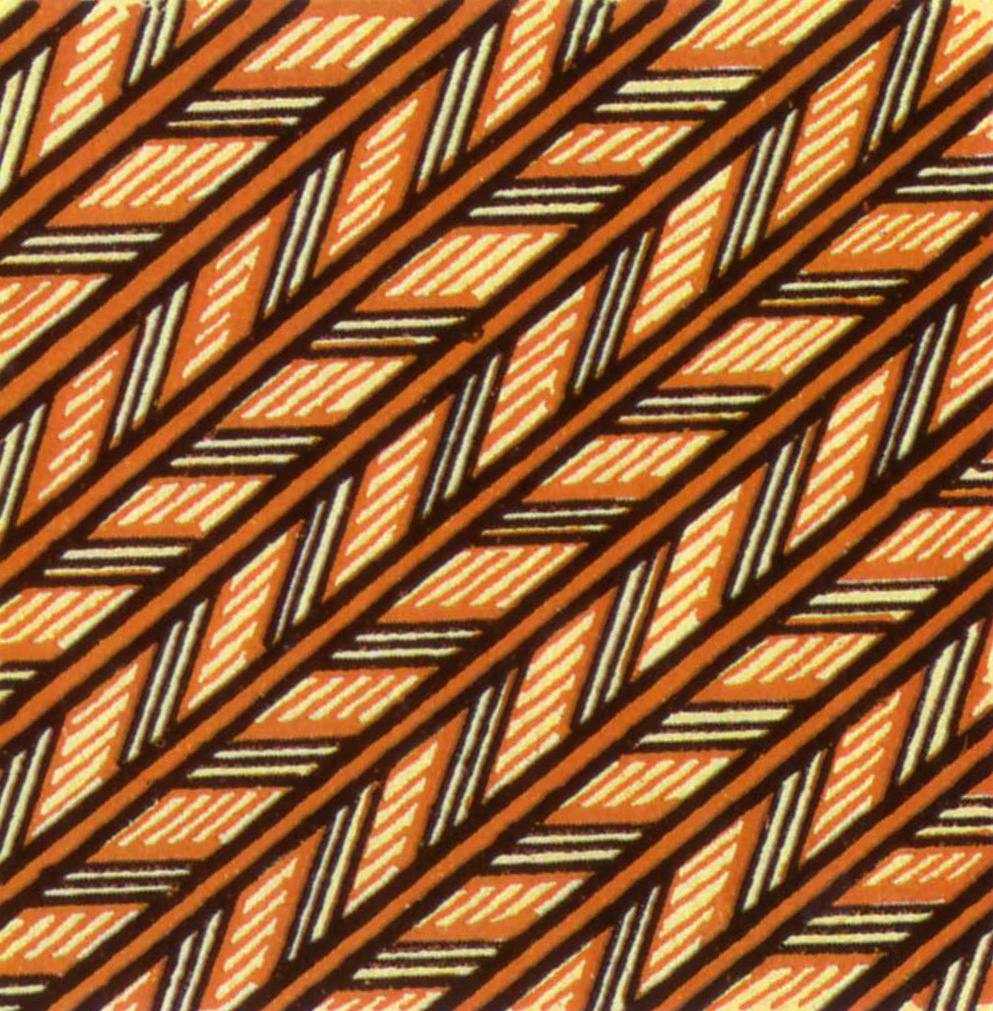
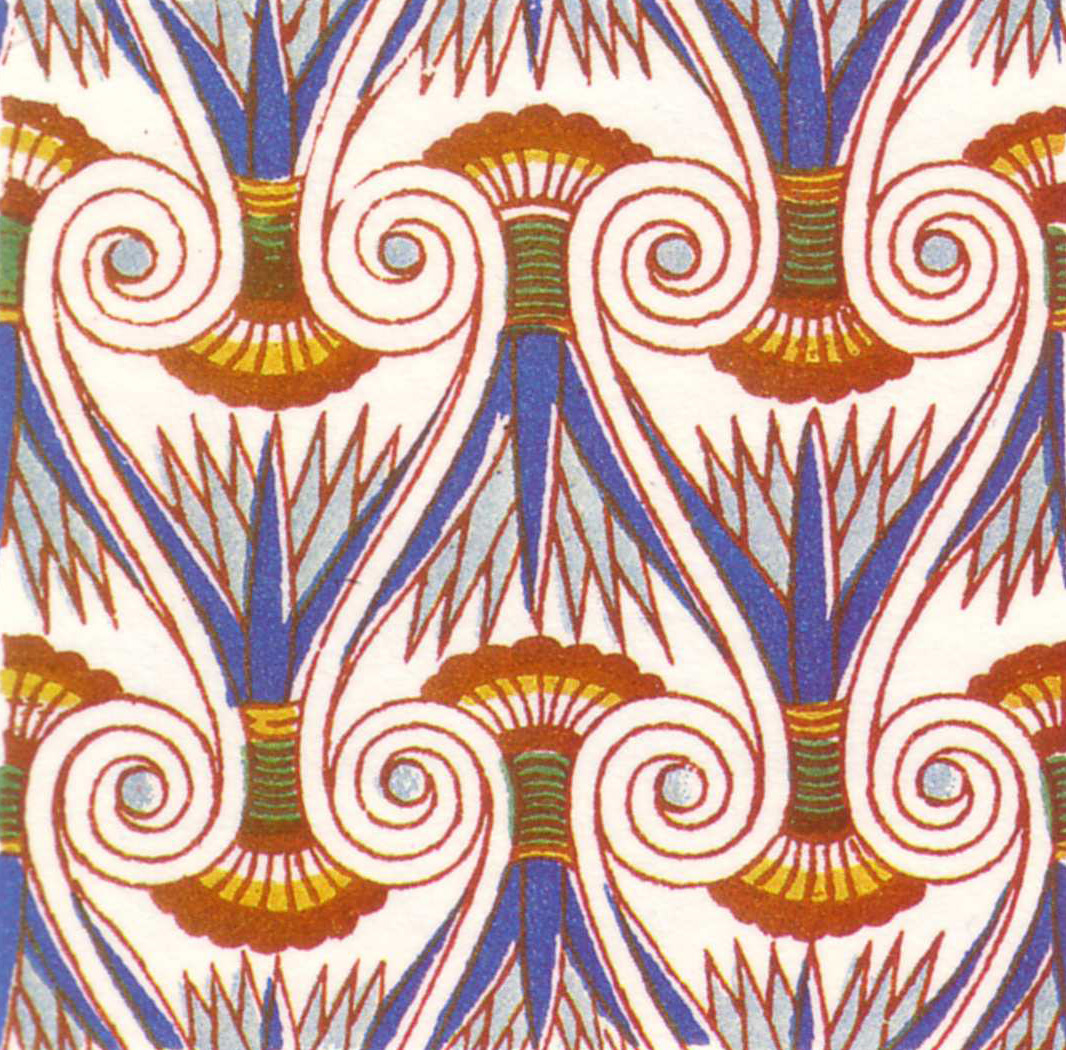
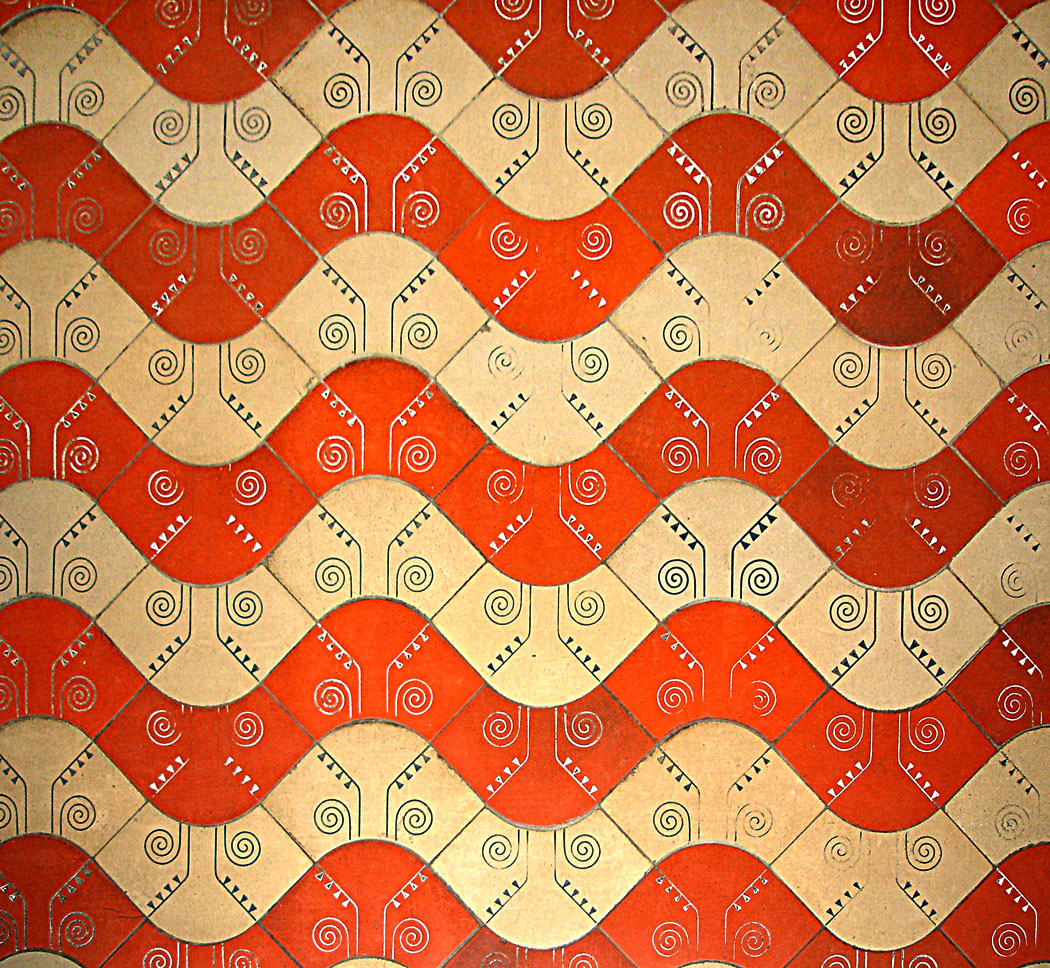
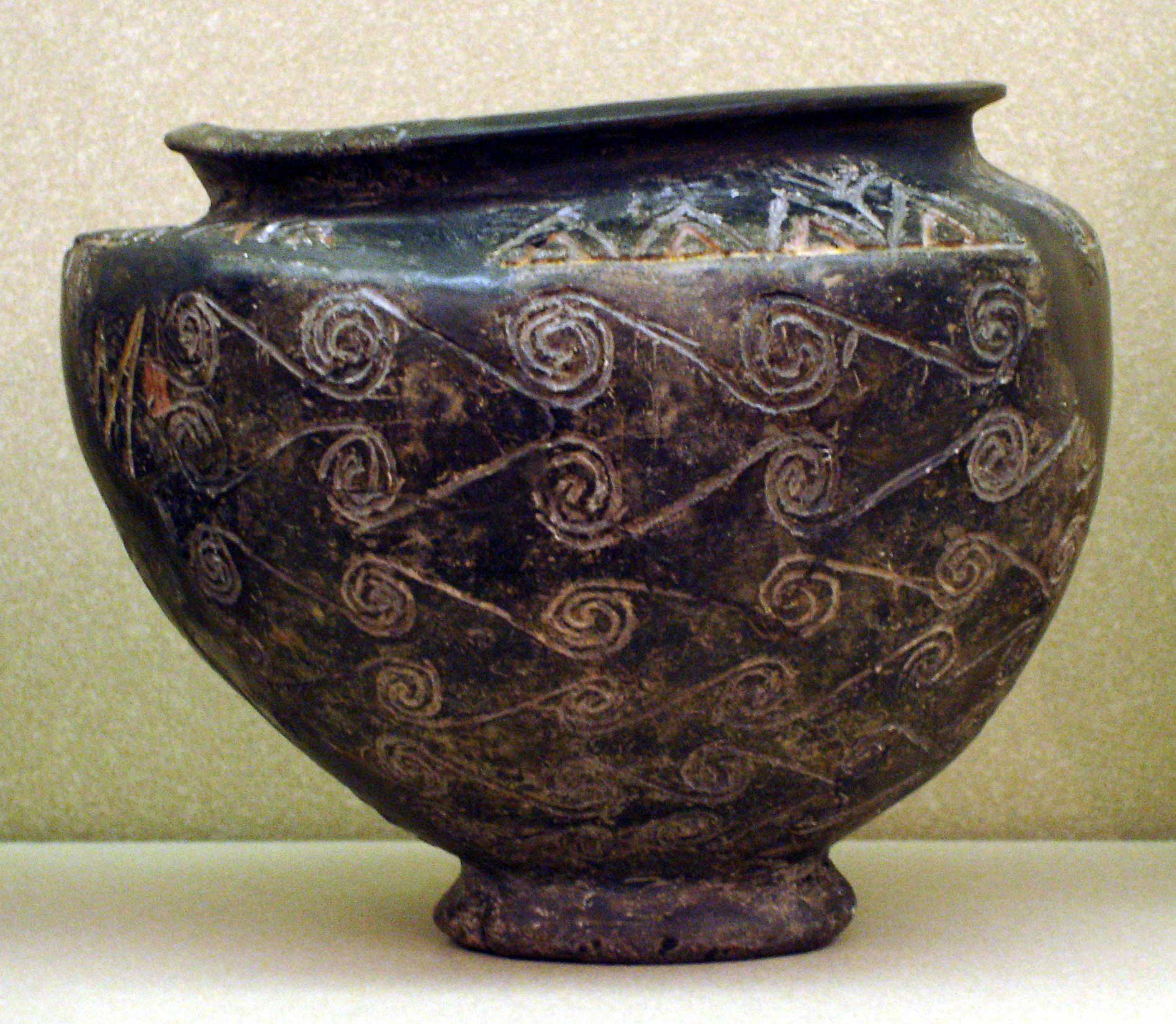

- 오비폴드 표기: 22*.
- pmg군은　위수가　２인　두 개의　회전축과　오직　한　방향의　대칭을　가진다．　pmg군은　대칭축에　수직인　미끄럼 반사변환축을　가진다．모든　회전축은　미끄럼 반사변환축　위에　놓여 있다.

pmg 군의 예제

### pgg 군
- 오비폴드 표기: 22x.
- "pgg"군은 위수가 2인 두 개의 회전 중심들을 포함한다. 그리고 두 개의 수직 방향에서 미끄럼 반사변환을 포함한다.(180°)

회전의 중심들은 미끄럼 반사변환 축 위에 위치해 있지 않다. 반사변환들은 존재하지 않는다.

pgg 군의 예제

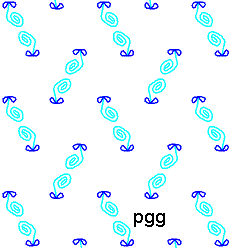
컴퓨터로 만든 무늬
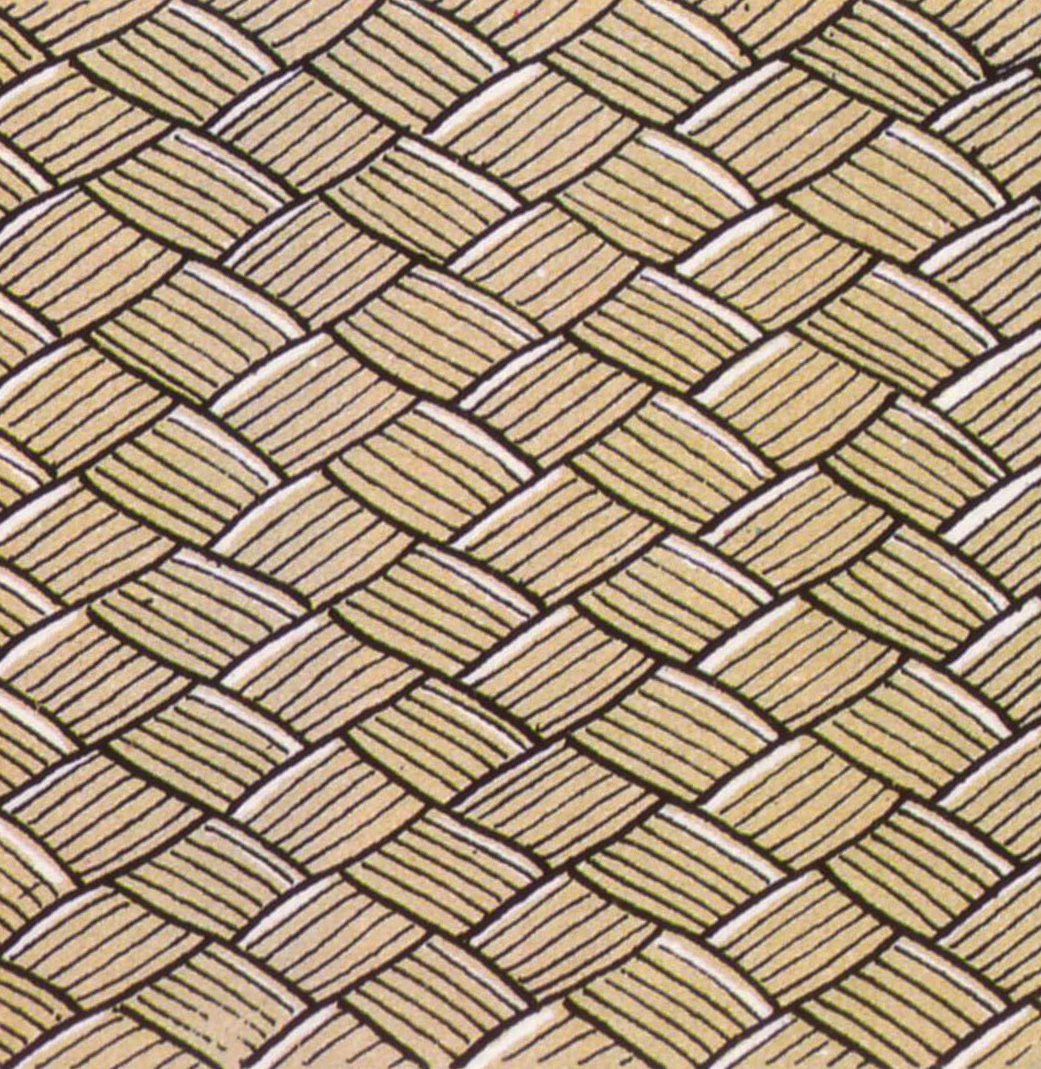
청동 그릇 Nimroud, Assyria
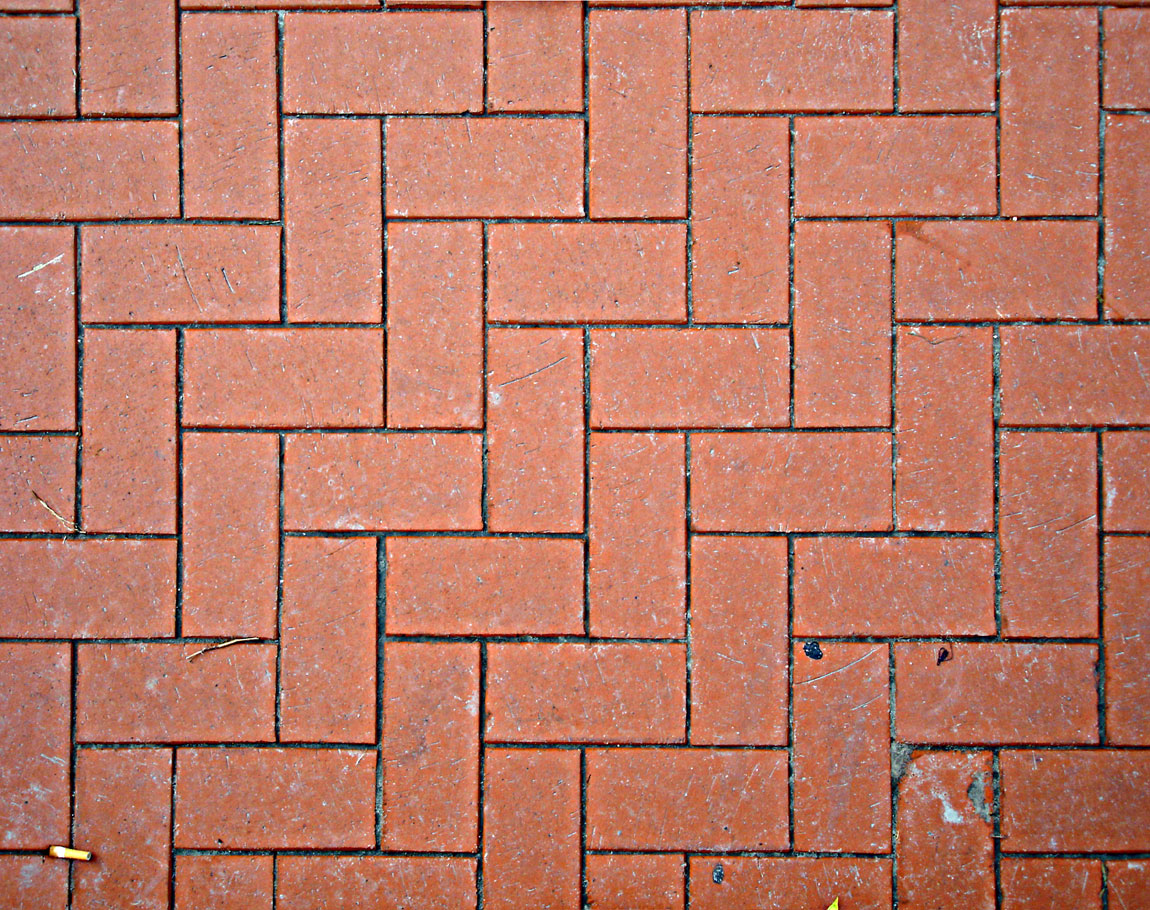
포장 도로 부다페스트, 헝가리. 미끄럼 변환 축들은 대각선이다.

### cmm 군
- 오비폴드 표기: 2*22.
- cmm군은 두 개의 수직한 방향의 반사변환을 가지고, 중심들이 반사변환의 축위에 있지 않은 두 개의 회전변환(180°)이 있다. 또한 cmm군은 반사변환의 축위에 중심들이 있는 두 개의 회전변환도 가지고 있다.

- 대부분의 벽돌건물의 벽돌의 배열이 공통적으로 이 군을 이용하기 때문에 이 군은 우리의 일상생활 속에서 자주 보인다.

마름모의 모서리의 중심에서 회전의 중심을 가지는 2차원의 회전반사는 다른 특성들의 결과이다.
무늬는 아래의 각각에 일치한다:
- 항등의 2중으로 대칭인 물체의 대칭적으로 기울어진 열
- 각각이 그 자체로 두 개의 사각형 타일이 교차하는 장기판 무늬는 2중으로 대칭이다.
- 2-fold 회전 대칭 사각형 타일과 그것의 거울상이 교차하는 장기판 무늬

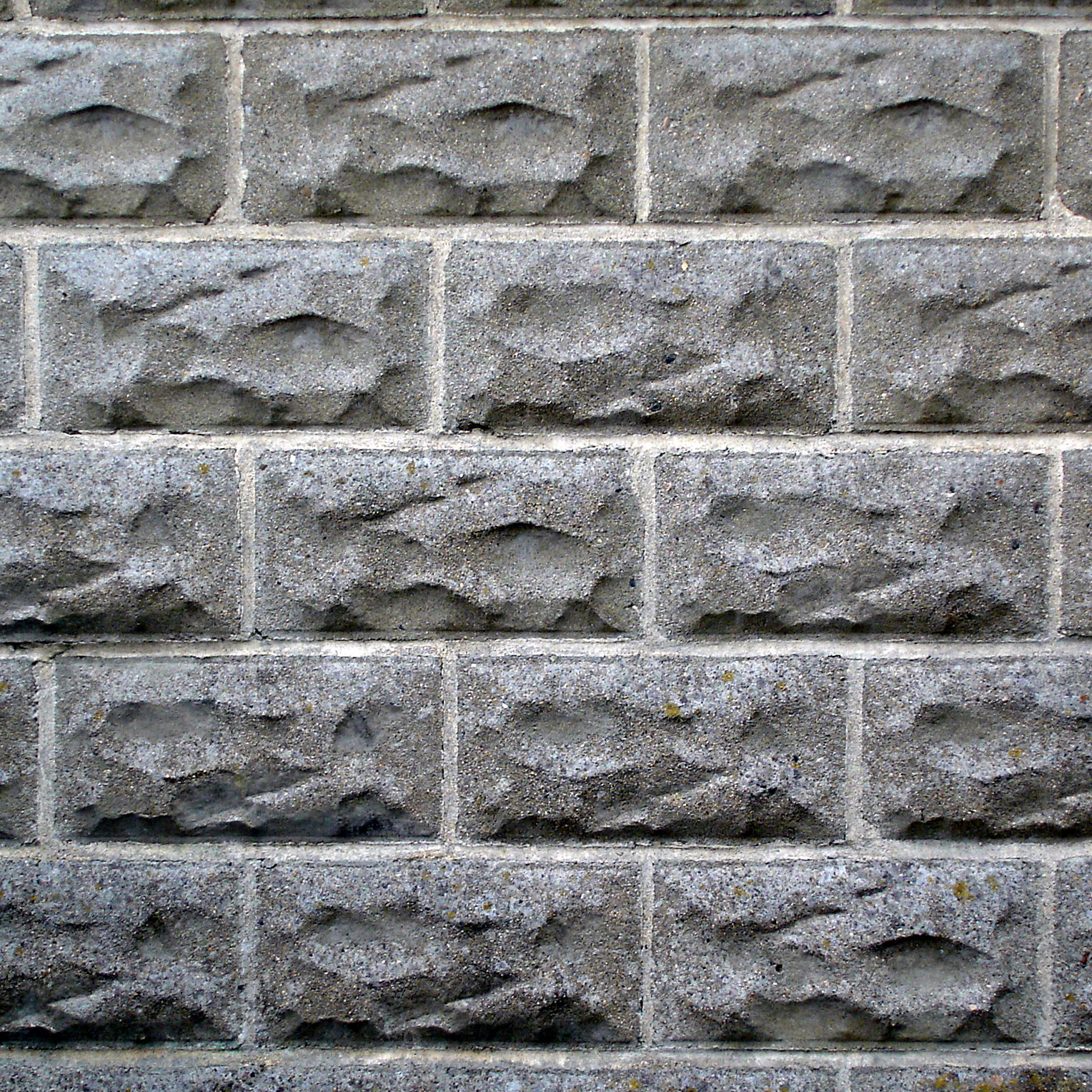
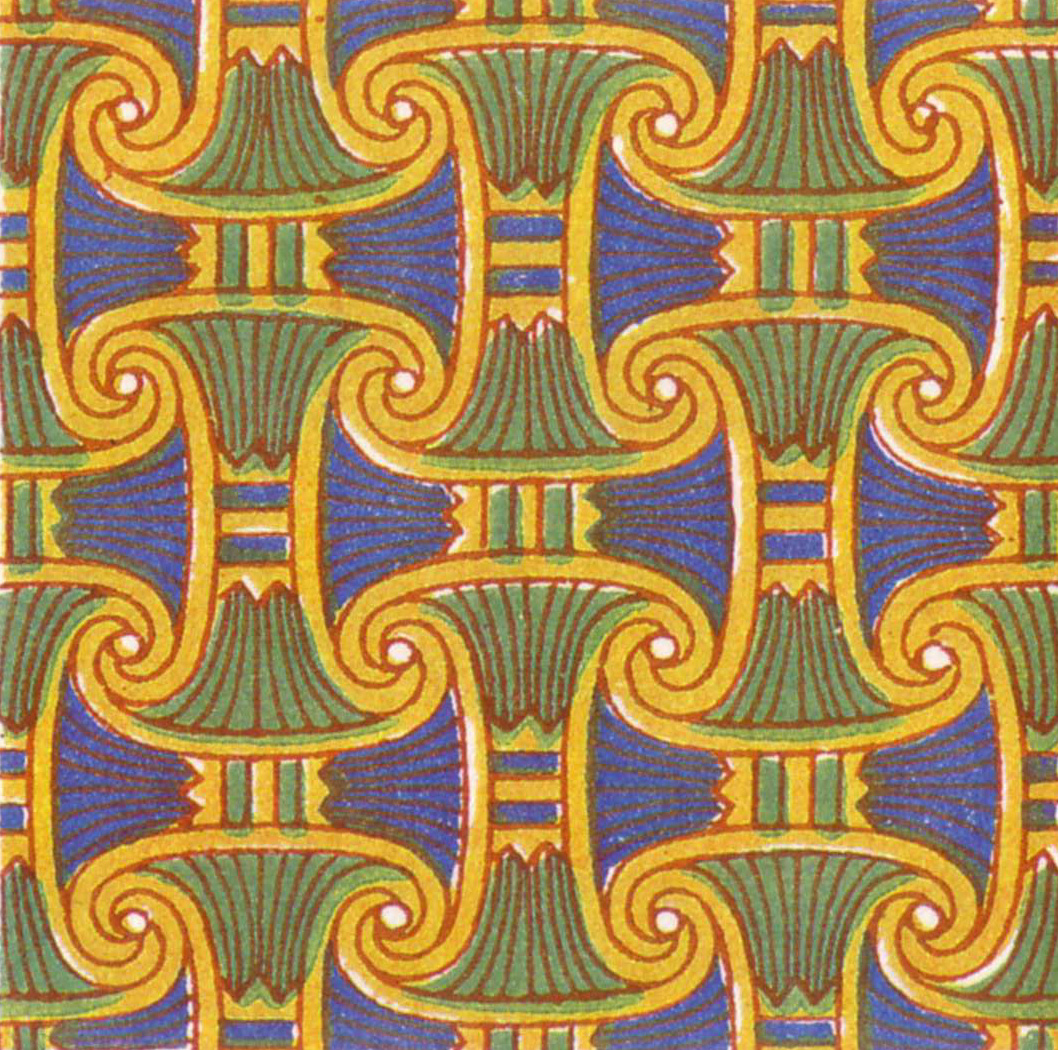
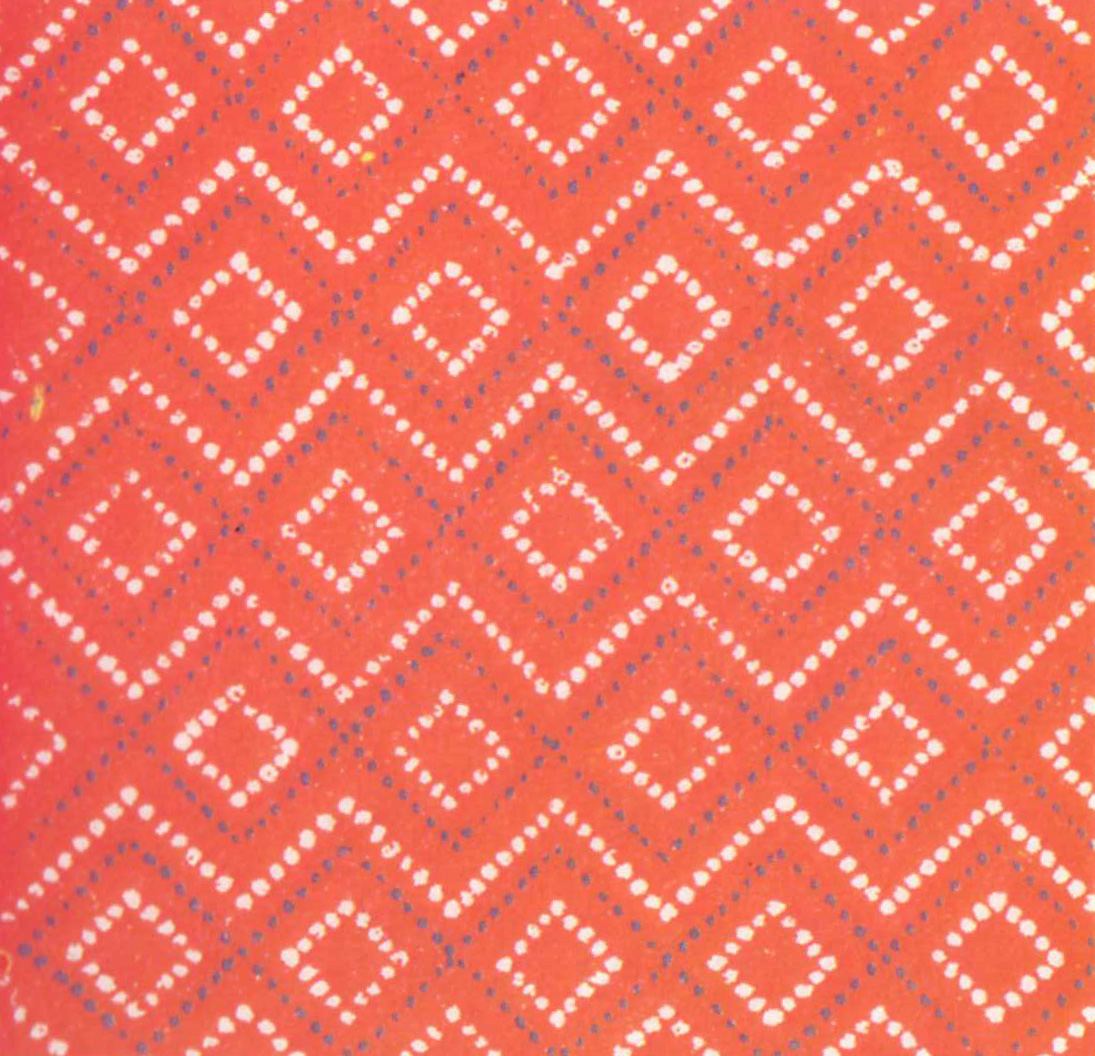
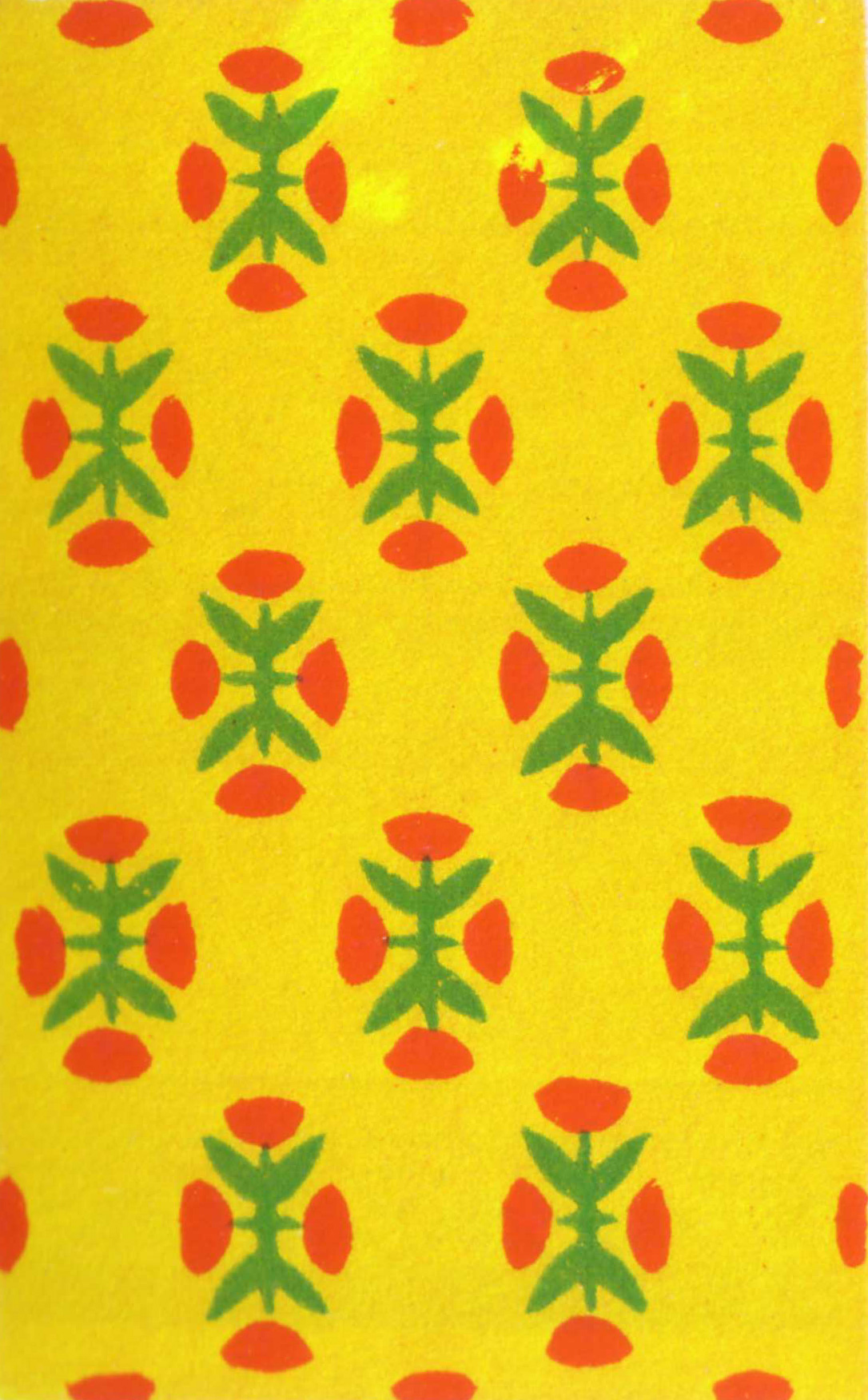
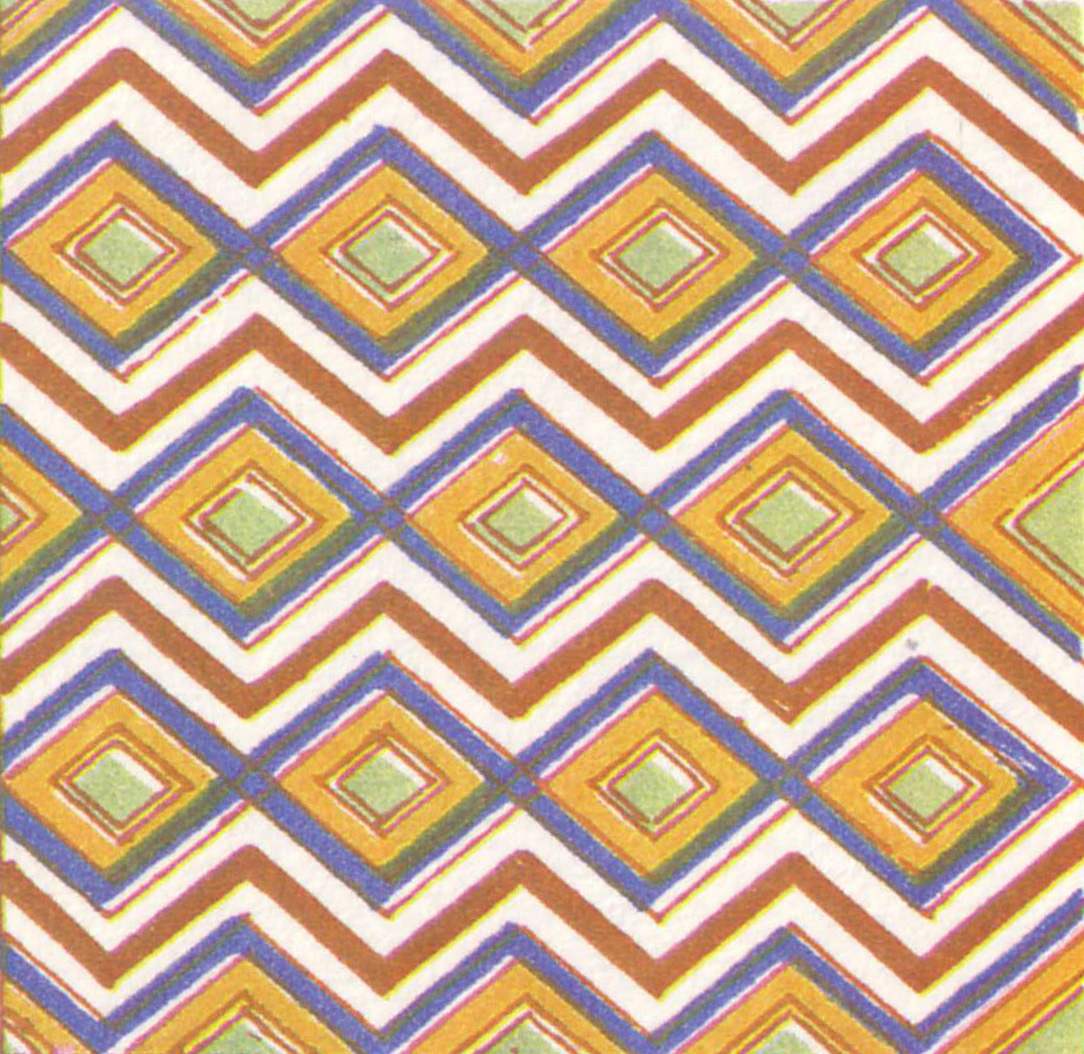
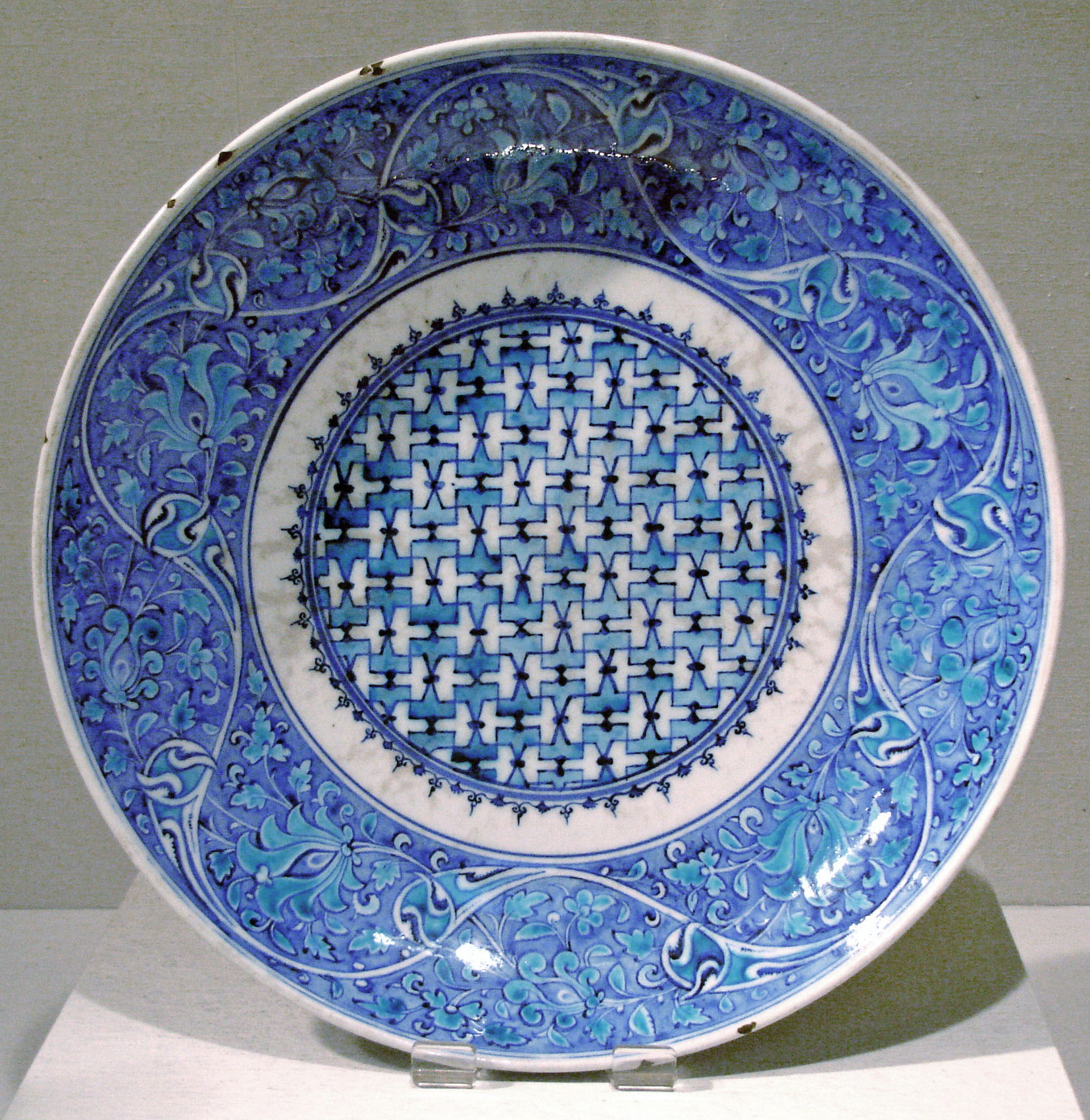

cmm 군의 예제

### p4 군

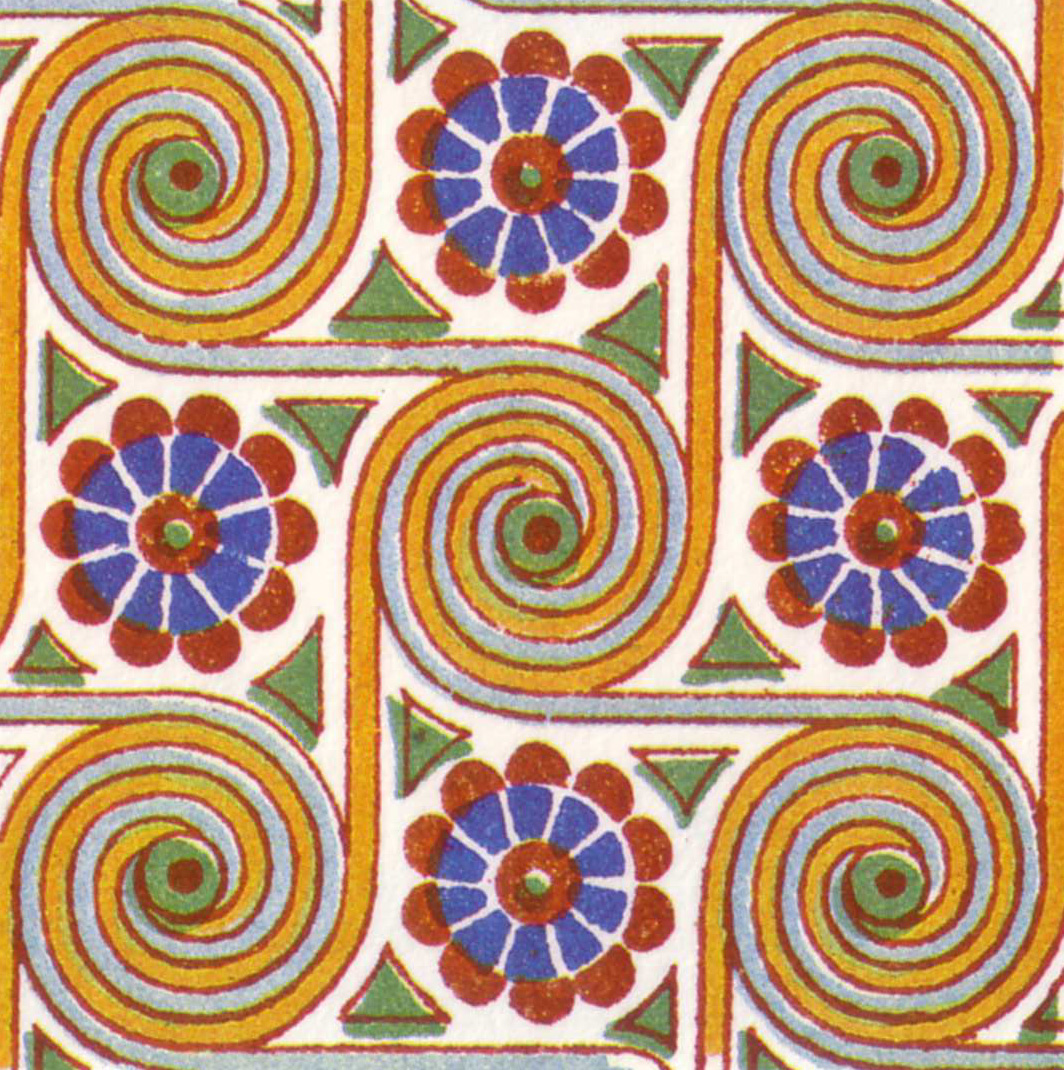
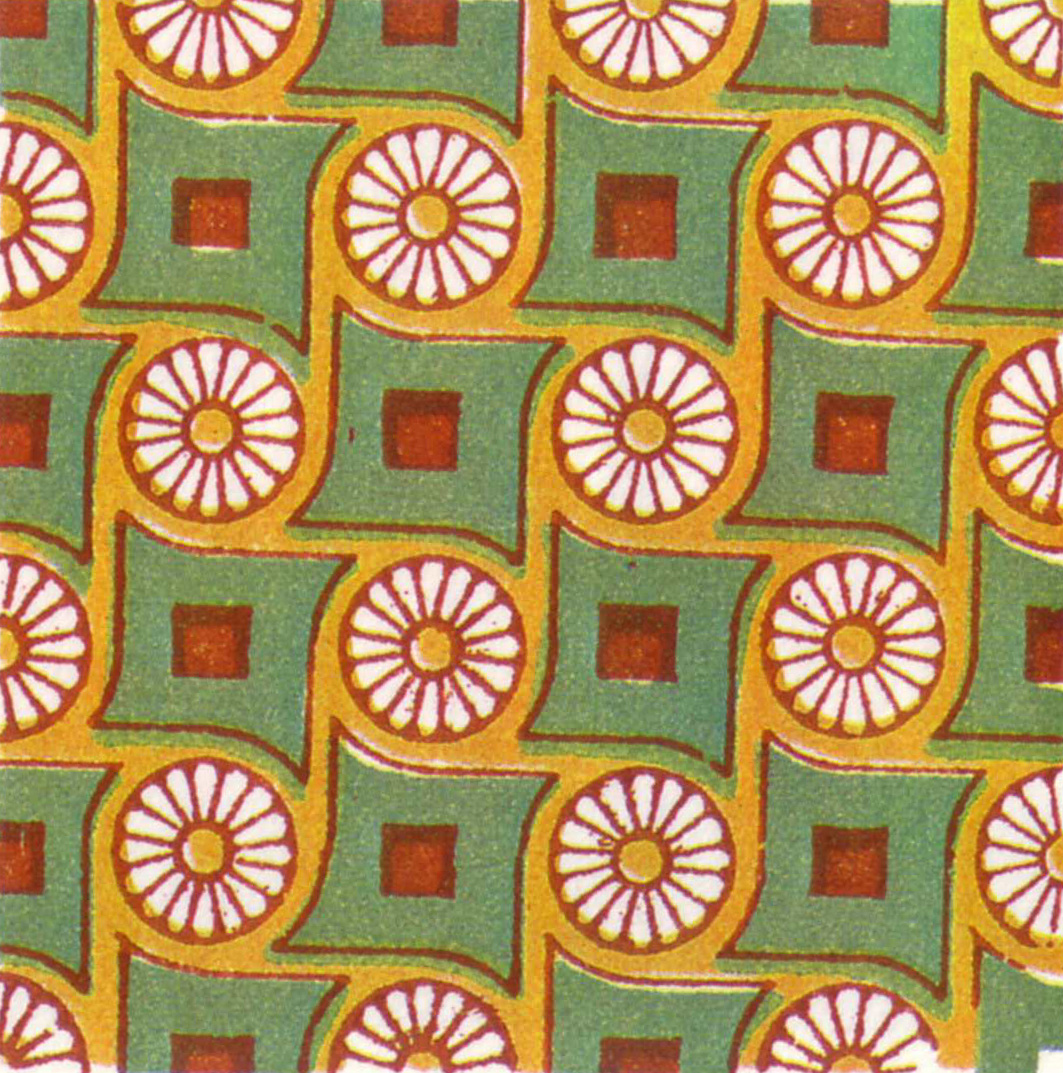
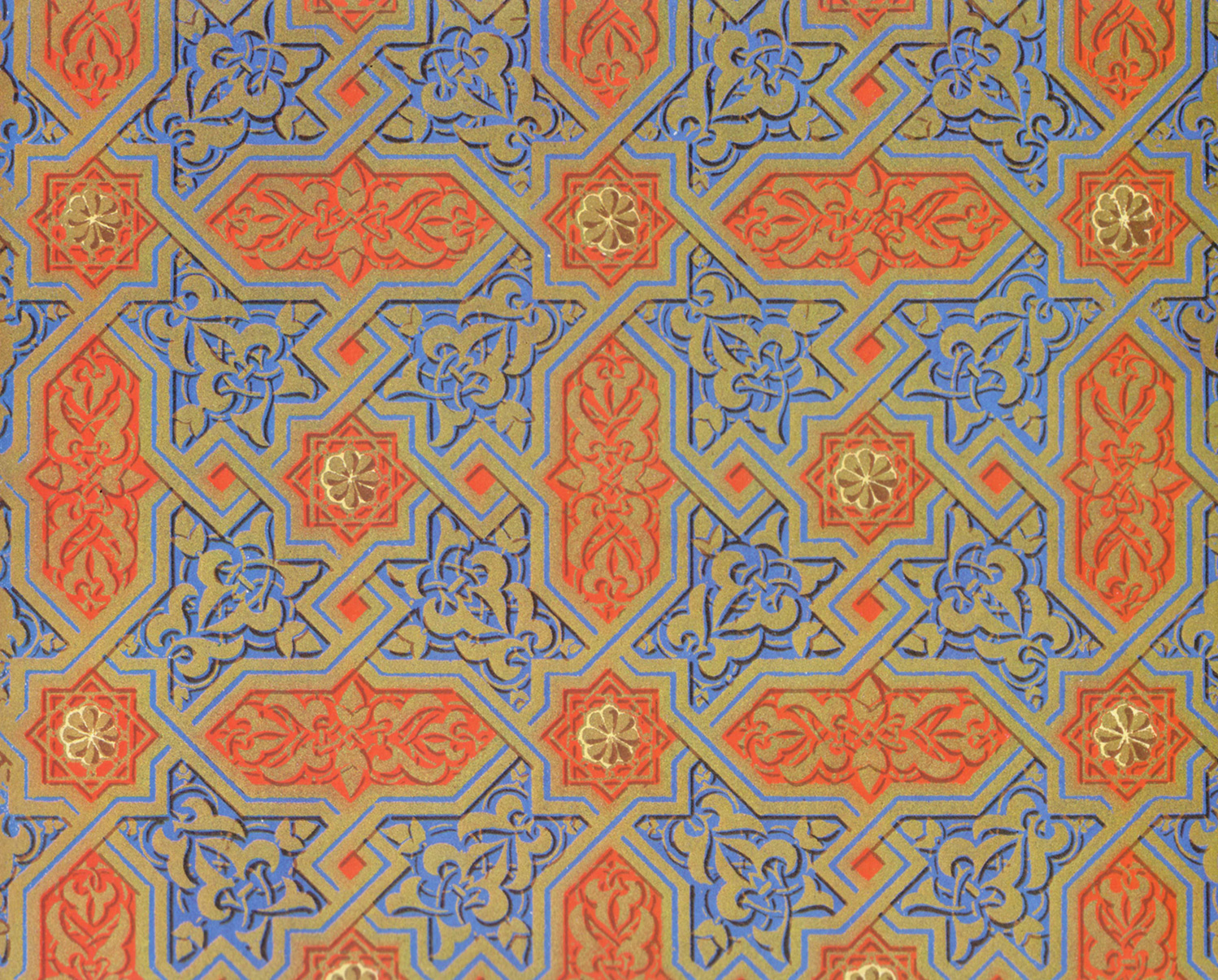
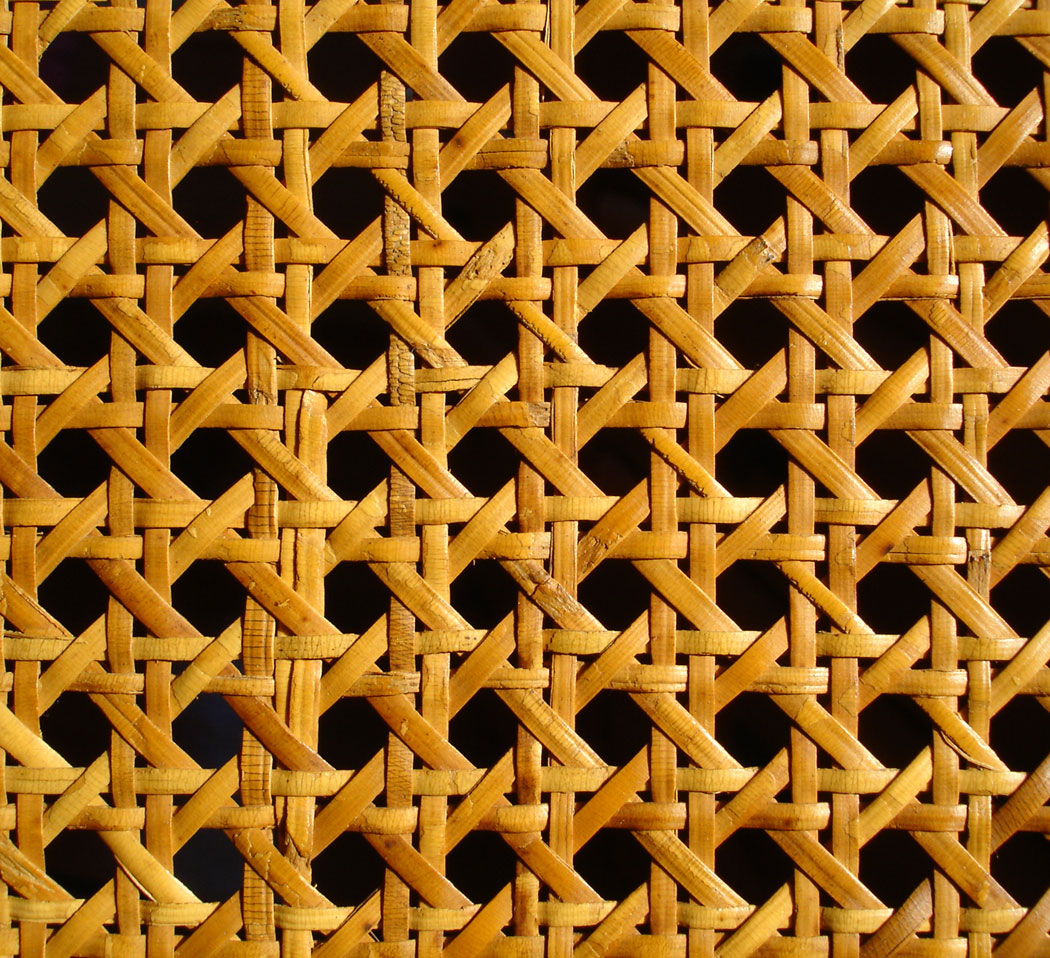
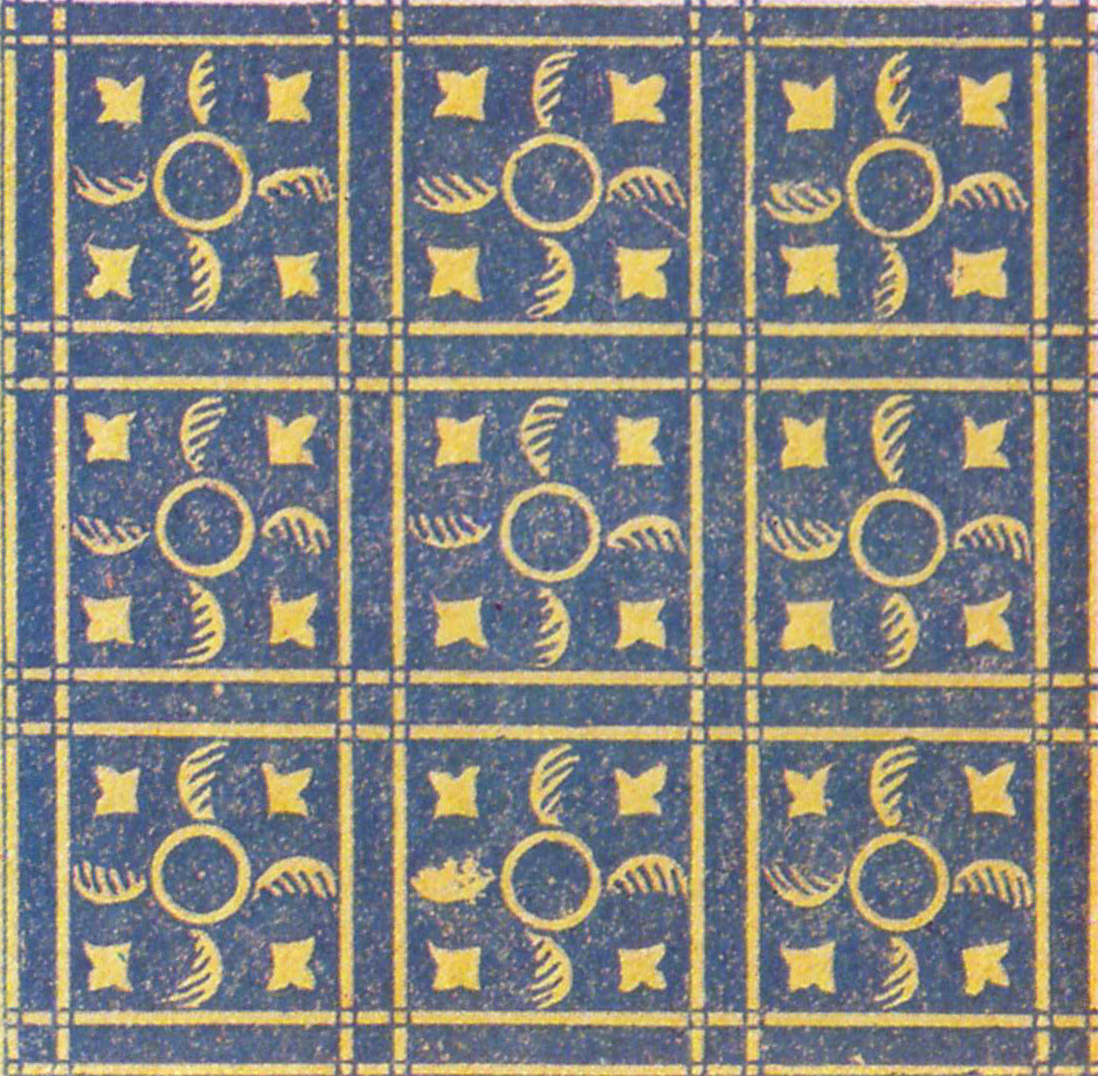

- 오비폴드 표기: 442.
- 평면군 p4는 위수가 4인 두 개의 회전중심을 가지고,위수가 2인 하나의 회전중심을 가진다. 그것은 반사변환과 미끄럼 반사변환을 가지지 않는다.

p4 군의 예제

### p4m 군
- 오비폴드 표기: *442.
- 평면군 p4m은 위수(90°)가 4인 2개의 회전 중심과, 4개의 다른 방향(수평,수직,그리고 대각선들)의 반사변환을 가진다.그것은 그것들의 축이 반사변환 축이 아닌 추가의 미끄럼 반사변환을 가진다. 위수(180°)가 2인 회전변환은 미끄럼 반사변환 축의 교차점의 중심에 놓인다. 모든 회전변환의 중심은 반사변환 축위에 놓여 있다.

이것은 4개의 반사변환 축을 가진 같은 정사각형의 행과 열의 똑바른 격자점에 일치한다.

p4m 군의 예제
예제는 (마치 도표처럼) 가장 작은 수평과 수직의 평행이동변환을 나타낸다.

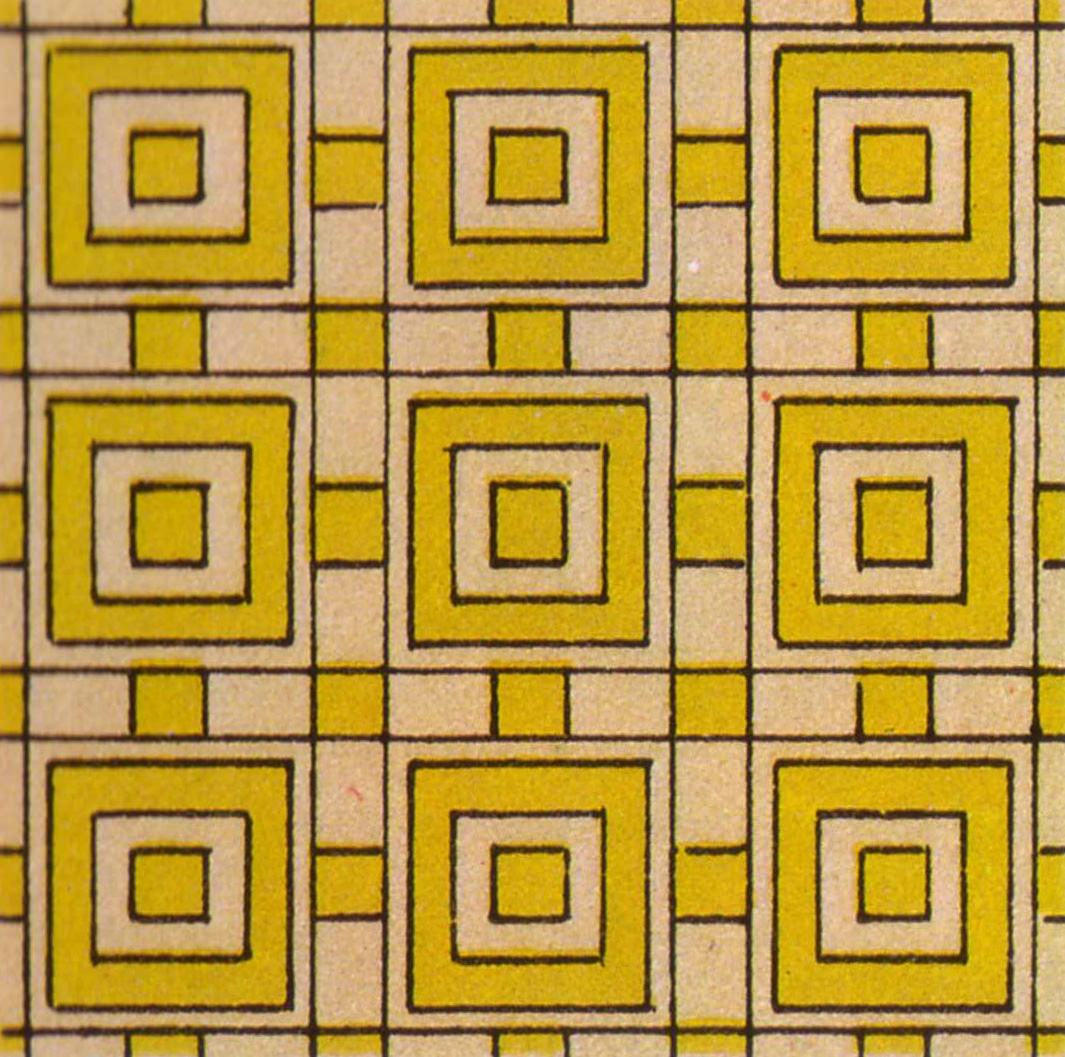
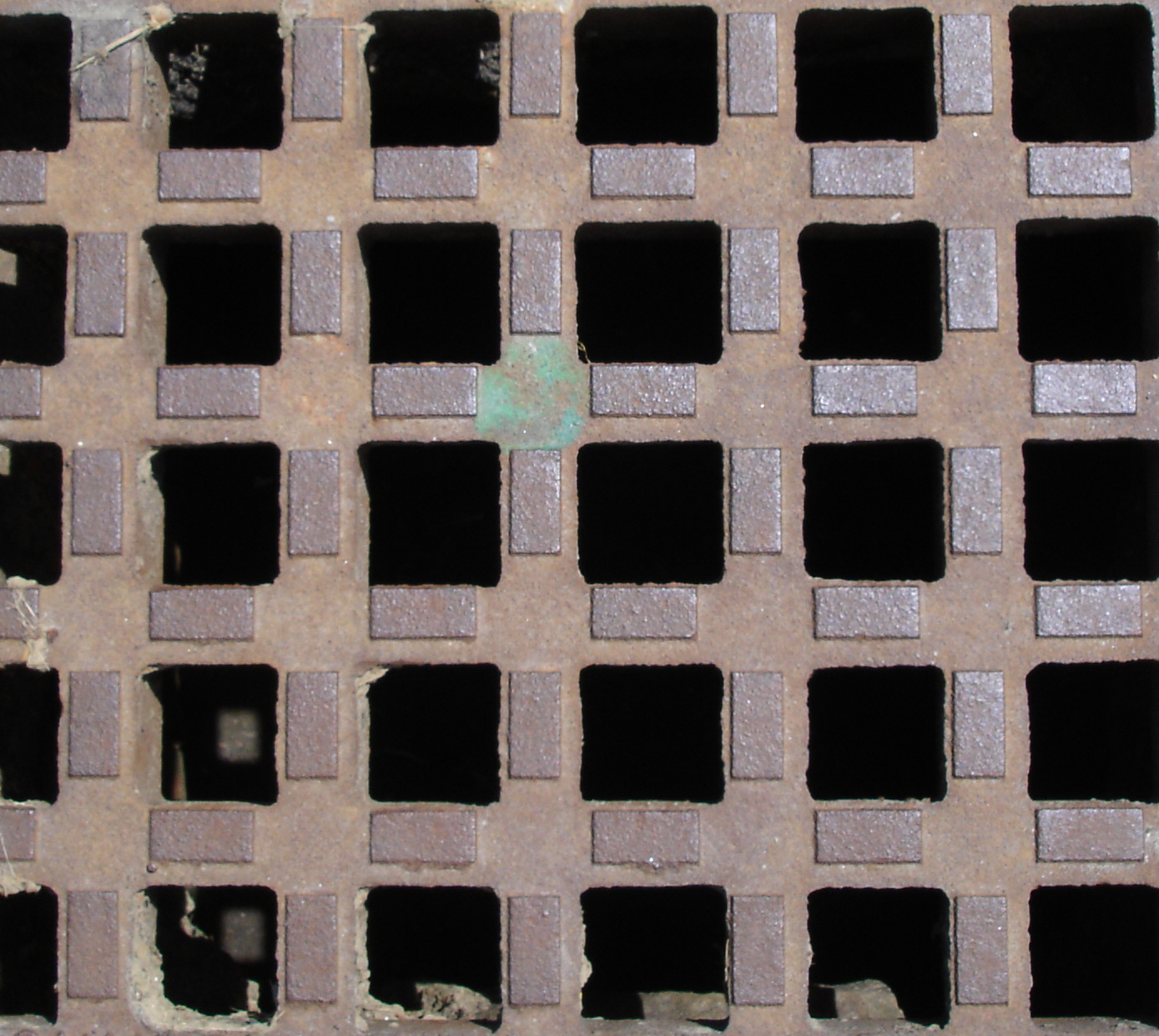
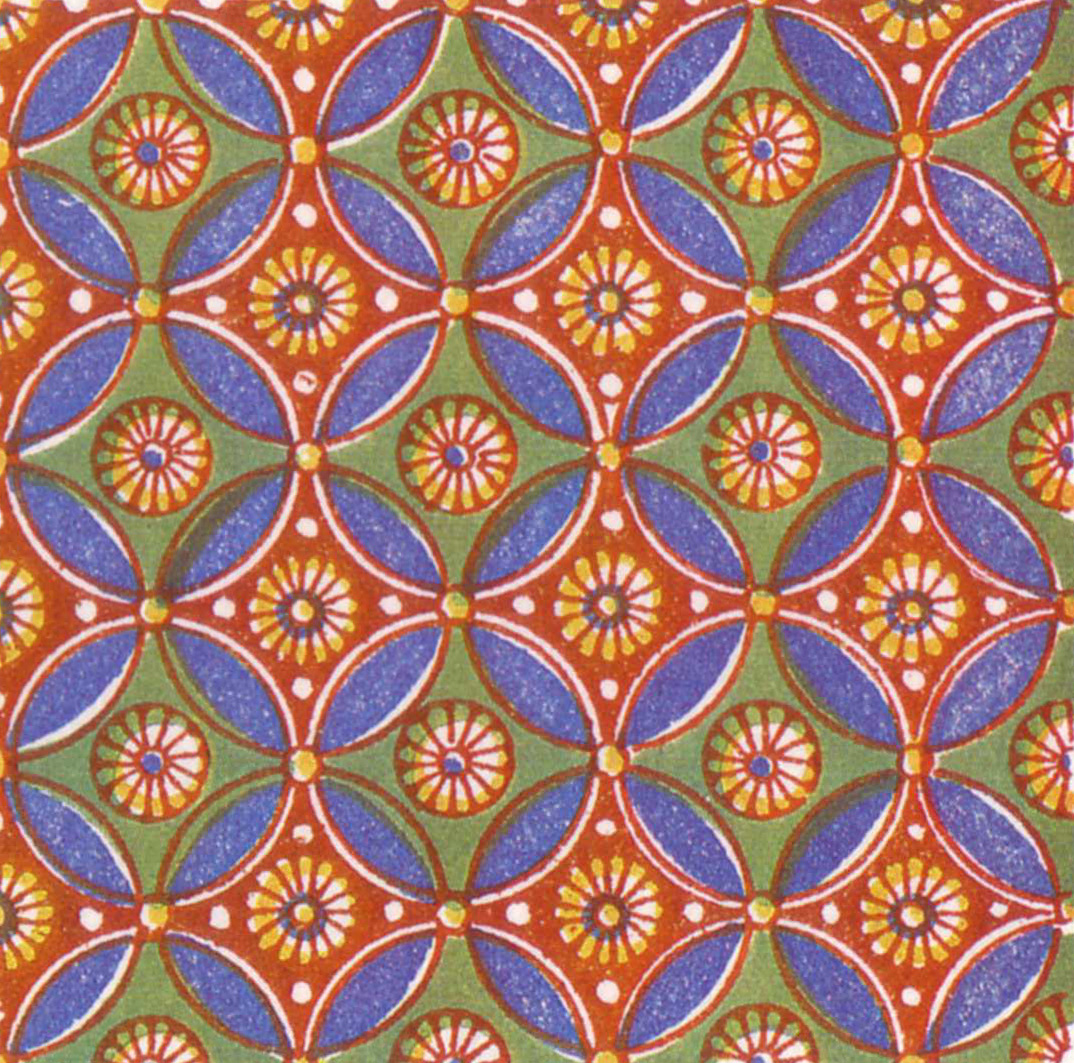
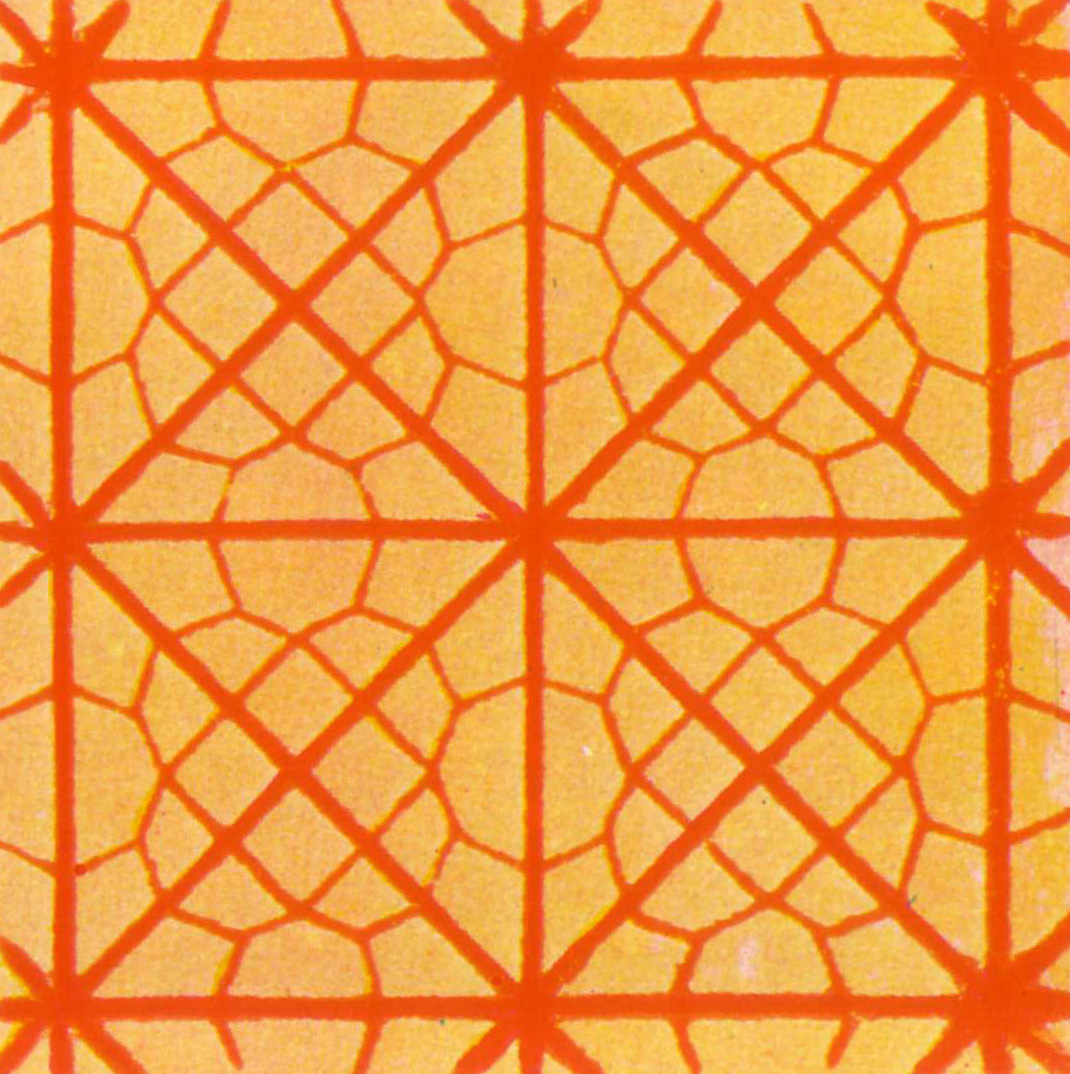

예제는 (마치 체스판처럼) 가장 작은 대각선의 평행이동변환을 나타낸다.

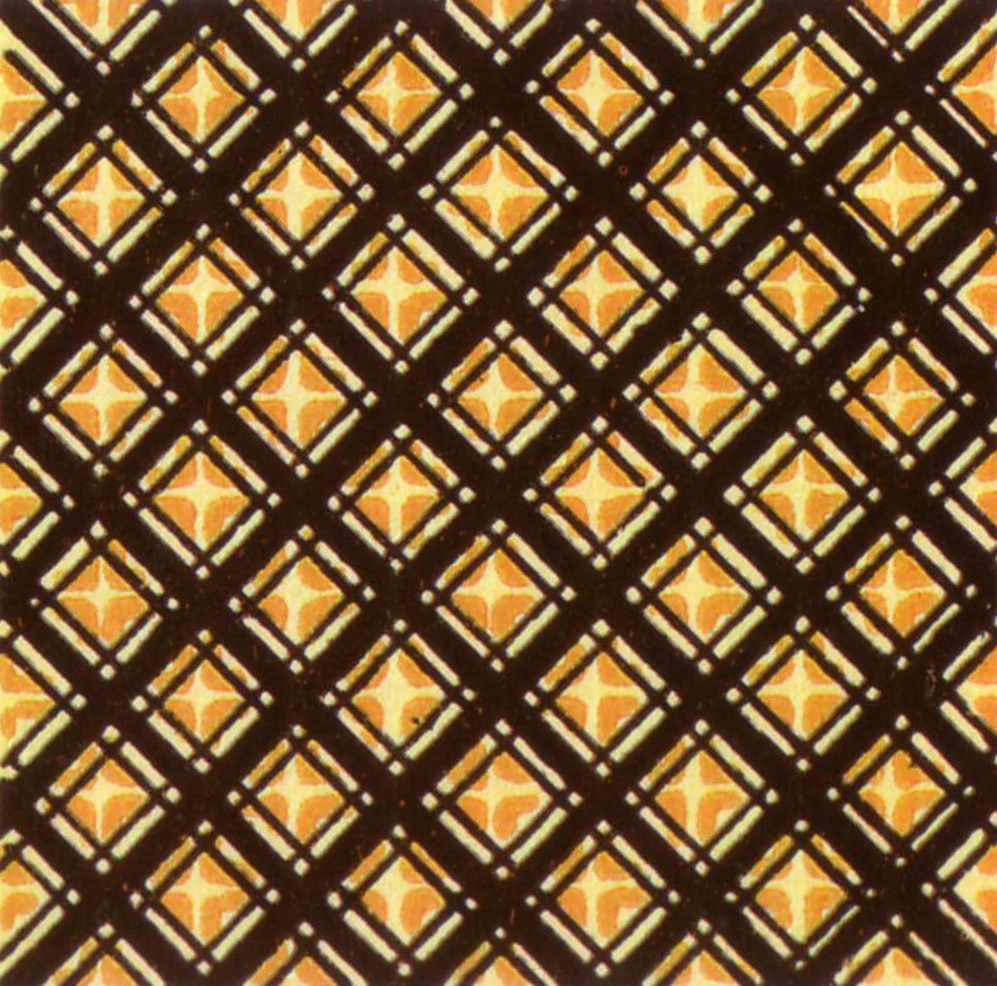
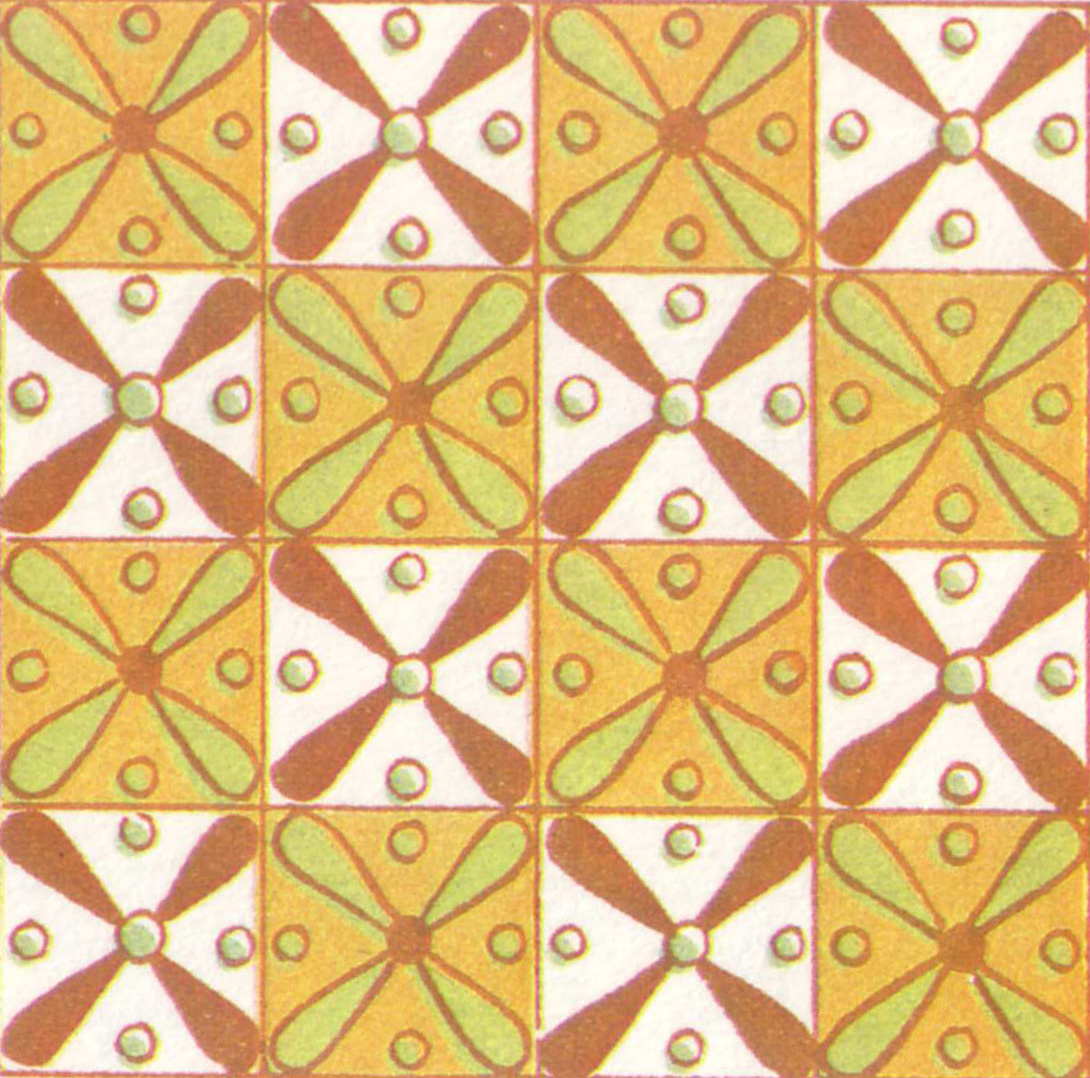
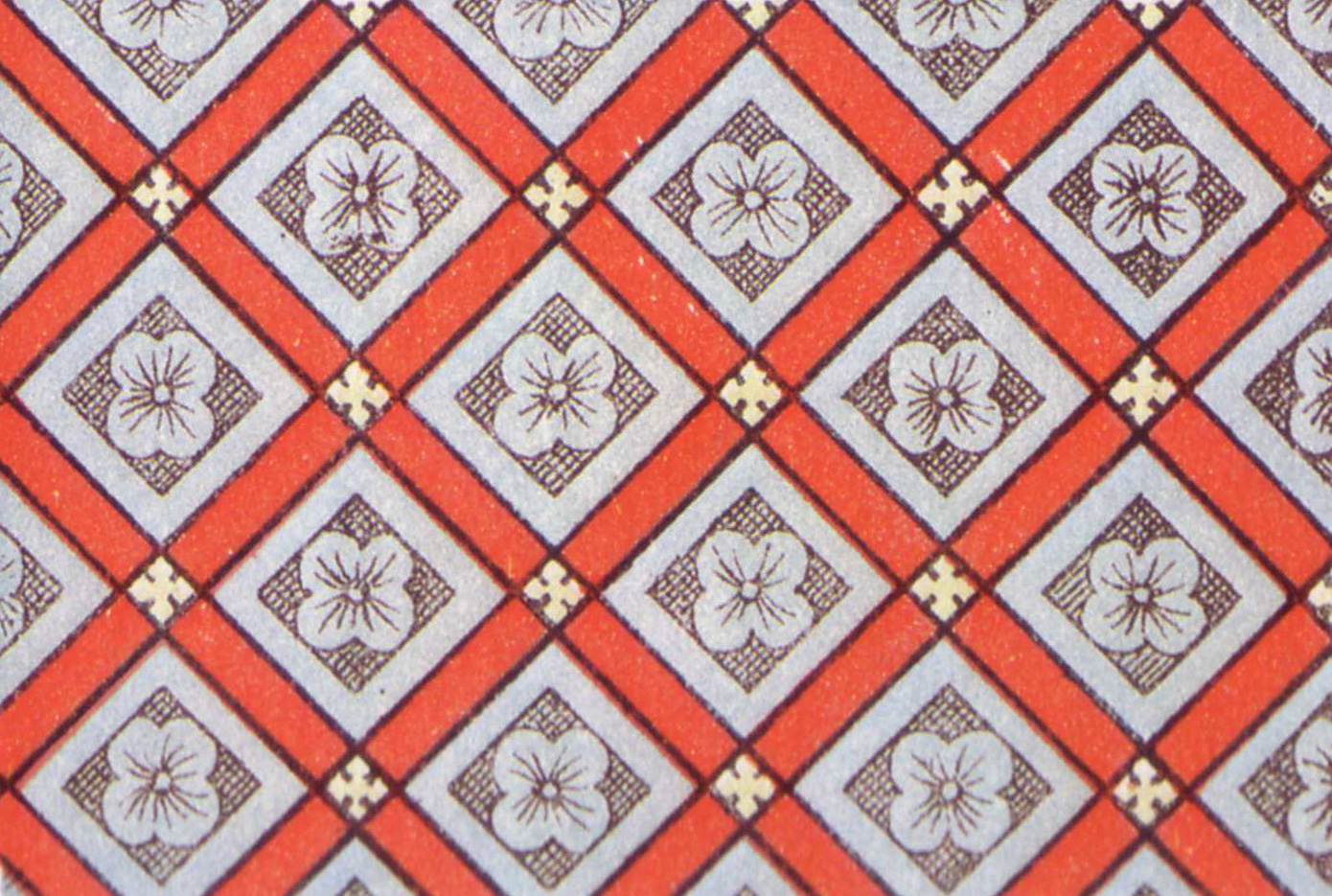
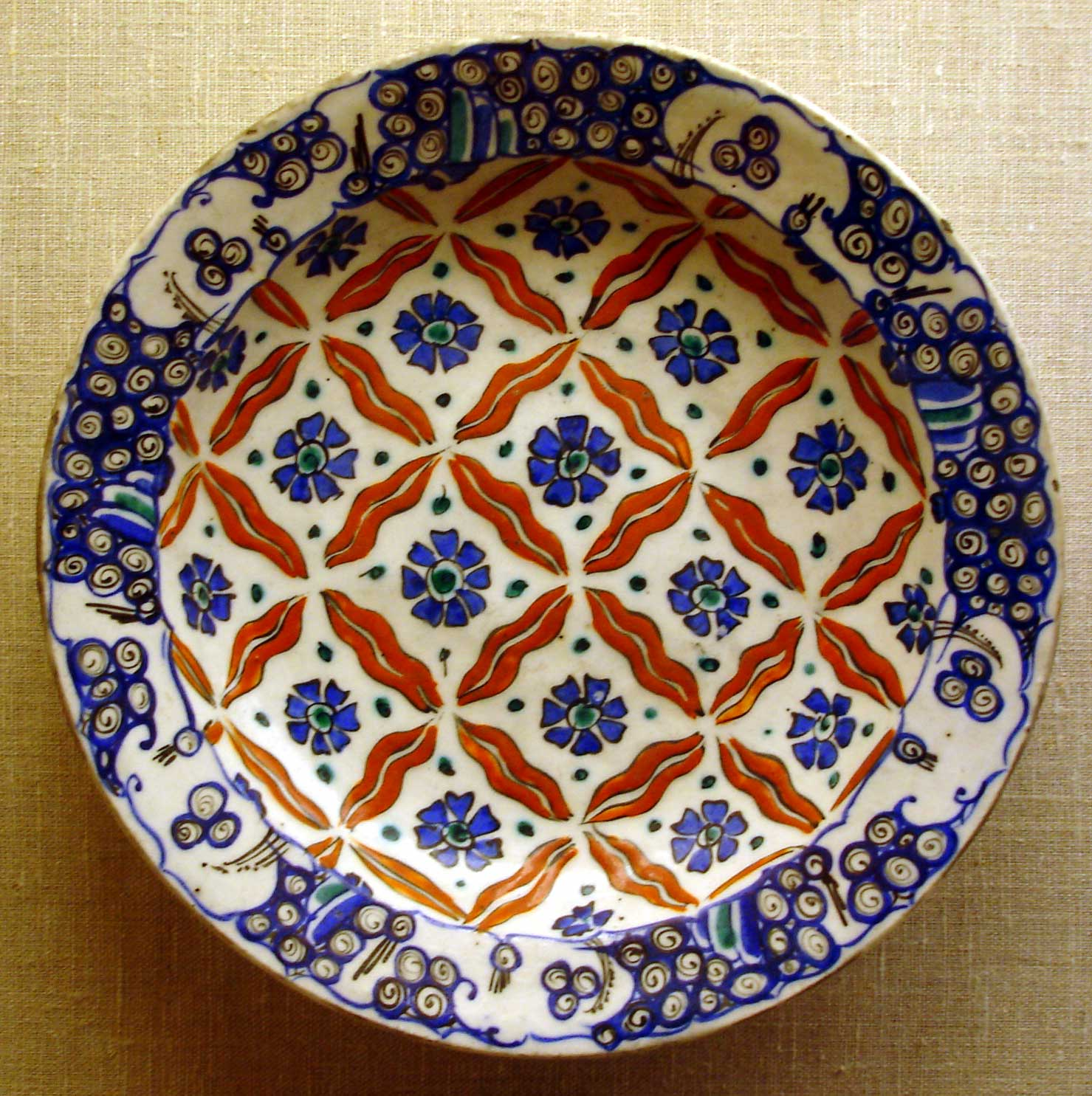

### p4g 군
- 오비폴드 표기: 4*2.
- 이그룹p4g는 위수(90°)가 4인 2개의 회전 중심을 가지고 있으며, 그것들은 서로 거울상을 이룬다. 그러나 그것들은 서로 수직의 단지 2개 방향에서 대칭변환을 가진다.중심이 대칭변환 축 상의 교점에 위치하는 위수(180°)가 2인 회전변환이 있다. 그것들 사이에서는 대칭변환 축에 평행한 미끄럼 대칭변환 축을 가지며 그것들의 각은 45°가 된다.

p4g에서 4개의 접혀지는 회전변환 타일과 그것들의 거울상의 체스판(checkerboard)문양이 있다. 또한 다르게 보면 수평,수직으로 대칭을 이루는 타일과 그것들의 90°회전된 형태의 체스판(checkerboard)문양이 있다. 검정 타일과 흰색 타일의 단조로운 체스판(checkerboard)에 적용할 수 없는 그룹을 p4m 그룹이라 한다.(대각 평행이동 단위)
아래에 제시된 도형은 평행이동에 의해 반복해서 나타나는 가장 작은 사각형에 2배가 된다.

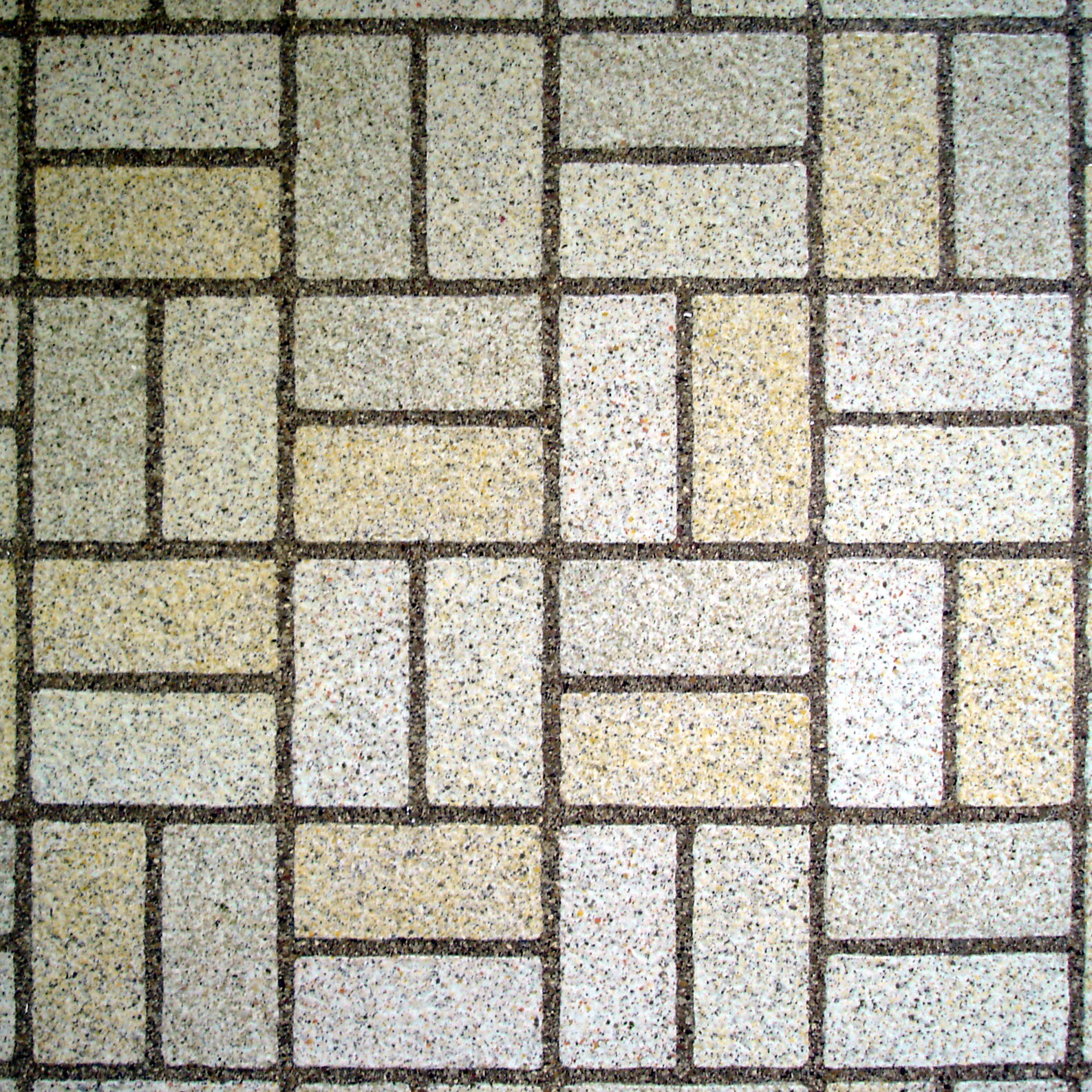
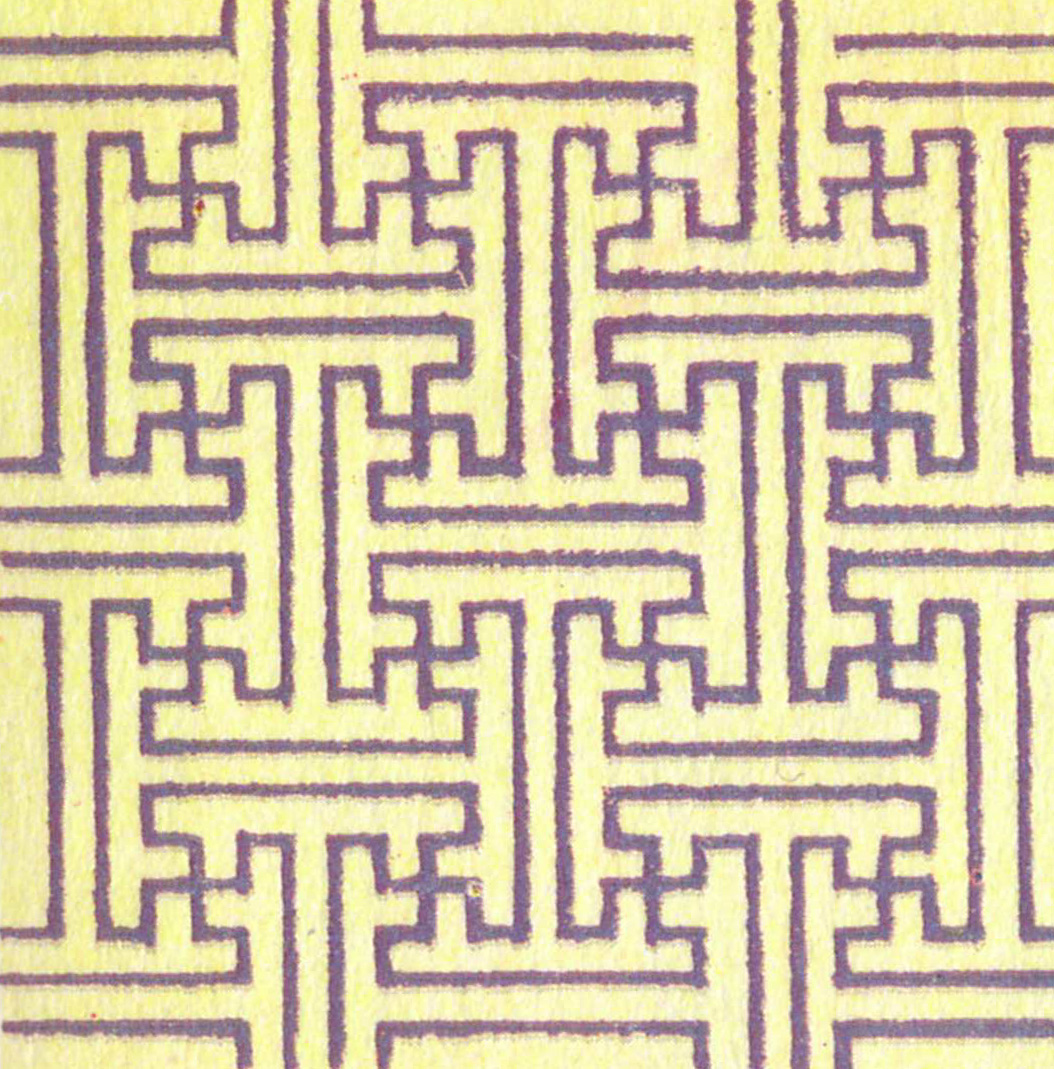
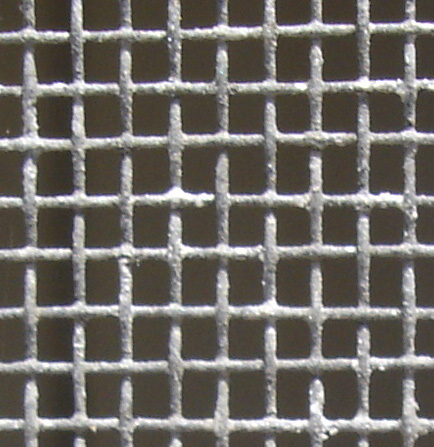
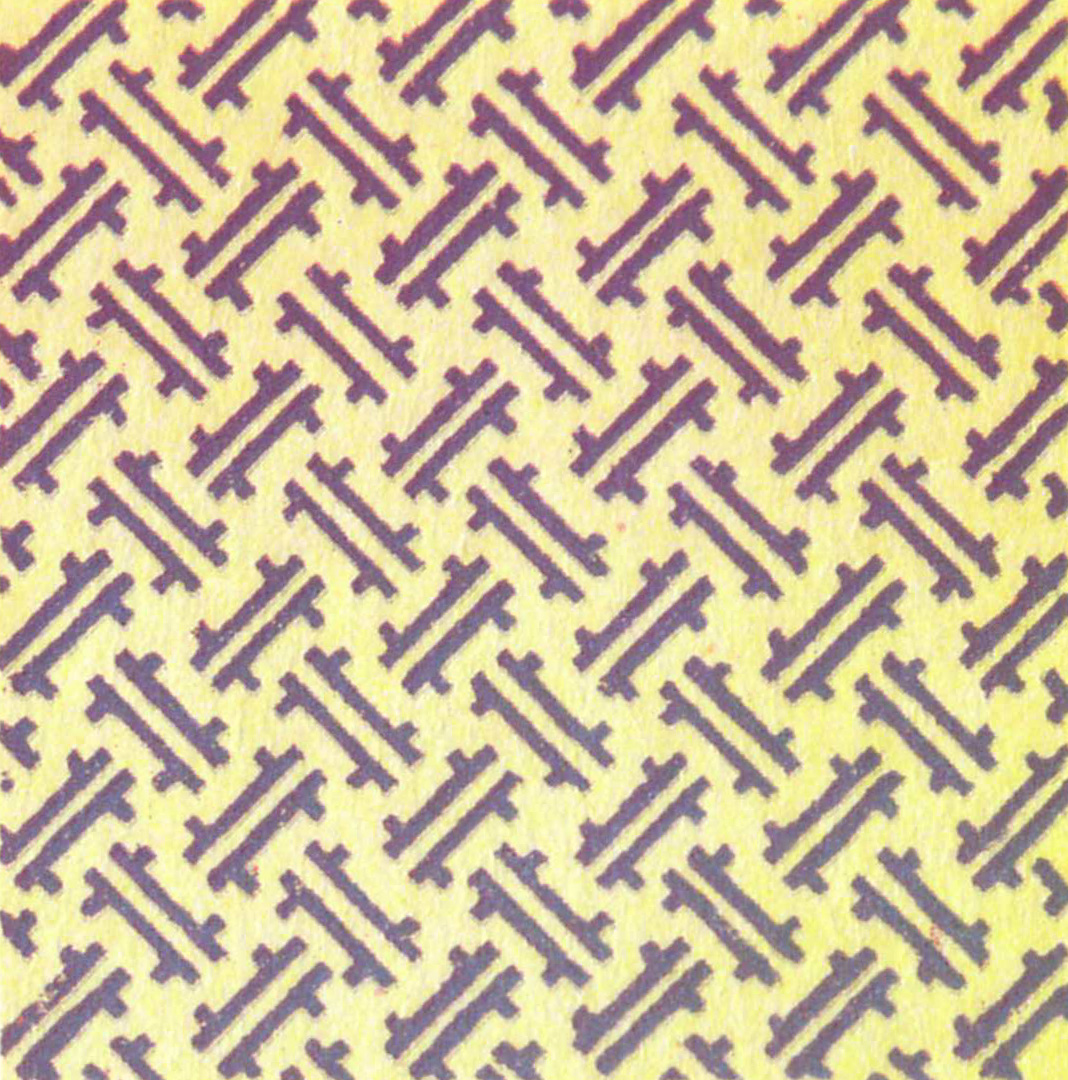

p4g 군의 예제

### p3 군
- 오비폴드 표기: 333.
- 그룹 p3는 중심의 위수 3 (120°)인 세 가지 다른 회전을 갖지만, 대칭변환 또는 미끄럼 반사 변환을 갖지 않는다.

같은 크기의 정삼각형을 가진 평면의 변들이 가장 작은 평행이동에 대응하는 바둑판 무늬로 짜맞추기를 상상해보아라. 그러면 삼각형의 반은 자기 자신의방향에 있고 나머지 반은 뒤집히게 된다. 이 평면 결정 그룹은 같은 방향의 모든 삼각형이 같은 경우와 대응되고, 반면 두 개의 타입은 위수 3의 회전 대칭을 가지나 두 개는 같지 않고 각각은 거울상이 아니고 둘은 대칭이 아니다. 주어진 이미지에 대해 이러한 바둑판 무늬로 짜맞추기 중 세 개는 가능하고 회전 중심을 가진 각각은 정점들로서 가능하다, 즉 어떤 바둑판 무늬로 짜맞추기에 대해 두 개의 변환은 가능하다. 이미지에 의하여 정점들은 빨강, 파랑 또는 초록색 삼각형이 될 수 있다.
똑같이, 등각 모양과 같은 크기를 가지고 있는 6각형은 변들이 가장작은 평행이동에 대응하는 평면의 바둑판 무늬로 짜맞추기를 상상해보아다. 그러면 이 평면 결정 그룹은 모든 6각형이 같고(그리고 같은 방향을 갖는)위수 3의 회전 변환을 갖는 반면 그것들은 거울 상 대칭을 갖지 않는다. 주어진 이미지에 대해, 이러한 바둑판 무늬로 짜맞추기 중 정점으로서의 회전 중심을 가진 각각의 아홉 개는 가능하다. 이미지에 의하여 중심은 각각 빨강 삼각형 또는 파랑 또는 초록색의 세 가지 결정을 할 수 있다.

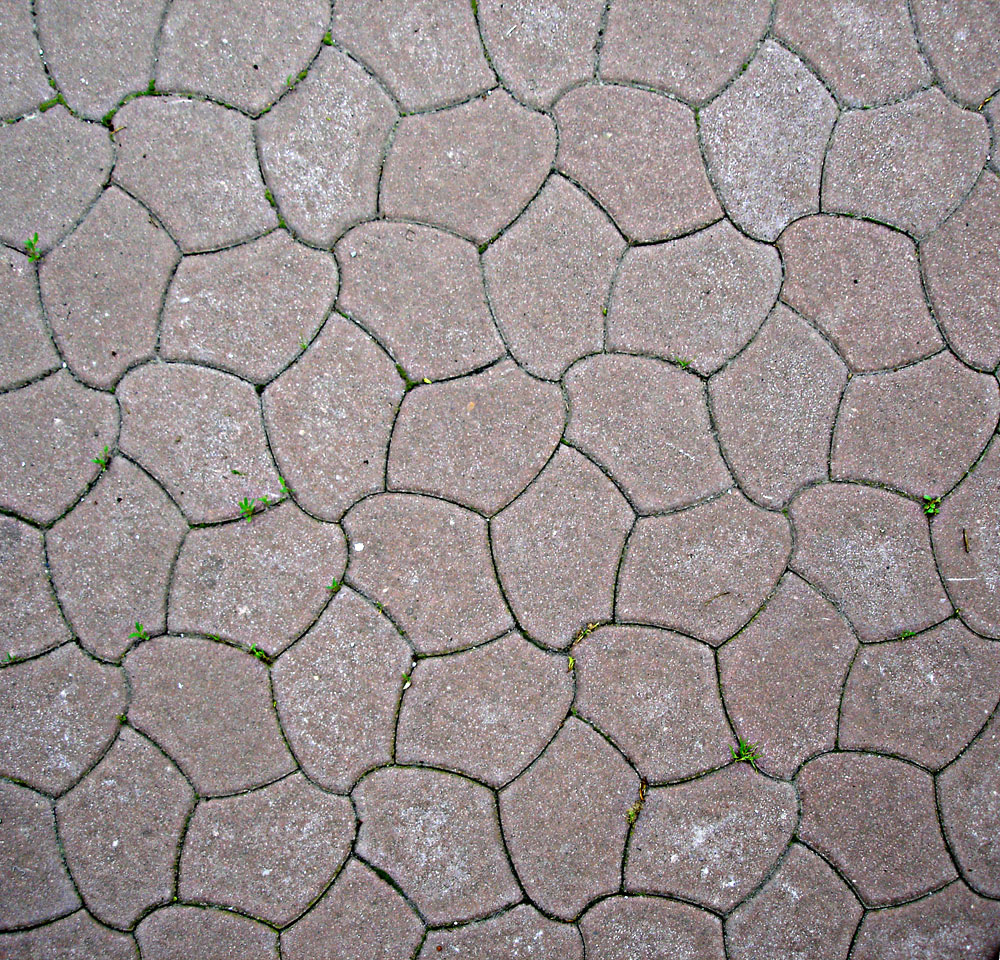
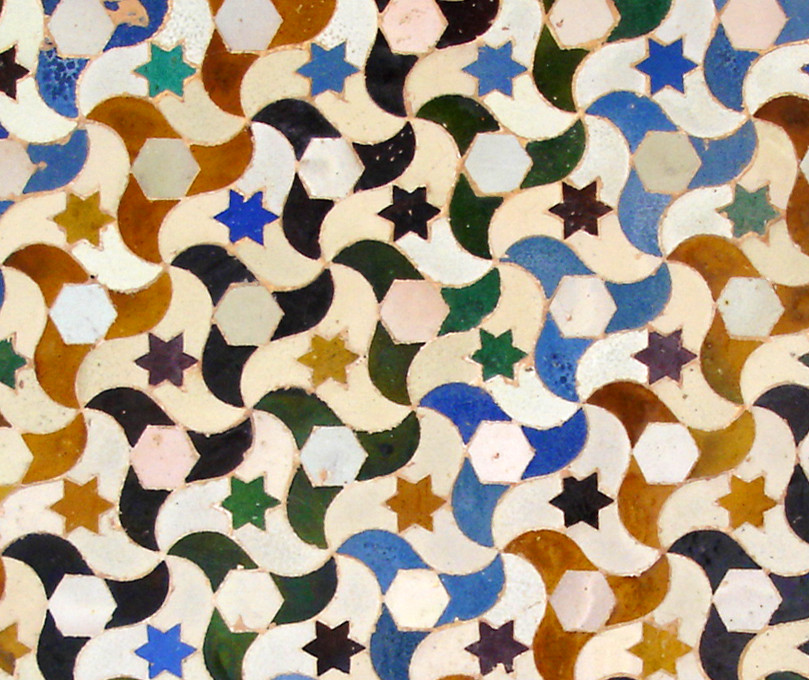

p3 군의 예제

### p3m1 군
- 오비폴드 표기: *333.
- 그룹 p3ml은 중심의 위수 3 (120°)인 세 가지 다른 회전을 갖는다. 그것은 정삼각형의 세 변에서 반사변환을 가진다. 모든 회전변환의 중심은 반사변환의 축 위에 있다. 인접한 평행 반사변환 축 사이의 중간에 위치하고 있는 세 개의 다른 방향의 축들에 부가적인 미끄럼 반사변환있다.

p3과 같이, 같은 크기의 정삼각형, 가장 작은 변환과 일치하는 면과 함께 평면의 모자이크 식 포장을 생각해봐라. 그러면 삼각형의 반은 한 방향으로 위치하고 있으며 나머지 반은 거꾸로 뒤집혀 있다. 이 평면의 결정군은 이 상황과 일치한다 같은 방향의 모든 삼각형들은 같고 반면에 그 타입들은 위수 3의 회전 대칭을 가지고 그것들은 모두 대칭이다. 그러나 2개는 같지 않고 서로서로의 거울상이 아니다. 주어진 그림에서 3개의 모자이크식 포장들은 가능하고 각각의 회전 중심은 꼭짓점이다. 그림에 관해: 꼭짓점들은 빨간색, 어두운 파란색 또는 초록색 삼각형들이 될 수 있다. 

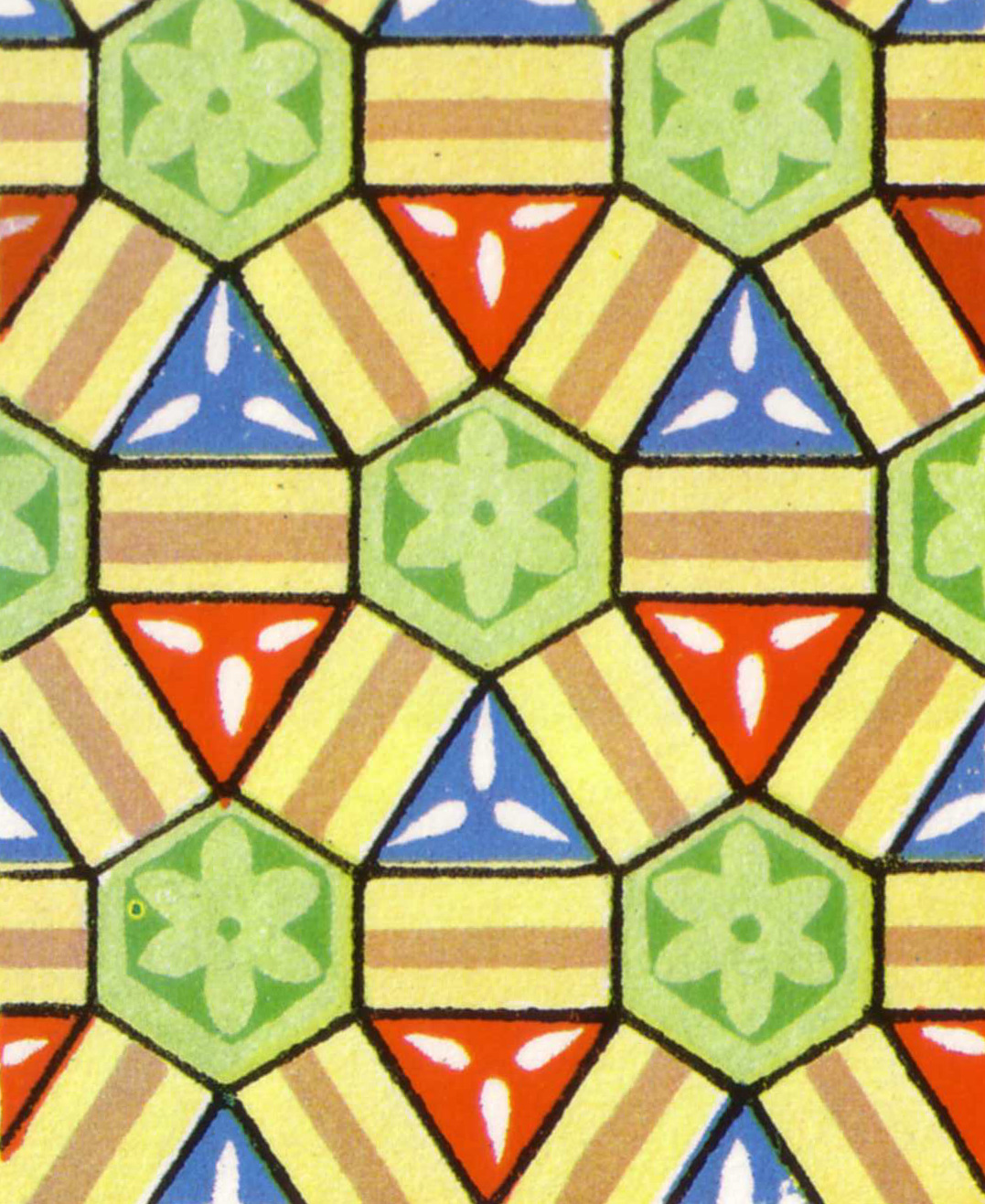
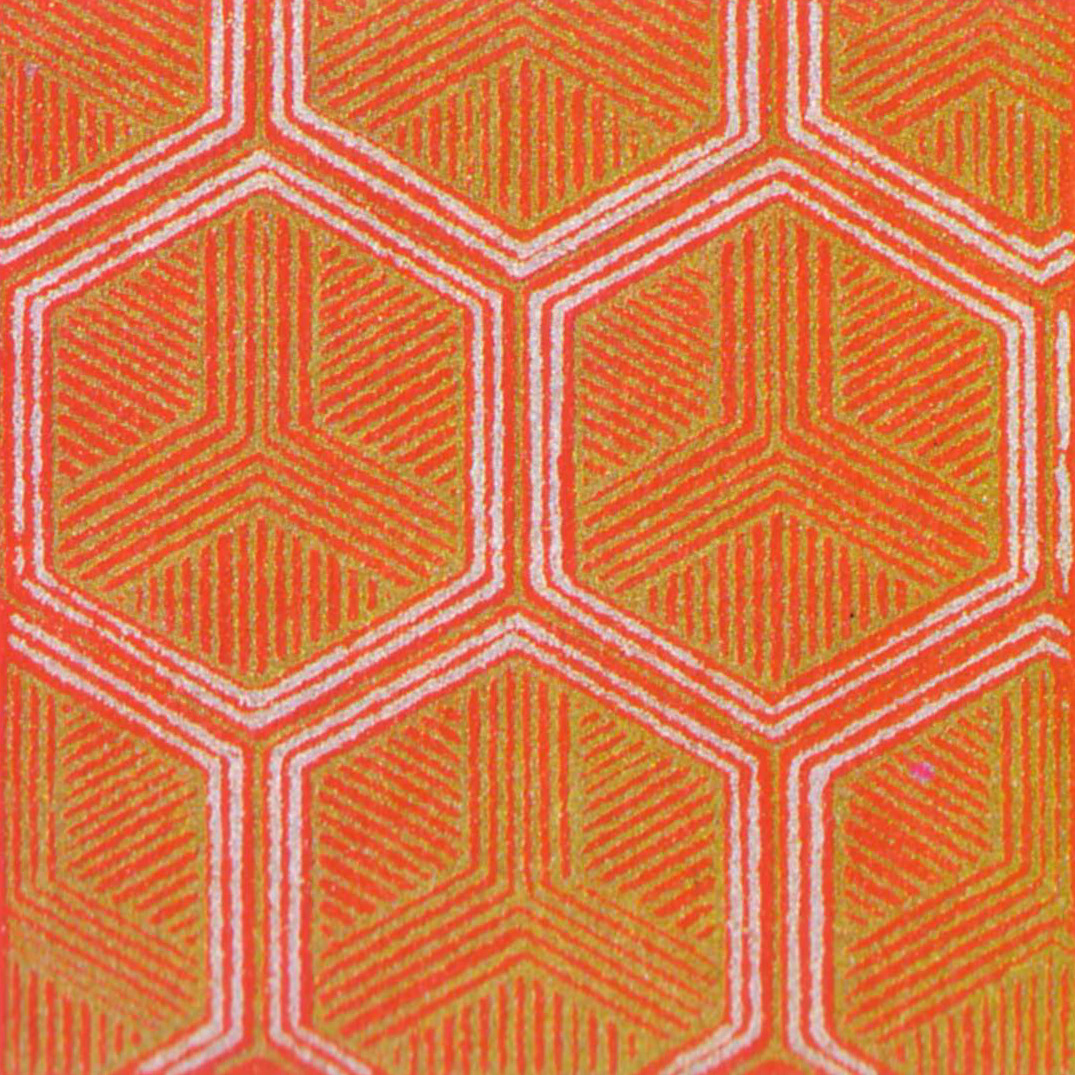
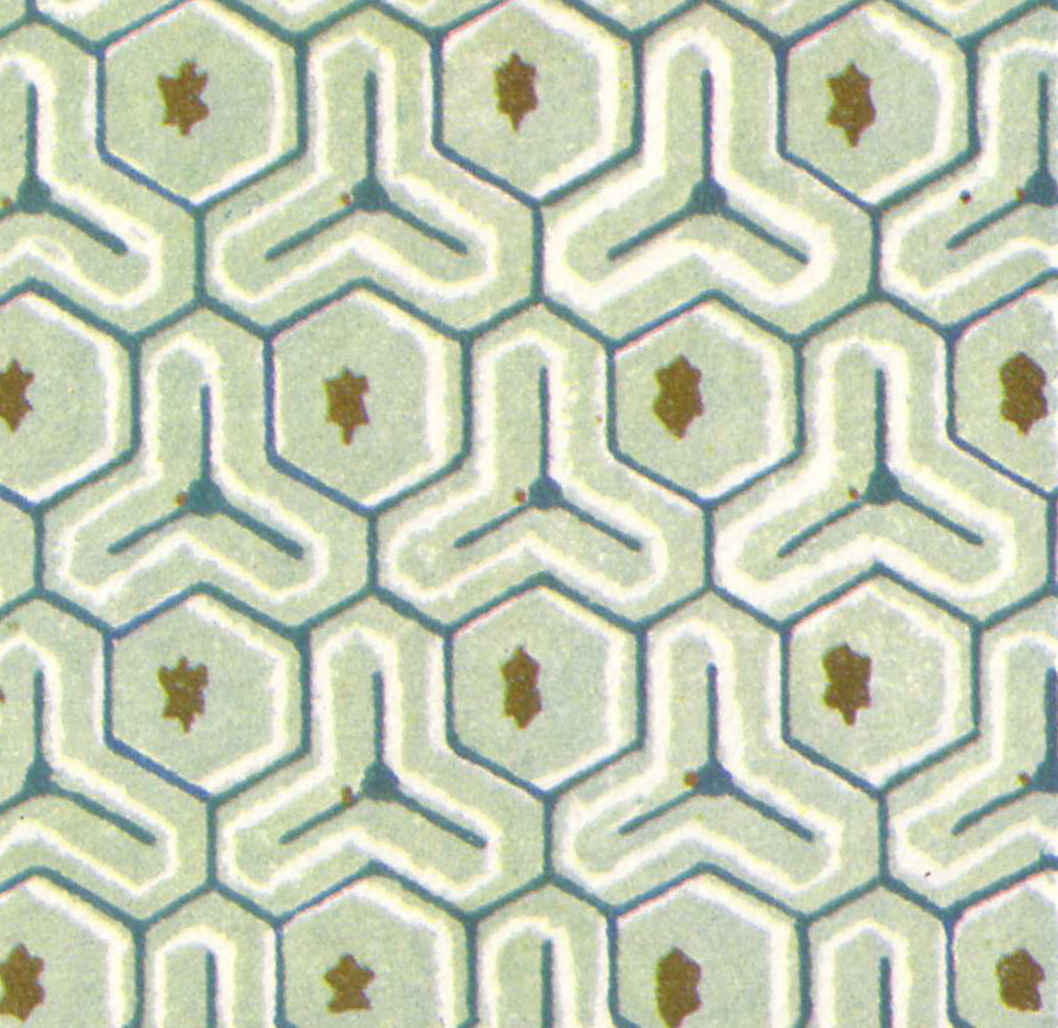
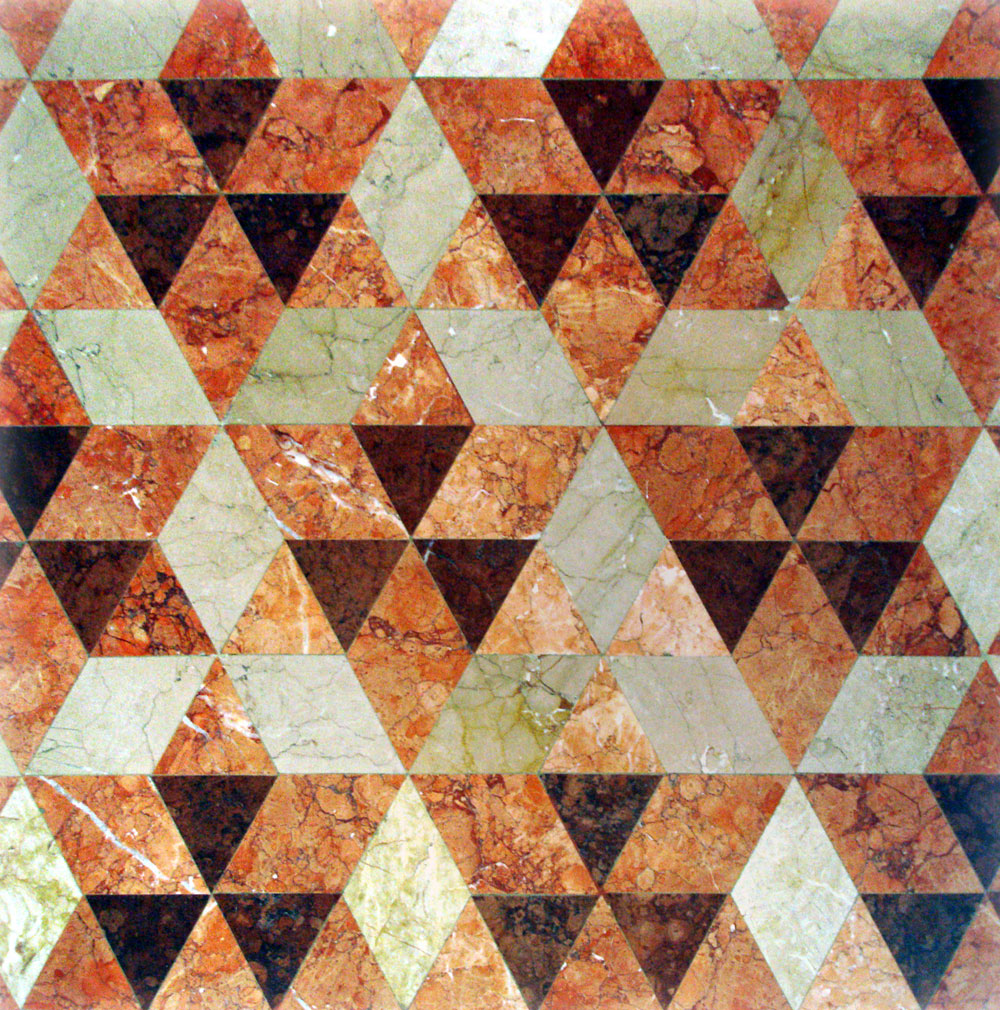

p3m1 군의 예제

### p31m 군

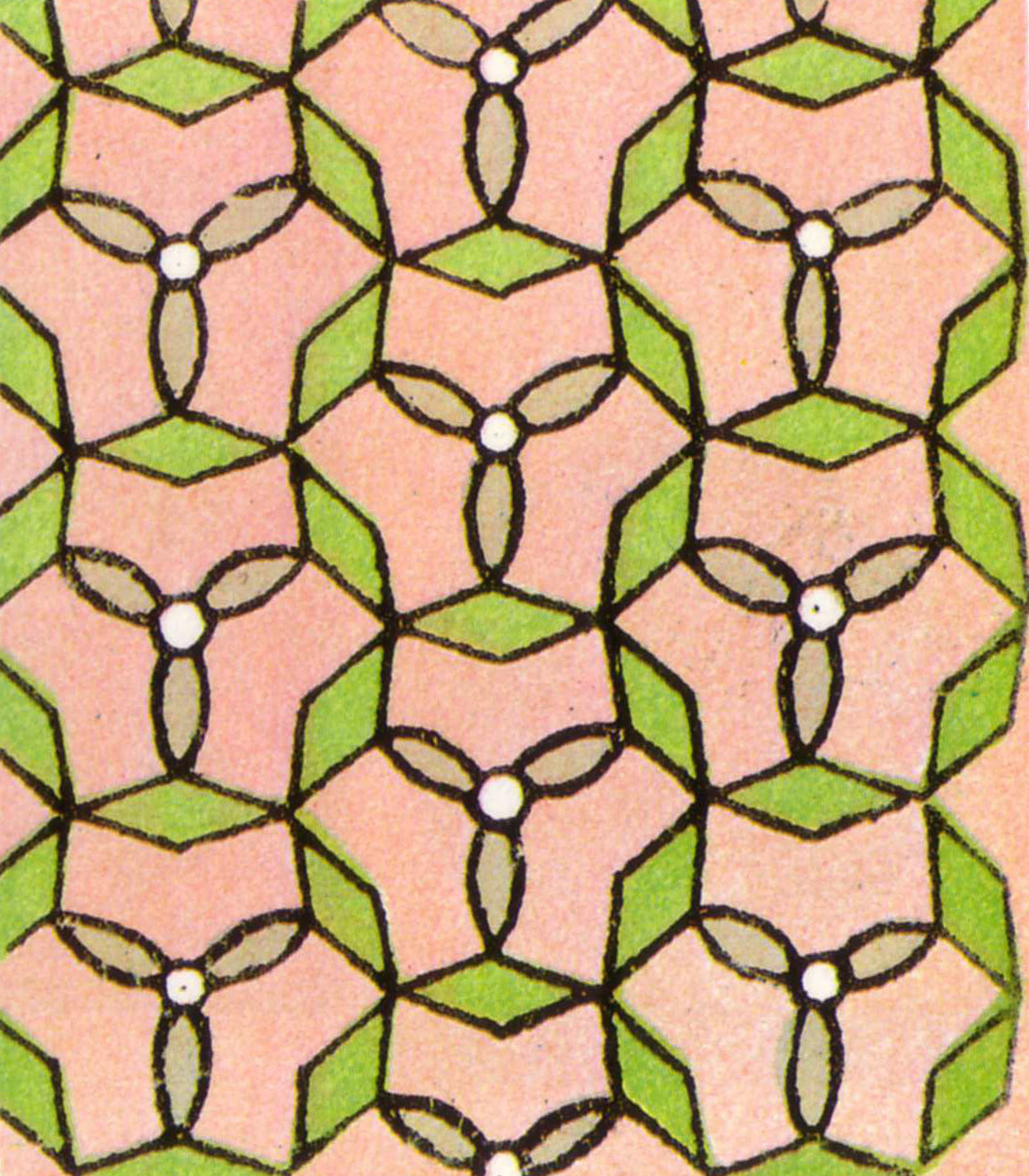
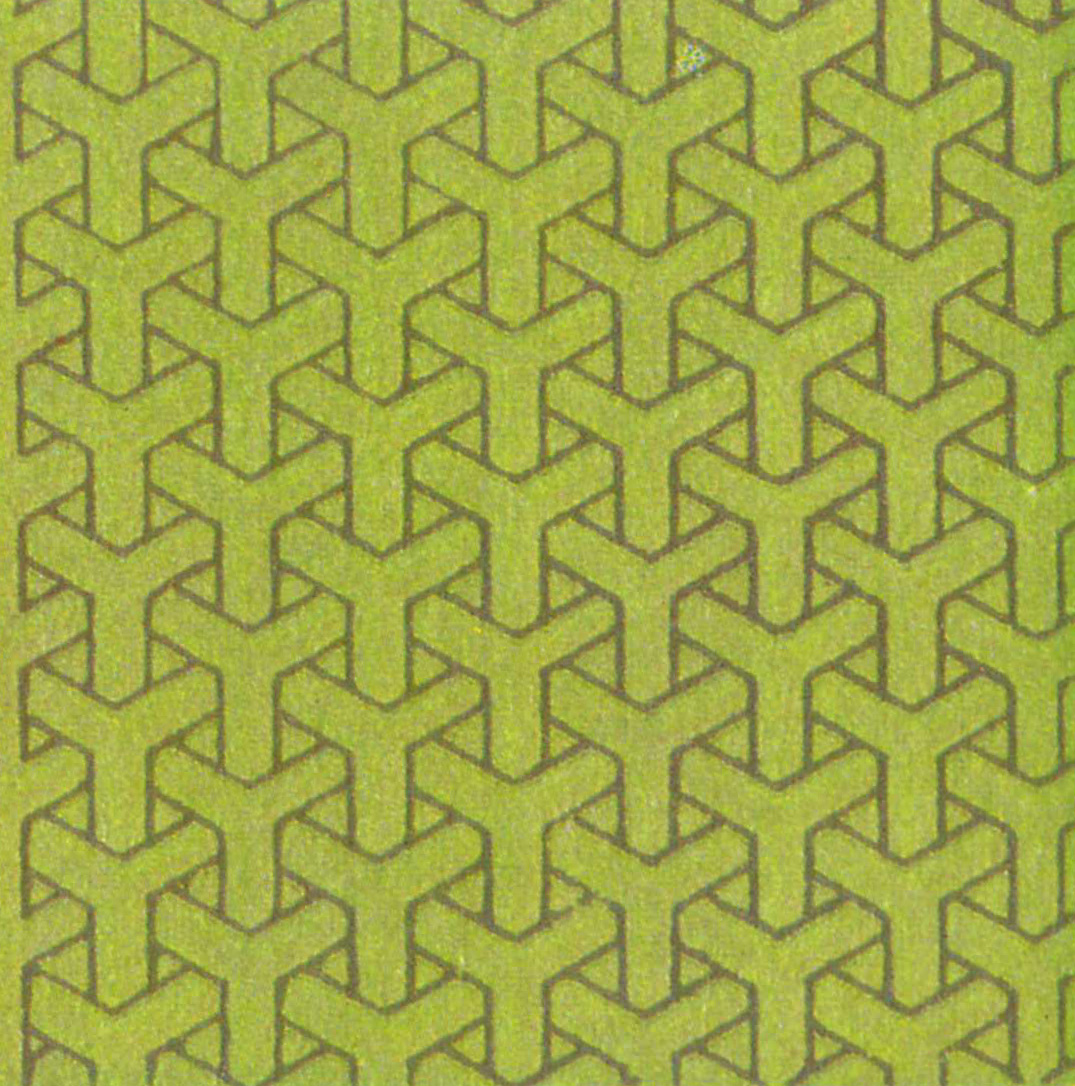
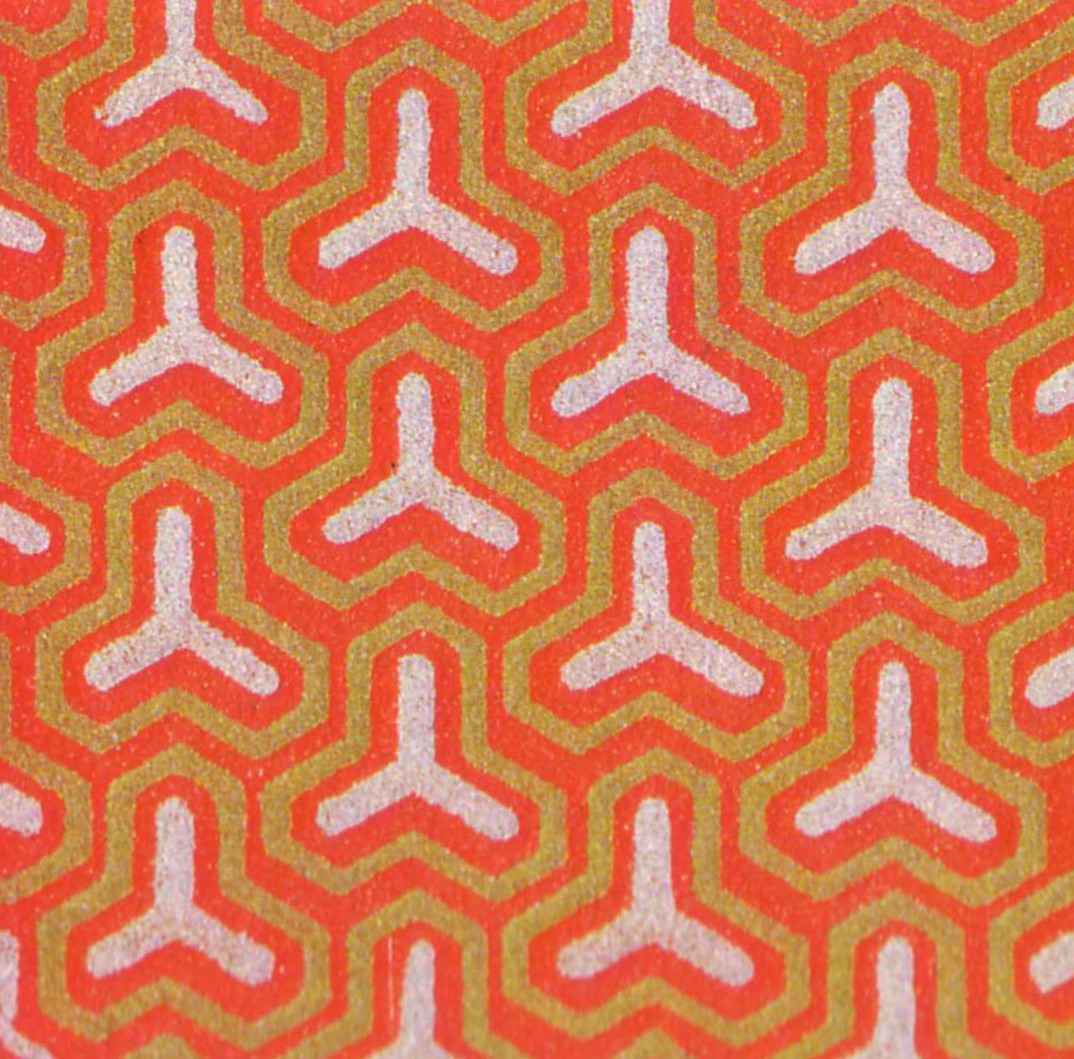

- 오비폴드 표기: 3*3.
- 그룹p31m은 두 개가 서로에게 그대로 반영하는 이미지를 가지는, 중심에 대하여 세 개의 순서로(120°) 회전하는 세 개의 다른 회전을 가진다. 이것은 세 개의 다른 방향들에 대하여 반사들을 가진다. 이것은 회전중심이 회전축에 놓여있지 않는 적어도 하나의 회전을 가진다. 세 개의 다른 방향들에는 평행한 반사 축들 사이에 인접하여 중간에 위치하고 있는 축에대하여 추가적인 미끄러지는 반사 (glide reflection)들이 있다. p3와 p3m1과 같이, 가장 작은 이동변환에 대하여 면들이 같은 크기의 등변의 삼각형들을 가지는 평면의 모자이크 식 포장의 이미지이다. 그러면 삼각형들의 절반은 원래의 것이고 다른 절반은 거꾸로 뒤집히게 된다. 이 평면의 결정군과 같은 기원을 가지는 모든 삼각형들의 경우에 대하여 같다. 두 개의 유형들이 3개의 순서의 회전적인 대칭을 가지고 서로 각자들을 그대로 반영하는 이미지인 반면에 그들 스스로 대칭이 아니고 같지도 않다. 주어진 이미지에 대하여 오직 하나만이 이러한 모자이크식 포장이 가능하다. 이미지의 유형들에서는 꼭짓점들이 진한 파란색인 삼각형들이 될 수 없다.

p31m 군의 예제

### p6 군
- 오비폴드 표기: 632.
- 그룹p6는 위수 6(60°)인 하나의 회전중심을 갖는다.

이것은 또한 위수 3인 두 개의 회전중심을 가지는데,60°의 회전(또는 180°)으로 구분이 가능하다.
그리고 위수가 2인 3개의 회전중심을 가지며 이것은 60° 회전으로 구분된다.

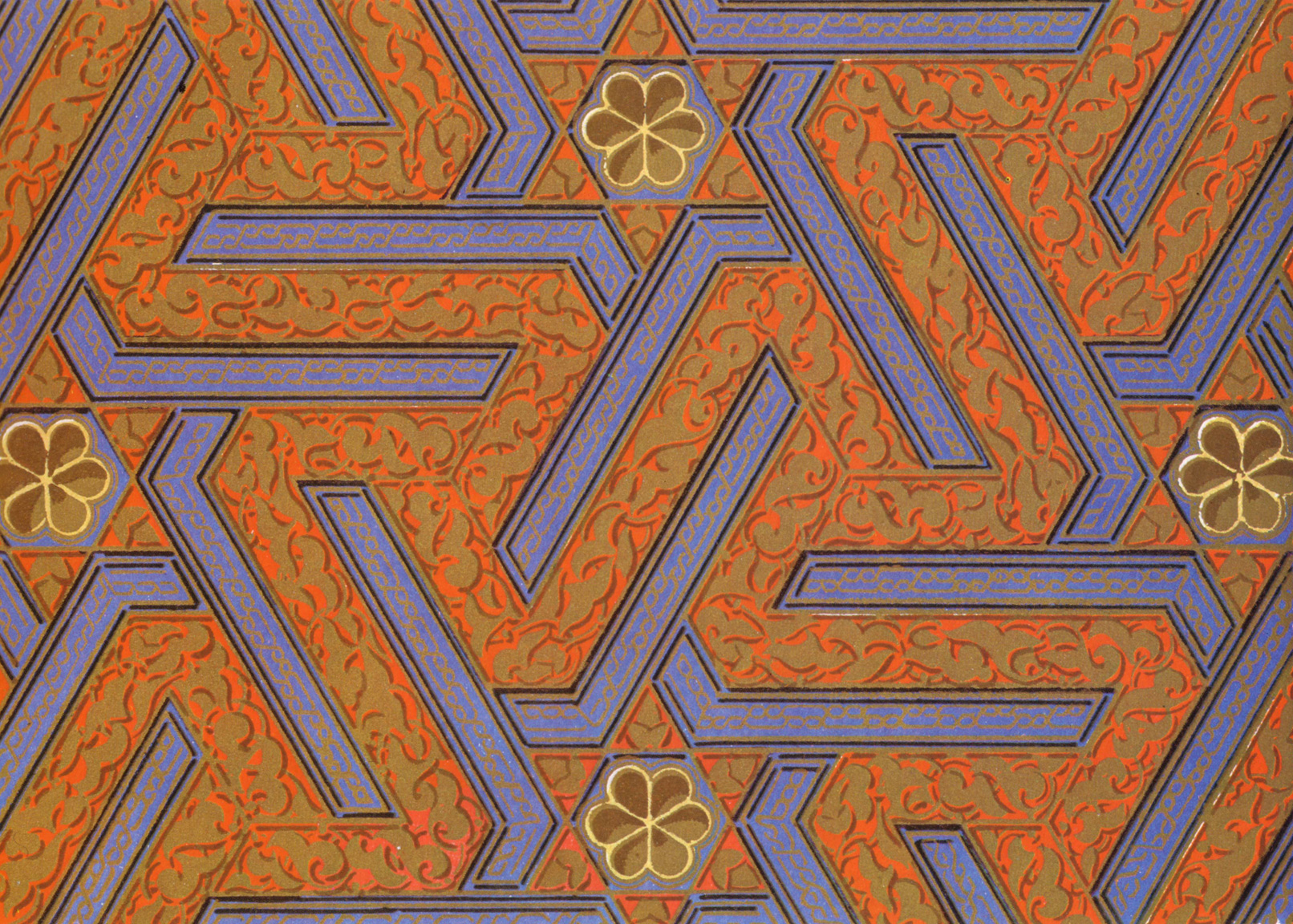
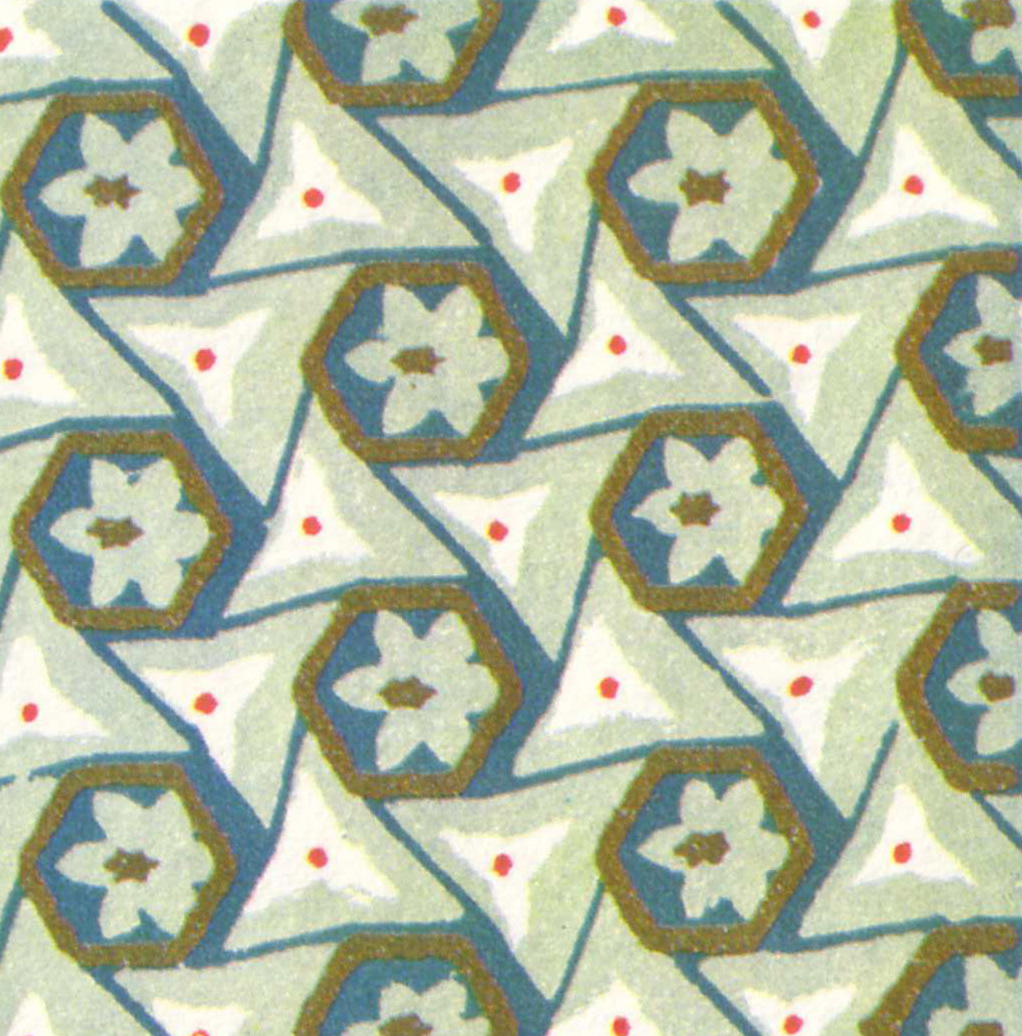

반사나 미끄럼반사는 존재하지 않는다.

p6 군의 예제

### p6m 군
- 오비폴드 표기: *632.
- p6m그룹은 한 개의 위수가 6인 (60°)회전중심을 가진다. 이것은 또한 두 개의 위수 3인 회전중심을 가지고 있는데, 이것은 60°의 회전(혹은 180°)으로 구분이 가능하다. 그리고 3개의 위수가 2인 회전중심을 가지며 이것은 60° 회전으로 구분된다. p6m 은 또한 여섯 가지의 구분가능한 방향으로의 반사가 존재한다. 그 각각의 여섯 가지 방향에 대해 미끄럼 반사 역시 존재한다. 이 미끄럼 반사의 축은 평행하게 인접한 반사축의 중간에 위치해 있다.

p6m 군의 예제

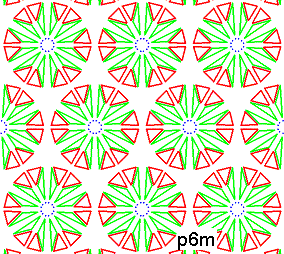
컴퓨터로 만든 그림
8가지 비정규 테셀레이션 중 하나
또다른 비정규 테셀레이션
또다른 비정규 테셀레이션
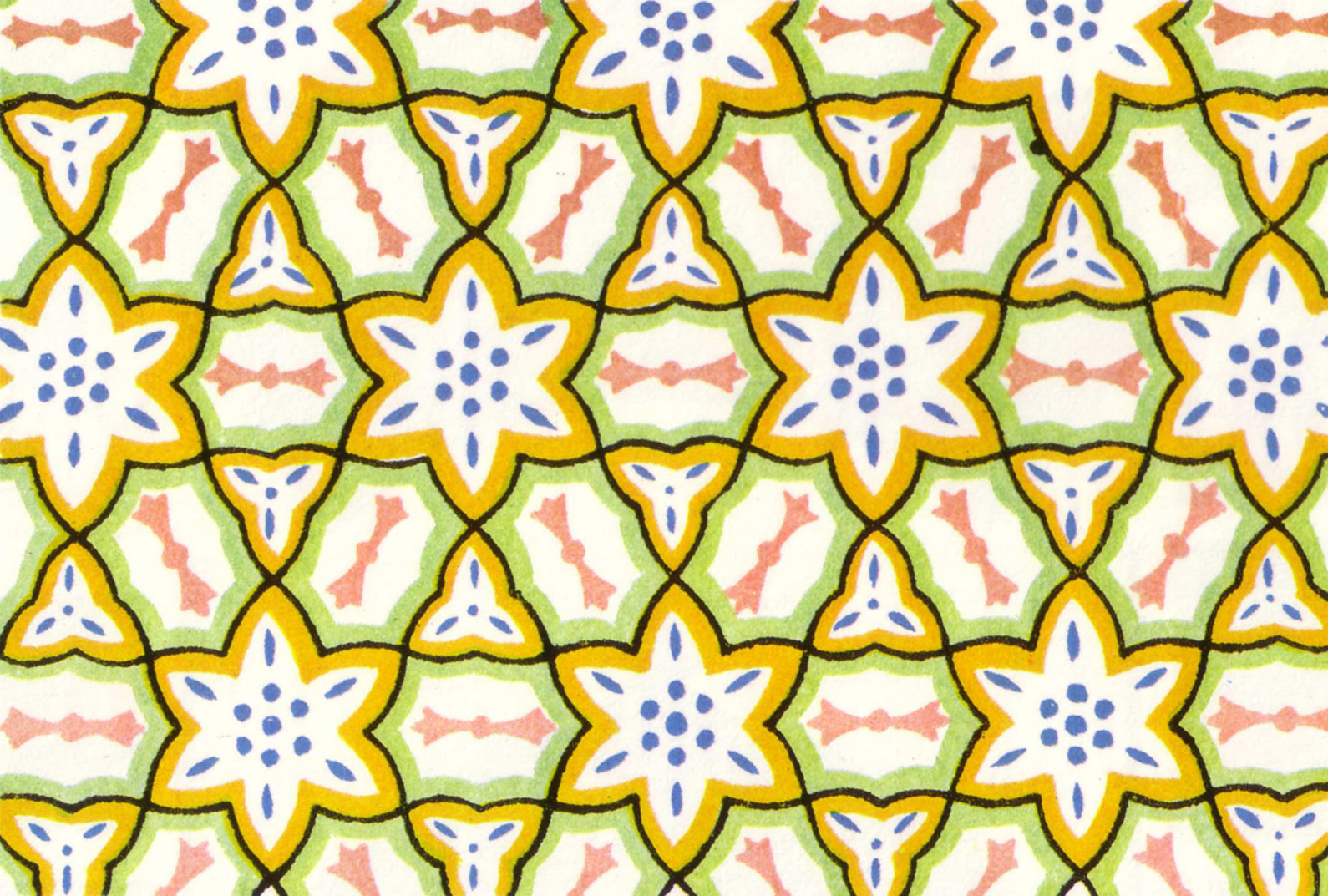
페르시아의 글레이즈 타일
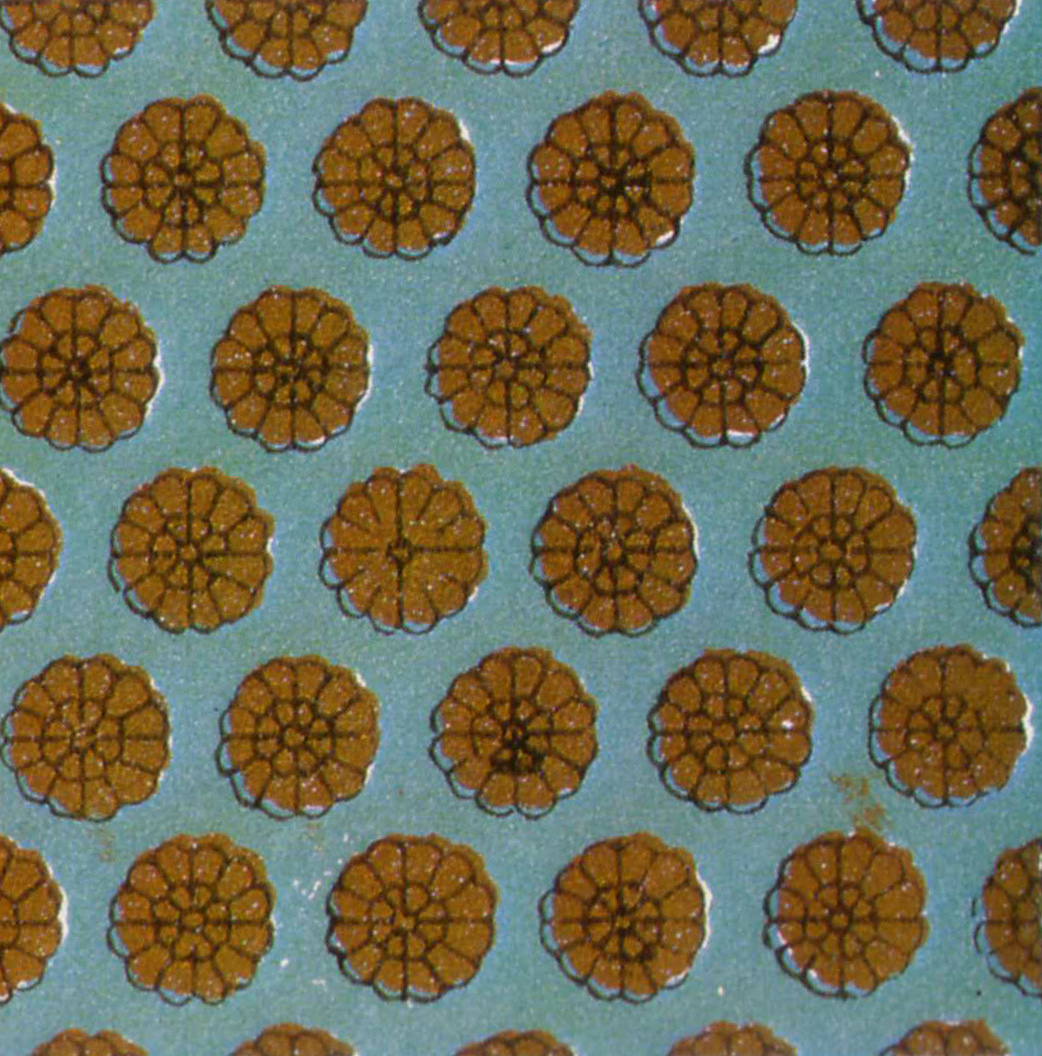
왕의 드레스, 코사바드, 아시리아
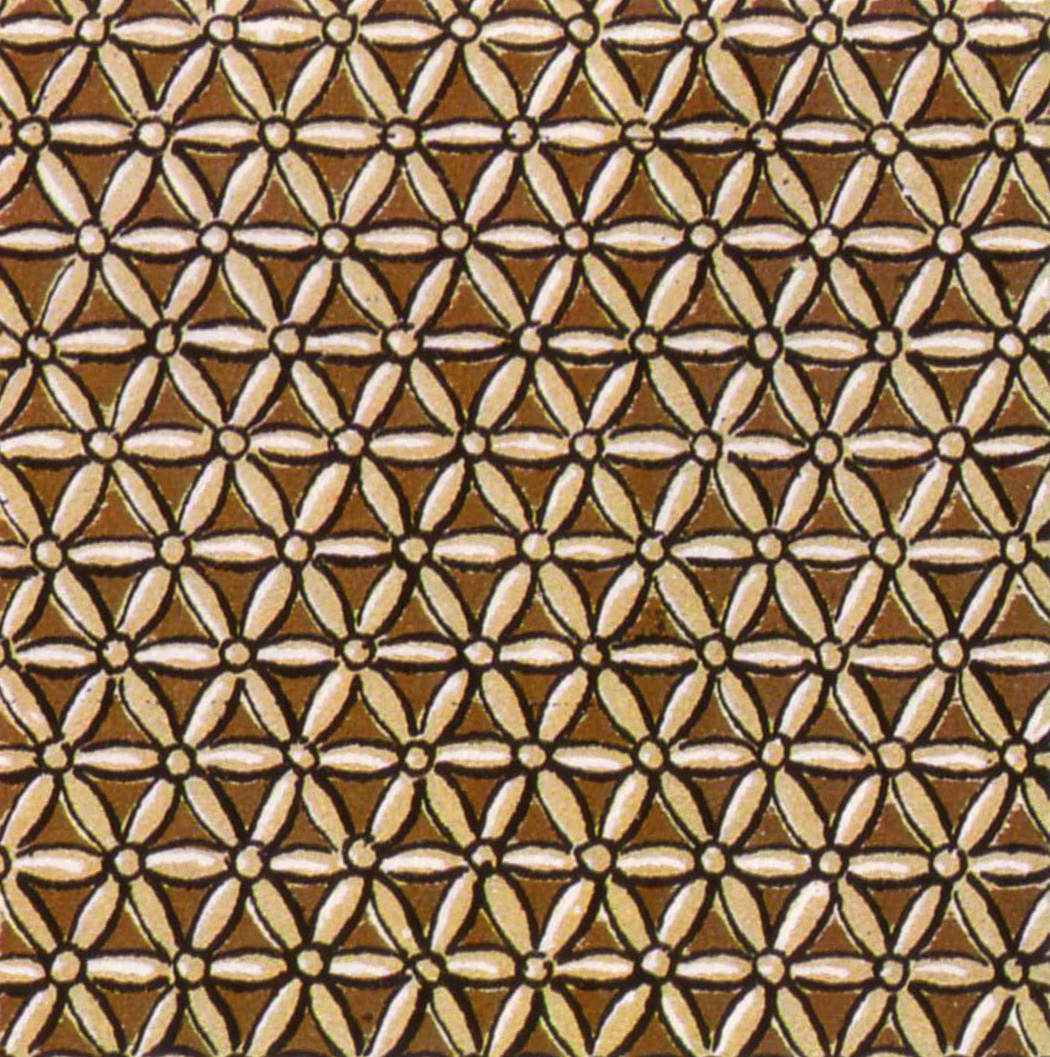
청동 그릇, 님라우드, 아시리아
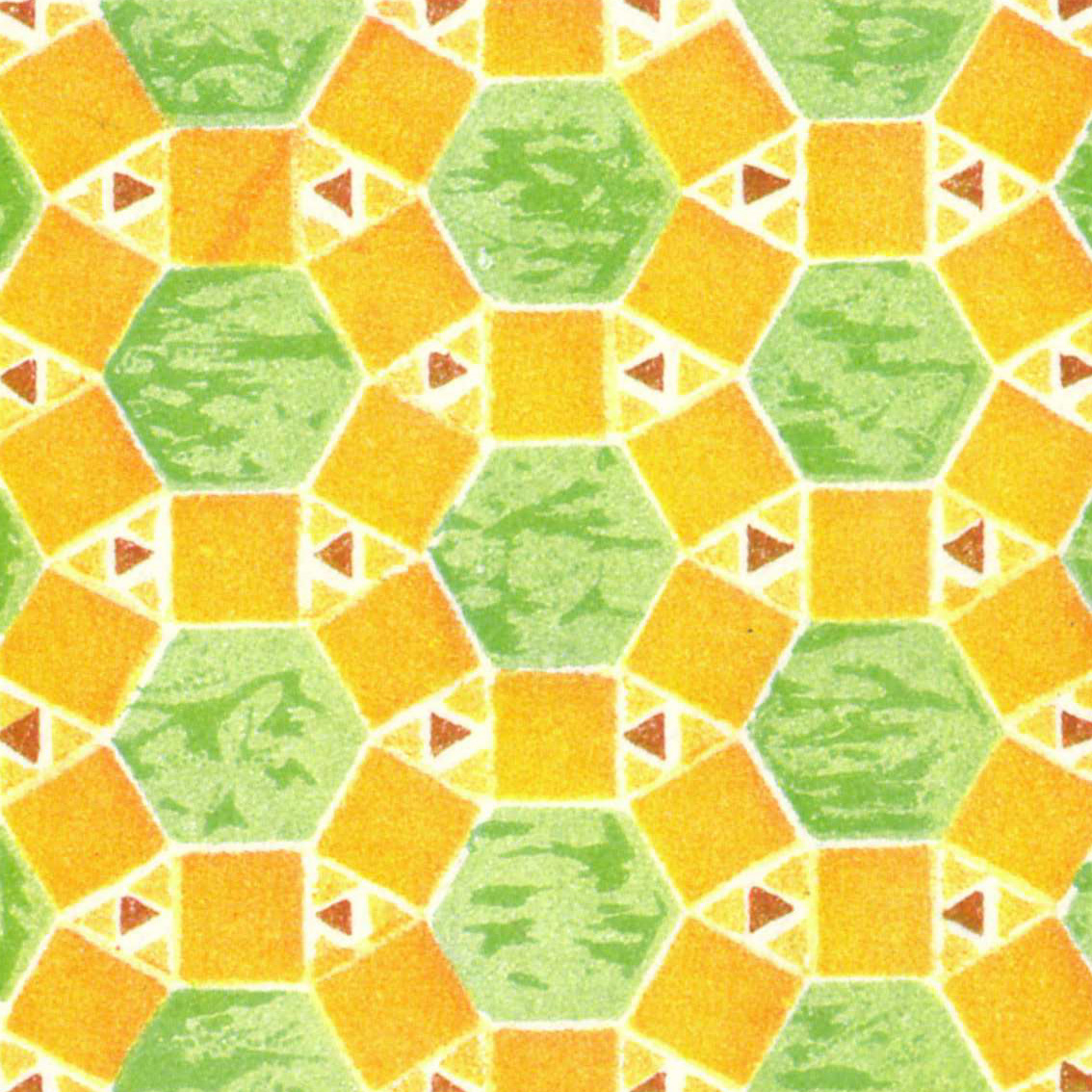
비잔틴의 대리석 포장도로, 로마
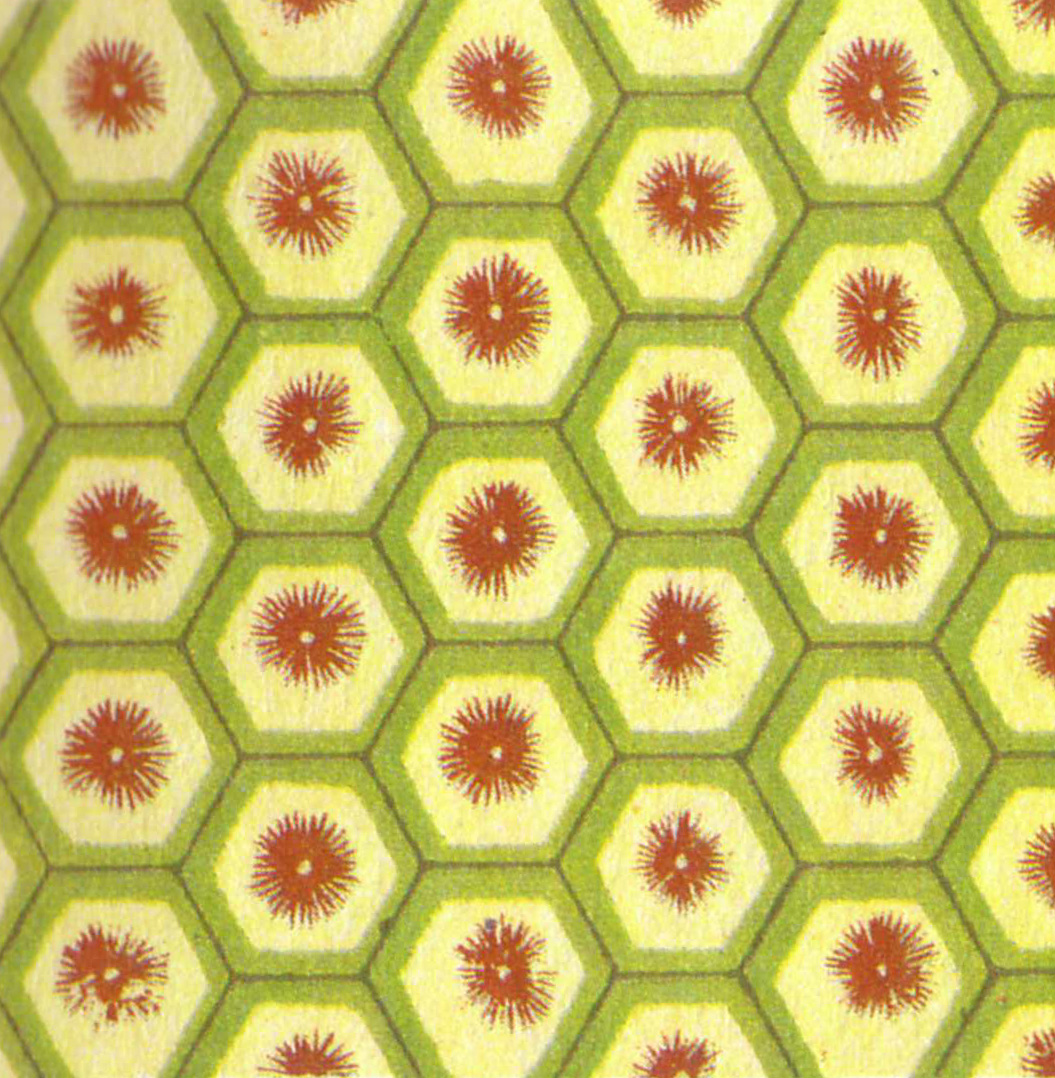
도자기, 중국
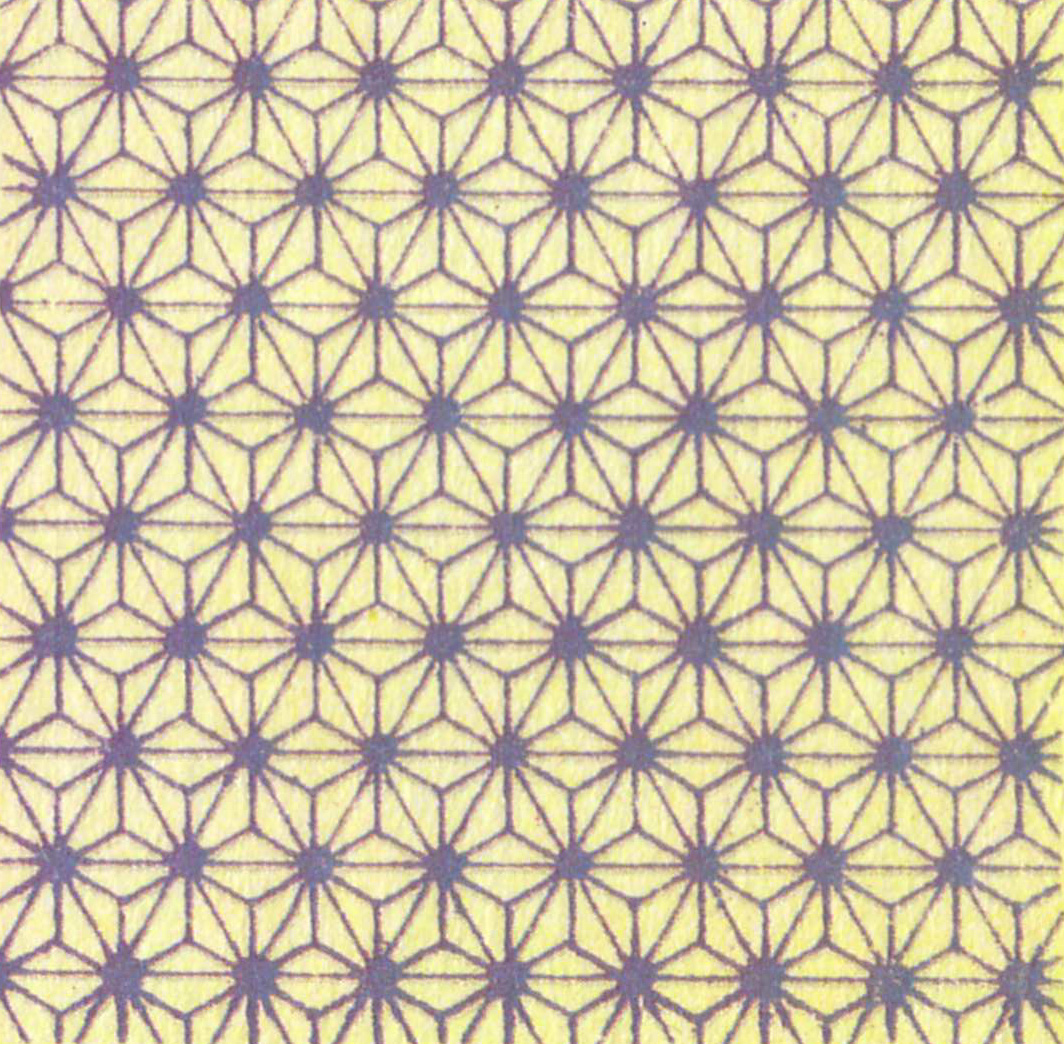
도자기, 중국

## 격자선의 종류
격자선은 다섯 가지 형태가 존재한다. 격자선들은 각각 다섯 개의 결정군과 대응을 이룬다. 평행대칭성을 가지는 결정군은 격자선보다는 작은 대칭 구조를 가진다.
- 위수가 3 혹은 6인 회전대칭성에 대한 경우 셀은 두 개의 이등변삼각형으로 이루어진다.(p6m에 대응되는 육각 격자의 경우)
- 위수가 4인 세 가지 회전대칭성에 대한 경우 셀은 정사각형이 된다.(p4m에 대응되는 사각격자)
- 반사와 미끄럼반사에 대한 다섯 가지 경우, 셀의 형태는 직사각형이다.(단 두 가지 변환을 동시에 하지는 않는 경우이며, 이 경우 pmm에 대응된다.), 따라서 구조도에 직사각형으로 보이며, 특별한 경우에는 실제로 이 직사각형이 정사각형으로 될 수도 있다.
- 미끄럼 반사와 합성된 두 가지 경우의 반사에 대하여 셀은 마름모꼴의 형태로 나타난다.(마름모꼴 격자는 cmm과 대응된다.) 이때 역시 특별한 경우에 격자의 형태가 정사각형이 된다.
- 위수가 2인 회전대칭성만을 가지는 경우, 그리고 평행대칭성 이외의 다른 대칭성이 없는 경우에, 셀은 일반평행사변형의 형태를 가진다.(평행사변형격자는 p2에 대응된다.) 따라서 구조도에 평행사변형 형태로 나타나고 특별한 경우에 직사각형이나 마름모 또는 정사각형의 형태로 나타날 수 있다.

## 대칭군
실제로 대칭군은 평면의 결정군과는 구분되어야 한다. 뒷부분은 대칭군의 목록에 대한 것이다. 총 17가지의 종류가 있었지만 그 각각은 등장변환의 기본적 이해에 의해 무한히 많은 대칭군을 형성할 수 있음을 알 수 있다. 이것은 평면의 결정군뿐만 아니라 평행이동 벡터와 방향 그리고 반사축이나 회전중심의 위치에 의존한다.
자유도는:
- p2에 6
- pmm, pmg, pgg, 그리고 cmm에 5
- 나머지에 대해 4

하지만 평면의 결정군 안에서는 모든 대칭군은 서로 대수학적으로 동형이다.
몇 가지 동형인 대칭군들:
- p1: Z2
- pm: Z × D∞
- pmm: D∞ × D∞

## 변환에서 월페이퍼의 의존성
- 패턴의 평면의 결정군은 등장변환과 일정한 크기변환(유사변환) 하에 불변하다.
- 평행이동의 대칭성은 임의의 전단사 아핀변환에 대해 보존된다.
- 회전의 대칭성은 위의 2개와 동일하다; 이것은 또한 4-,6-fold 회전 중심은 적어도 2-fold 회전의 대칭성을 유지한다.
- 선과 미끄러지는 반사에서 반사는 반사와 미끄러지는 반사의 축 또는 그 수직한 것에 따른 확장/수축에 대해 보존된다.그것은 p6m, p4g, 그리고 p3m1을 cmm, p3m1, cm, 그리고 확장/수축의 방향에 의존하는 p4m을 pmm 또는 cmm으로 변환시킨다. 대칭적으로 엇갈려진 점들의 줄에서 한 패턴은 그것이 p6m에서 p4m 로 확장/수축의 의해 전환 될 수 있다는 점에서 특이하다.

한 변환이 대칭성을 감소시킬 때, 분명하게 몇몇 패턴에 대한 같은 종류(그 역)의 변환은 그 대칭성을 증가시킨다는 점에 주의해야 한다.
패턴의 그러한 특별한 성질(예, 한 방향에서의 확장은 4-fold 대칭성을 가진 패턴을 만든다) 은 여분의 대칭성의 형태로 포함되지 않는다.
만약 변하기 전에 같은 색을 가진 어떤 두 점이 또한 변화 후에도 같은 색을 가지고, 또한 변하기 전에 다른 색을 가진 어떤 두 점이 변화 후에도 다른 색을 가진다면, 색의 변환은 평면의 결정군에 영향을 미치지 않는다.
만약 후자가 아니라 전자가 적용된다면 검은색과 흰색에서 한 가지로 색 이미지를 변화시킬 때, 대칭성은 보존되지만 평면의 결정군이 변하기 위해 대칭성이 증가할 수도 있다.

## 같이 보기
- 비주기적 테셀레이션
- 결정학
- 마우리츠 코르넬리스 에셔
- 점군
- 테셀레이션

## 참고 문헌
- The Grammar of Ornament (1856), 오웬 존스. 이 문서에 있는 수많은 그림을 비롯하여 여러 그림을 싣고 있다.
- 존 호턴 콘웨이 (1992). "The Orbifold Notation for Surface Groups". In: M. W. Liebeck and J. Saxl (eds.), Groups, Combinatorics and Geometry, Proceedings of the L.M.S. Durham Symposium, July 5–15, Durham, UK, 1990; London Math. Soc. Lecture Notes Series 165. Cambridge University Press, Cambridge. pp. 438–447
- Grünbaum, Branko; Shephard, G. C. (1987): Tilings and Patterns. New York: Freeman. ISBN 0-7167-1193-1.
- Patrick J. Ryan (1986) Euclidean and non-Euclidean geometry, Cambridge University Press. ISBN 0-521-27635-7.